# Mishpatim

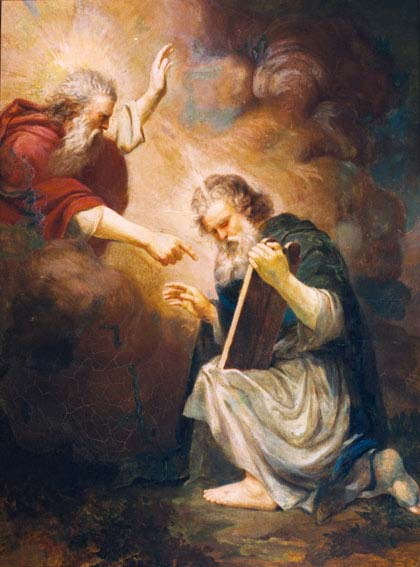
Moisés recibe las Tablas de la Ley (pintura de 1868 de João Zeferino da Costa)

Mishpatim (מִּשְׁפָּטִים— Hebreo para «leyes»; la segunda palabra de la parashá) es la decimoctava porción semanal de la Torá (פָּרָשָׁה, «parashá») en el ciclo anual judío de lectura de la Torá y la sexta en el Libro del Éxodo. La parashá establece una serie de leyes, que algunos eruditos llaman el Código de la Alianza. Relata la aceptación por parte de los israelitas del pacto con Dios. La parashá constituye Éxodo 21:1-24:18. La parashá tiene 5313 letras hebreas, 1462 palabras hebreas, 118 versículos y 185 líneas en un rollo de la Torá (סֵפֶר תוֹרָה, Sefer Torá).
Los judíos la leen el decimoctavo Shabat después de Simjat Torá, generalmente en febrero o, rara vez, a finales de enero. Como la parashá establece algunas de las leyes de la Pascua, una de las tres Shalosh Regalim, los judíos también leen parte de la parashá (Éxodo 22). Como la parashá establece algunas de las leyes de Pascua, una de las tres Shalosh Regalim, los judíos también leen parte de la parashá (Éxodo 22:24-23:19) como lectura inicial de la Torá para el segundo día intermedio (חוֹל הַמּוֹעֵד,  Chol HaMoed) de la Pascua. Los judíos también leen la primera parte de la Parashat Ki Tisa (Éxodo 30:11-16) sobre el impuesto de medio shekel, como la lectura de la Torá del maftir en el Shabbat Shekalim, el sábado especial, que a menudo cae en el mismo Shabbat que Parashat Mishpatim (como ocurrirá en 2026, 2028 y 2029).

## Lecturas
En la lectura tradicional de la Torá del sábado, la parashá se divide en siete lecturas, o עליות, «aliyot».

### Primera lectura: Éxodo 21:1-19
La primera lectura aborda las leyes sobre los sirvientes por contrato y esclavos hebreos, el homicidio, golpear a un padre, secuestrar, insultar a un padre, y agredir.

### Segunda lectura: Éxodo 21:20–22:3
La segunda lectura aborda las leyes sobre agresión, un animal homicida, daños al ganado, y robo.

### Tercera lectura: Éxodo 22:4–26
La tercera lectura aborda las leyes sobre daños a las cosechas, bailment, seducción, hechicería, bestialidad, apostasía, perjudicar a los desfavorecidos, prestar, y tomar la propiedad de alguien como prenda.

### Cuarta lectura: Éxodo 22:27–23:5
La cuarta lectura aborda las leyes sobre los deberes para con Dios, la integridad judicial, y el trato humano a un enemigo.

### Quinta lectura: Éxodo 23:6-19
La quinta lectura aborda las leyes relativas a los desfavorecidos, las acusaciones falsas, el soborno, oprimir al extranjero, el año sabático para las cosechas (שמיטה, Shmita), el sábado, la mención de otros dioses, las Tres fiestas de peregrinación (שָׁלוֹשׁ רְגָלִים, Shalosh Regalim), sacrificio (קָרְבָּן, korban), y primicias (ביכורים, Bikkurim).

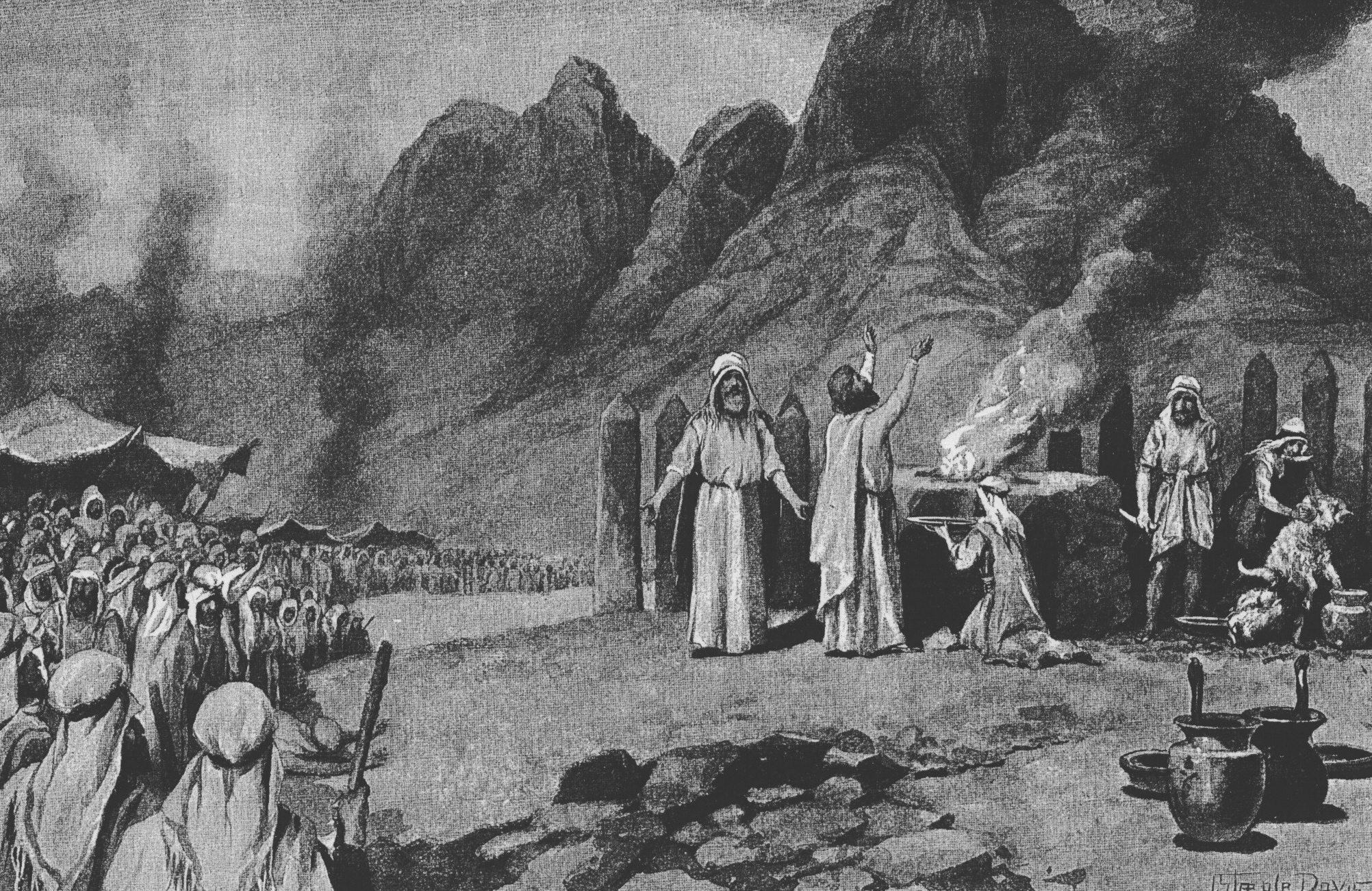
El pacto confirmado (ilustración de finales del siglo XIX o principios del XX de John Steeple Davis)

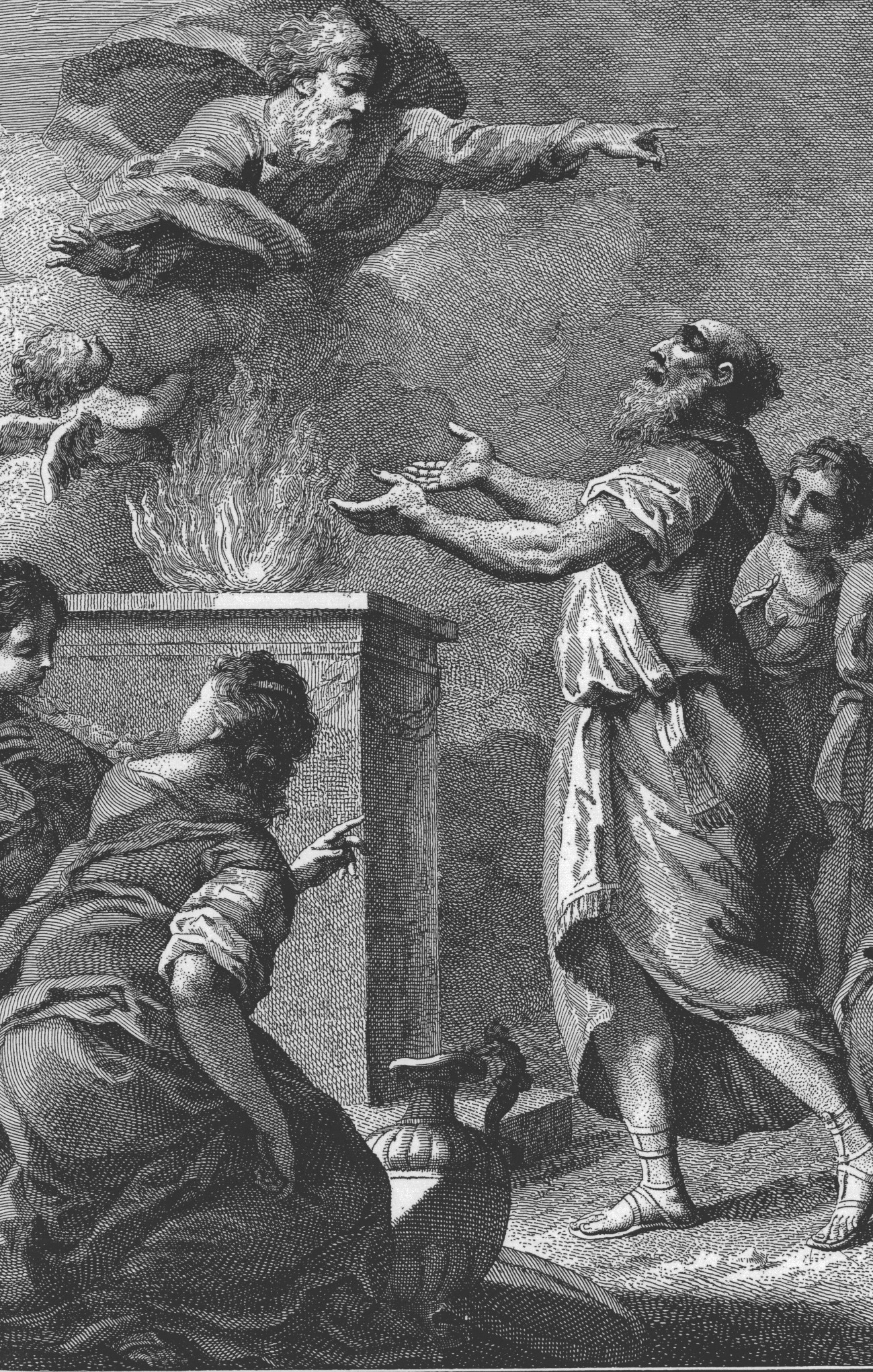
Moisés y los ancianos. Véase Dios (ilustración de principios del siglo XVIII de Jacopo Amigoni)

### Sexta lectura: Éxodo 23:20-25
En la breve sexta lectura, Dios prometió enviar un ángel con los israelitas para llevarlos al lugar que Dios había preparado. Dios ordenó a los israelitas que obedecieran al ángel, porque si lo hacían, Dios sería enemigo de sus enemigos. Los israelitas no debían servir a otros dioses, sino solo a Dios.

### Séptima lectura: Éxodo 23:26-24:18
En la séptima lectura, Dios prometió recompensar la obediencia a Dios. Dios invitó a Moisés, Aarón, Nadab y Abihu, y a 70 ancianos a inclinarse ante Dios desde lejos. Moisés repitió los mandamientos al pueblo, que respondió: «¡Haremos todas las cosas que el Señor ha mandado!» Moisés entonces escribió los mandamientos. Instaló un altar y algunos jóvenes israelitas ofrecieron sacrificios. Moisés leyó el Libro del Pacto en voz alta al pueblo, que una vez más afirmó que lo seguiría. Moisés tomó sangre de los sacrificios y la roció sobre el pueblo. Moisés, Aarón, Nadab, Abiú y los setenta ancianos de Israel subieron entonces, vieron a Dios, comieron y bebieron. Moisés y Josué se levantaron, y Moisés ascendió al Monte Sinaí, dejando a Aarón y Hur a cargo. Una nube cubrió la montaña, ocultando la Presencia del Señor durante seis días, apareciendo a los israelitas como un fuego en la cima de la montaña. Moisés entró en la nube y permaneció en la montaña durante 40 días y noches.

### Lecturas según el ciclo trienal
Los judíos que leen la Torá según el ciclo trienal de lectura de la Torá leen la parashá según el siguiente calendario:
|          | Año 1                  | Año 2                  | Año 3                  |
|          | 2023, 2026, 2029 . . . | 2024, 2027, 2030 . . . | 2025, 2028, 2031 . . . |
| Lecturas | 21:1–22:3              | 22:4–23:19             | 23:20–24:18            |
| -------- | ---------------------- | ---------------------- | ---------------------- |
| 1        | 21:1–6                 | 22:4–8                 | 23:20–25               |
| 2        | 21:7–11                | 22:9–12                | 23:26–30               |
| 3        | 21:12–19               | 22:13–18               | 23:31–33               |
| 4        | 21:20–27               | 22:19–26               | 24:1–6                 |
| 5        | 21:28–32               | 22:27–23:5             | 24:7–11                |
| 6        | 21:33–36               | 23:6–13                | 24:12–14               |
| 7        | 21:37–22:3             | 23:14–19               | 24:15–18               |
| Maftir   | 21:37–22:3             | 23:14–19               | 24:15–18               |

## En paralelos antiguos
La parashá tiene paralelos en estas fuentes antiguas:

### Éxodo, capítulos 21-22
Las leyes de la parashá encuentran paralelos en varios códigos legales antiguos.
| Tema de la ley                   | En Éxodo 21-23 | En paralelos antiguos |
| -------------------------------- | --- | --- |
| Esclavitud por deudas            | Éxodo 21:2: Si compras un siervo hebreo, te servirá seis años, y al séptimo saldrá libre sin pagar nada. | Código de Hammurabi 117 (1750 a. C.): Si alguien no paga una deuda y se vende a sí mismo, a su esposa, a su hijo o a su hija por dinero o los entrega a trabajos forzados: Deberán trabajar durante tres años en la casa del hombre que los compró, o del propietario, y en el cuarto año serán puestos en libertad. |
| La criada-esposa                 | Éxodo 21:7-11: 7 Y si un hombre vende a su hija como criada, ella no saldrá como salen los criados. 8 Si no agradara a su amo, que se la desposó, entonces él la dejará ser redimida; no tendrá poder para venderla a un pueblo extranjero, ya que ha tratado con ella de manera engañosa. 9 Y si la desposa con su hijo, tratará con ella según la costumbre de las hijas. 10 Si toma otra esposa, no le disminuirá la comida, la ropa y los derechos conyugales. 11 Y si no le da estas tres cosas, entonces ella se irá por nada, sin dinero. | Código de Hammurabi 146-47 (1750 a. C.): 146Si un hombre toma una esposa y ella le da una criada como esposa y le da hijos, y luego esta criada asume la igualdad con la esposa: porque le ha dado hijos, su amo no la venderá por dinero, pero puede mantenerla como esclava, considerándola entre las criadas. 147 Si ella no le ha dado hijos, entonces su ama puede venderla por dinero. |
| Homicidio                        | Éxodo 21:12–14: 12El que golpee a un hombre, de modo que muera, será condenado a muerte. 13Y si un hombre no acecha, sino que Dios hace que se le presente; entonces te designaré un lugar al que pueda huir. 14 Y si un hombre se acerca con arrogancia a su prójimo para matarlo con astucia, lo quitarás de mi altar para que muera. | Código de Ur-Nammu 1 (2100 a. C.): Si un hombre comete un asesinato, debe ser asesinado. Código de Hammurabi 206-208 (1750 a. C.): 206Si durante una disputa un hombre golpea a otro y lo hiere, entonces jurará: «No lo herí a propósito», y pagará a los médicos. 207 Si el hombre muere a causa de su herida, jurará de manera similar, y si él (el fallecido) era un hombre nacido libre, pagará media mina en dinero. 208 Si era un hombre liberado, pagará un tercio de una mina. |
| Una pelea                        | Éxodo 21:18-19: 18 Y si unos hombres riñen, y uno hiere al otro con una piedra o con el puño, y no muere, sino que se queda en cama; 19 si se levanta y anda fuera con su báculo, entonces el que lo hirió quedará libre; sólo pagará por la pérdida de su tiempo y hará que lo curen completamente. | s:Código de Hammurabi 206 (1750 a. C.): Si durante una pelea un hombre golpea a otro y lo hiere, entonces jurará: «No lo hice a propósito», y pagará a los médicos. Leyes hititas 10 (1500 a. C.): Si alguien hiere a un hombre de tal manera que le cause sufrimiento, deberá cuidar de él. Sin embargo, le dará un hombre en su lugar, que se ocupará de su casa hasta que se recupere. Pero si se recupera, le dará seis siclos de plata. Y al médico también le dará la tarifa. |
| Agresión a un esclavo por deudas | Éxodo 21:20–21: 20Si un hombre golpea con una vara a su esclavo o a su esclava y este muere bajo su mano, será castigado. 21Sin embargo, si sobrevive uno o dos días, no será castigado, porque es de su propiedad. | Código de Hammurabi 115-116 (1750 a. C.): 115Si alguien tiene una reclamación de grano o dinero sobre otro y lo encarcela; si el prisionero muere en prisión de muerte natural, el caso no irá más allá. 116 Si el prisionero muere en prisión a causa de golpes o malos tratos, el amo del prisionero condenará al comerciante ante el juez. Si era un hombre libre, el hijo del comerciante será condenado a muerte; si era un esclavo, pagará un tercio de una mina de oro, y perderá todo lo que el amo del prisionero le haya dado. |
| Daño a una mujer embarazada      | Éxodo 21:20-25: 22 Y si algunos riñeren y herieren a mujer embarazada, y saliere fruto de ella, pero no hubiere muerte, entonces el culpable será castigado con multa que el marido de la mujer le impondrá, y pagará conforme a lo que los jueces determinen. 23 Pero si se produce algún daño, entonces se dará vida por vida, 24 ojo por ojo, diente por diente, mano por mano, pie por pie, 25 quemadura por quemadura, herida por herida, rasguño por rasguño. | Código sumerio 1 (1800 a. C.): Si el padre de una familia golpea accidentalmente a la hija de otro, y ella sufre un aborto espontáneo, la multa es de diez shekels. Código de Hammurabi 209-214 (1750 a. C.): 209Si un hombre golpea a una mujer libre de modo que pierda a su hijo nonato, deberá pagar diez siclos por su pérdida. 210 Si la mujer muere, su hija será ejecutada. 211Si una mujer de la clase libre pierde a su hijo por un golpe, él deberá pagar cinco shekels en dinero. 212Si esta mujer muere, él deberá pagar media mina. 213Si golpea a la criada de un hombre y ella pierde a su hijo, él deberá pagar dos shekels en dinero. 214 Si esta sirvienta muere, deberá pagar un tercio de una mina. Leyes hititas 17-18 (1500 a. C.): 17 Si alguien hace abortar a una mujer libre, [si] está en su décimo mes, pagará 10 siclos de plata, si está en su quinto mes, pagará 5 siclos de plata. Lo buscará en su casa. 18 Si alguien hace que una esclava aborte, si está en su décimo mes, pagará 5 siclos de plata. Asirio medio Leyes 50-52 (1200 a. C.): 50Si un hombre golpea a una mujer casada y le provoca un aborto, la esposa del agresor será tratada de la misma manera: él pagará por el niño no nacido según el principio de vida por vida. Pero si la mujer (primera) muere, el hombre será ejecutado: pagará por el niño nonato según el principio de una vida por una vida. Si el marido de la mujer (primera) no tiene hijos varones y ella ha sido golpeada y ha sufrido un aborto, el agresor será ejecutado, incluso si el niño era una niña: pagará por el niño nonato según el principio de una vida por una vida. 51 Si un hombre golpea a una mujer casada que no cría a sus hijos y le provoca un aborto, deberá pagar dos talentos de plomo. 52 Si un hombre golpea a una prostituta y le provoca un aborto, deberá recibir el mismo número y tipo de golpes: De esta manera pagará según el principio de una vida por una vida. |
| Ojo por ojo                      | Éxodo 21:23-25: 23Pero si sobreviene alguna lesión, entonces darás vida por vida, 24ojo por ojo, diente por diente, mano por mano, pie por pie, 25quemadura por quemadura, herida por herida, golpe por golpe. | Leyes de Eshnunna 42-43 (1800 a. C.): 42Si un hombre muerde la nariz de otro y se la corta, deberá pagar 60 siclos de plata; un ojo, 60 siclos; un diente, 30 siclos; una oreja, 30 siclos; una bofetada, 10 siclos. 43 Si un hombre le cortara el dedo a otro, deberá pesar y entregar 40 shekels de plata. Código de Hammurabi 196-201 (1750 a. C.): 196Si un hombre le saca el ojo a otro hombre, se le sacará el ojo a él. 197 Si rompe el hueso de otro hombre, su hueso será roto. 198 Si le saca el ojo a un hombre liberado o le rompe el hueso a un hombre liberado, deberá pagar una mina de oro. 199 Si le saca un ojo a un esclavo o le rompe un hueso, deberá pagar la mitad de su valor. 200 Si un hombre le saca los dientes a otro hombre de su misma condición, le serán sacados los dientes. 201 Si le arranca los dientes a un hombre libre, deberá pagar un tercio de una mina de oro. |
| Un buey que corneó               | Éxodo 21:28-36: 28 Y si un buey corneare a un hombre o a una mujer, y murieren, el buey será apedreado, y no se comerá su carne; pero el dueño del buey será libre. 29 Pero si el buey solía embestir en tiempos pasados, y se le advirtió a su dueño, y él no lo mantuvo encerrado, y mató a un hombre o una mujer; el buey será apedreado, y su dueño también será condenado a muerte. 30 Si se le impone un rescate, entonces él dará para la redención de su vida lo que se le imponga. 31Ya sea que haya corneado a un hijo o a una hija, se le hará según este juicio. 32Si el buey corneara a un siervo o a una sierva, dará a su amo treinta siclos de plata, y el buey será apedreado. . . . 35Y si el buey de un hombre hiere al de otro, de modo que muere, entonces venderán el buey vivo y dividirán el precio de él; y también dividirán el muerto. 36O si se sabe que el buey solía embestir en tiempos pasados, y su dueño no lo ha mantenido encerrado, pagará buey por buey, y la bestia muerta será suya. | Leyes de Asnunna 53-55 (1800 a. C.): 53Si un buey corneara a otro buey y causara su muerte, los dos propietarios del buey dividirán el valor del buey vivo y el cadáver del buey muerto. 54 Si un buey es un corneador y las autoridades de la sala de guardia así se lo notifican al propietario, pero este no controla a su buey y este corneó a un hombre y causó su muerte, el propietario del buey deberá pesar y entregar 40 siclos de plata. 55 Si corneara a un esclavo y causara su muerte, pesará y entregará 15 siclos de plata. Código de Hammurabi 251-252 (1750 a. C.): 251Si un buey es un buey cornudo, y se demuestra que es un cornudo, y no ata sus cuernos, o sujeta al buey, y el buey corne a un hombre libre y lo mata, el propietario deberá pagar media mina en dinero. 252 Si mata al esclavo de un hombre, deberá pagar un tercio de una mina. |
| Hijo o hija                      | Éxodo 21:31: Ya sea que haya corneado a un hijo o a una hija, según este juicio se le hará. | Código de Hammurabi 229-231 (1750 a. C.): 229Si un constructor construye una casa para alguien y no la construye correctamente, y la casa que construyó se derrumba y mata a su propietario, entonces ese constructor será condenado a muerte. 230 Si mata al hijo del propietario, el hijo de ese constructor será condenado a muerte. 231 Si mata a un esclavo del propietario, este deberá pagar esclavo por esclavo al propietario de la casa. |

## En la interpretación bíblica interna
La parashá tiene paralelismos o se discute en estas fuentes bíblicas:

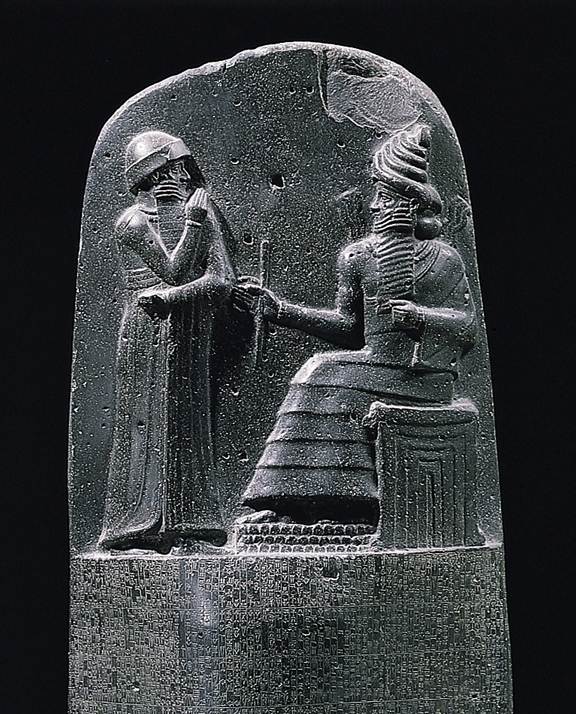
Hammurabi

### Éxodo, capítulos 21-23
Benjamin Sommer argumentó que el Deuteronomio 12-26 tomó prestadas secciones enteras del texto anterior de Éxodo 21-23.

### Éxodo, capítulo 21
La parashá comienza en Éxodo 21:1 con las palabras: «Estas son las ordenanzas (הַמִּשְׁפָּטִים, ha-mishpatim) que les presentarás». Éxodo 24:3 luego se hace eco: «Moisés vino y le dijo al pueblo... todas las ordenanzas (הַמִּשְׁפָּטִים, ha-mishpatim),» y luego «todo el pueblo respondió con una sola voz, y dijo: 'Haremos todas las palabras que el Señor ha dicho'».
En tres lugares distintos (Éxodo 21:22-25; Levítico 24:19-21; y Deuteronomio 19:16-21), la Torá establece la ley del «ojo por ojo».

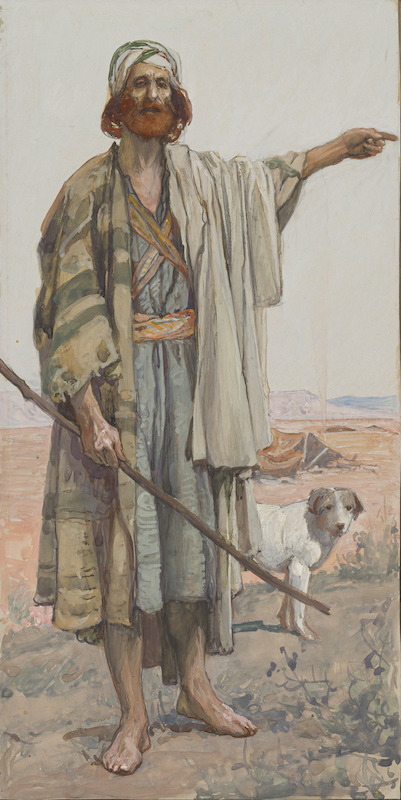
Amos

### Éxodo, capítulo 22
Éxodo 22:20 advierte a los israelitas que no hagan daño al extranjero, «pues vosotros fuisteis extranjeros en la tierra de Egipto». Del mismo modo, en el Amós 3:1, el profeta Amos del siglo VIII a. C. basó sus pronunciamientos en la historia del Éxodo de la comunidad del pacto, diciendo: «Oíd esta palabra que el Señor ha pronunciado contra vosotros, hijos de Israel, contra toda la familia que saqué de la tierra de Egipto».
Éxodo 22:25-26 advierte: «Si tomas en prenda la ropa de tu prójimo, se la devolverás antes de que se ponga el sol; es su única ropa, la única cubierta para su piel». Del mismo modo, en Amós 2:8, Amós condenó a los habitantes de Judá que «se recuestan junto a cada altar sobre prendas tomadas en prenda».

### Éxodo, capítulo 23

#### Pascua judía
Éxodo 23:15 se refiere a la Fiesta de Pascua. En la Biblia hebrea, la Pascua se llama:
- «Pascua» (פֶּסַח, «Pesaj»);[71]
- «La fiesta de los panes sin levadura» (חַג הַמַּצּוֹת, «Chag haMatzot»);[72] y
- «Una santa convocación» o «una asamblea solemne» (מִקְרָא-קֹדֶשׁ, «mikrah kodesh»).[73]

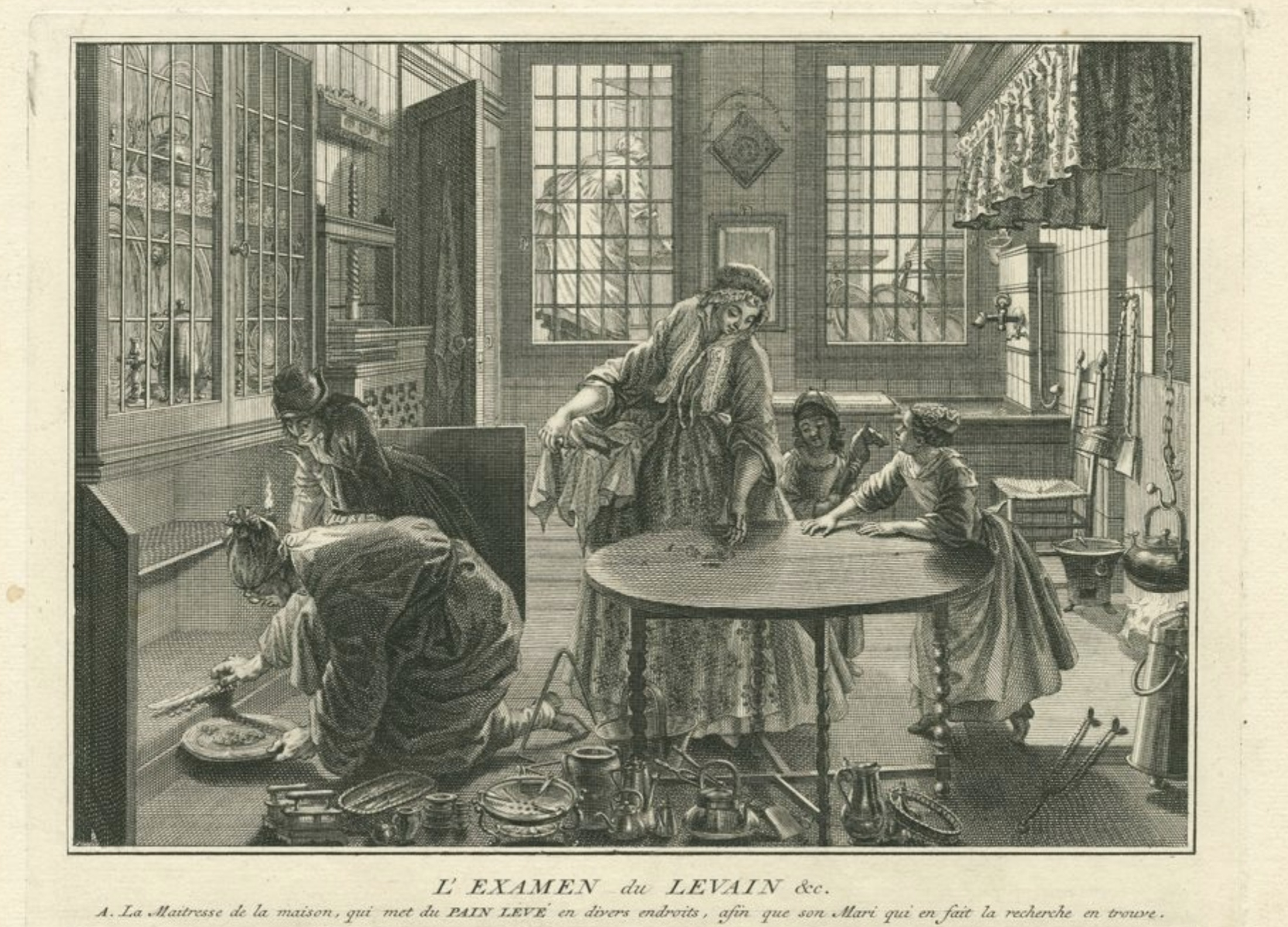
La búsqueda de la levadura (grabado en cobre de Bernard Picart, 1732)

Algunos explican la doble nomenclatura de «Pascua» y «Fiesta de los Panes sin Levadura» como una referencia a dos fiestas separadas que los israelitas combinaron en algún momento entre el Éxodo y cuando se estableció el texto bíblico. Éxodo 34:18-20 y Deuteronomio 15:19-16:8 indican que la dedicación de los primogénitos también se asoció con la fiesta.
Algunos creen que la «Fiesta de los Panes sin Levadura» era una fiesta agrícola en la que los israelitas celebraban el comienzo de la cosecha de cereales. Es posible que Moisés tuviera en mente esta fiesta cuando, en Éxodo 5:1 y 10:9, pidió al faraón que dejara ir a los israelitas a celebrar una fiesta en el desierto. W. Gunther Plaut, «The Torah: A Modern Commentary», página 464.
Por otro lado, la «Pascua» se asociaba con el sacrificio de un cordero en acción de gracias, también llamado «el cordero pascual» u «ofrenda pascual».

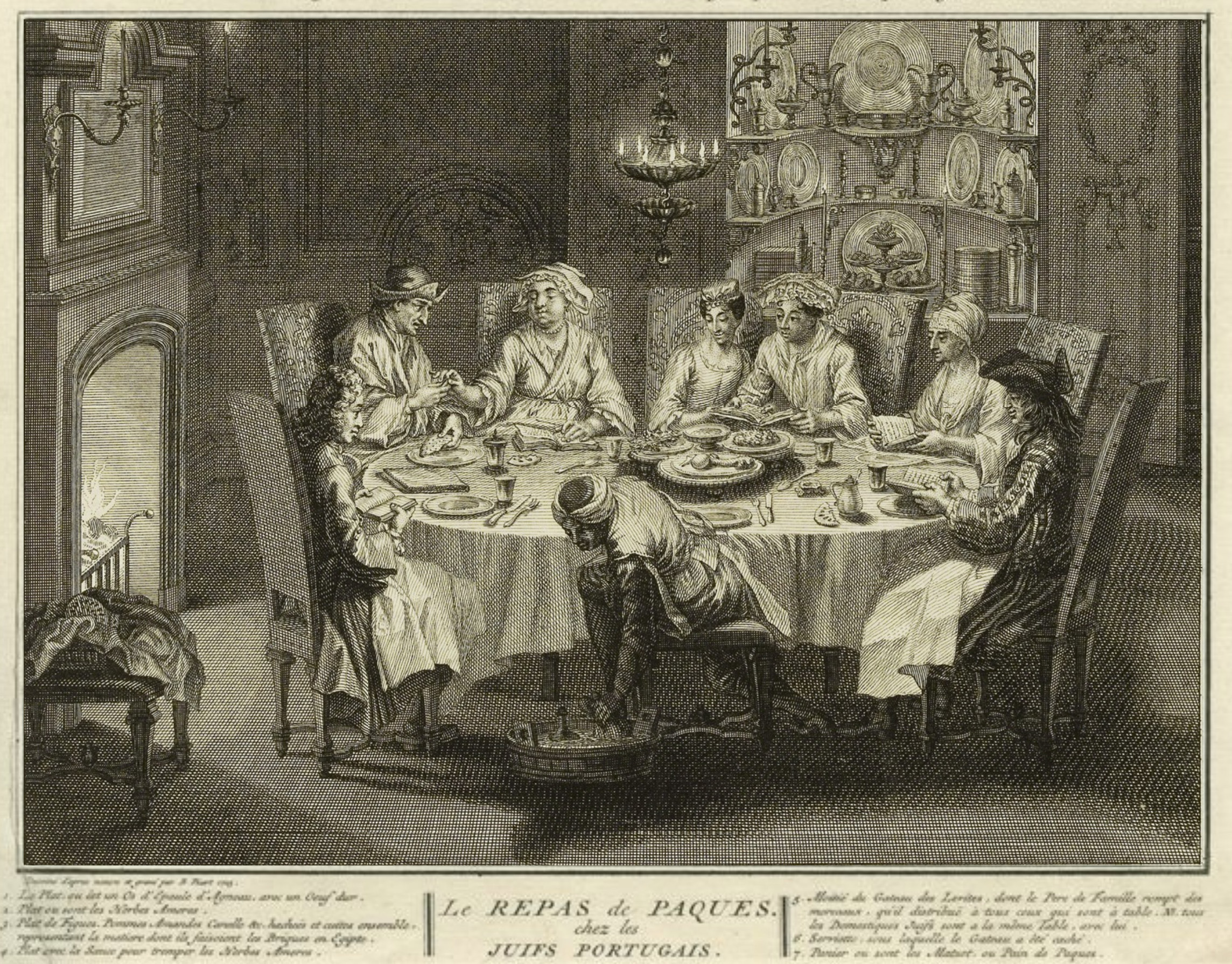
El Séder de Pascua de los judíos portugueses (ilustración de Bernard Picart, circa 1733-1739)

Éxodo 12:5-6, Levítico 23:5, y Números 9:3 y 5, y 28:16 ordenan que la «Pascua» tenga lugar la tarde del catorce de Aviv (Nisán en el calendario hebreo después del cautiverio babilónico). Josué 5:10, Ezequiel 45:21, Esdras 6:19 y 2 Crónicas 35:1 confirman esta práctica. Éxodo 12:18-19, 23:15 y 34:18, Levítico 23:6 y Ezequiel 45:21 ordenan que la «Fiesta de los Panes sin Levadura» tenga lugar durante siete días y Levítico 23:6 y Ezequiel 45:21 ordenan que comience el quince del mes. Algunos creen que la proximidad de las fechas de las dos fiestas judías llevó a su confusión y fusión.
Éxodo 12:23 y 27 vinculan la palabra «Pascua» (פֶּסַח, «Pesaj») con el acto de Dios de «pasar por alto» (פָסַח, «pasaj») las casas de los israelitas en la plaga de los primogénitos. En la Torá, la Pascua y la Fiesta de los Panes sin Levadura consolidadas conmemoran así la liberación de los israelitas de Egipto.
La Biblia hebrea señala con frecuencia la observancia de la Pascua por parte de los israelitas en momentos decisivos de su historia. Números 9:1-5 relata la instrucción de Dios a los israelitas de celebrar la Pascua en el desierto del Sinaí en el aniversario de su liberación de Egipto. Josué 5:10-11 relata que al entrar en la Tierra Prometida, los israelitas celebraron la Pascua en las llanuras de Jericó y al día siguiente comieron tortas sin levadura y grano tostado, producto de la tierra. 2 Reyes 23:21-23 relata que el rey Josías ordenó a los israelitas que celebraran la Pascua en Jerusalén como parte de las reformas de Josías, pero también señala que los israelitas no habían celebrado tal Pascua desde los días de los jueces bíblicos ni en todos los días de los reyes de Israel o los reyes de Judá, poniendo en duda la observancia incluso de los reyes David y Salomón. Sin embargo, 2 Crónicas 8:12-13, más respetuoso, relata que Salomón ofrecía sacrificios en las fiestas, incluida la fiesta de los Panes sin Levadura. Y 2 Crónicas 30:1-27 relata la observancia del rey Ezequías de una segunda Pascua de nuevo, ya que no había suficientes sacerdotes ni personas preparadas para hacerlo antes. Y Esdras 6:19-22 relata que los israelitas que regresaron del cautiverio babilónico celebraron la Pascua, comieron el cordero de Pascua y celebraron la Fiesta de los Panes sin Levadura durante siete días con alegría.

#### Shavuot
Éxodo 23:16 se refiere a la Fiesta de Shavuot. En la Biblia hebrea, Shavuot se llama:
- La Fiesta de las Semanas (חַג שָׁבֻעֹת, Chag Shavuot);[78]
- El Día de las Primicias (יוֹם הַבִּכּוּרִים, Yom haBikurim);[79]
- La Fiesta de la Cosecha (חַג הַקָּצִיר, Chag haKatzir);[80] y
- Una santa convocación (מִקְרָא-קֹדֶשׁ, mikrah kodesh).[81]

Éxodo 34:22 asocia Shavuot con las primicias (בִּכּוּרֵי, bikurei) de la cosecha de trigo. A su vez, Deuteronomio 26:1-11 establece la ceremonia para la ofrenda de las primicias.
Para llegar a la fecha correcta, Levítico 23:15 instruye contar siete semanas desde el día después del día de descanso de la Pascua, el día que trajeron la gavilla de cebada para agitar. Del mismo modo, Deuteronomio 16:9 ordena contar siete semanas desde que pusieron por primera vez la hoz en la cebada en pie.
Levítico 23:16-19 establece un curso de ofrendas para el quincuagésimo día, que incluye una ofrenda de comida de dos panes hechos de harina fina de las primicias de la cosecha; holocaustos de siete corderos, un buey y dos carneros; una ofrenda por el pecado de una cabra; y una ofrenda de paz de dos corderos. De manera similar, Números 28:26-30 establece un curso de ofrendas que incluye una ofrenda de comida; holocaustos de dos bueyes, un carnero y siete corderos; y una cabra para hacer expiación. Deuteronomio 16:10 ordena una ofrenda voluntaria en relación con la bendición de Dios.
Levítico 23:21 y Números 28:26 ordenan una santa convocación en la que los israelitas no debían trabajar.
2 Crónicas 8:13 informa que Salomón ofreció holocaustos en la Fiesta de las Semanas.

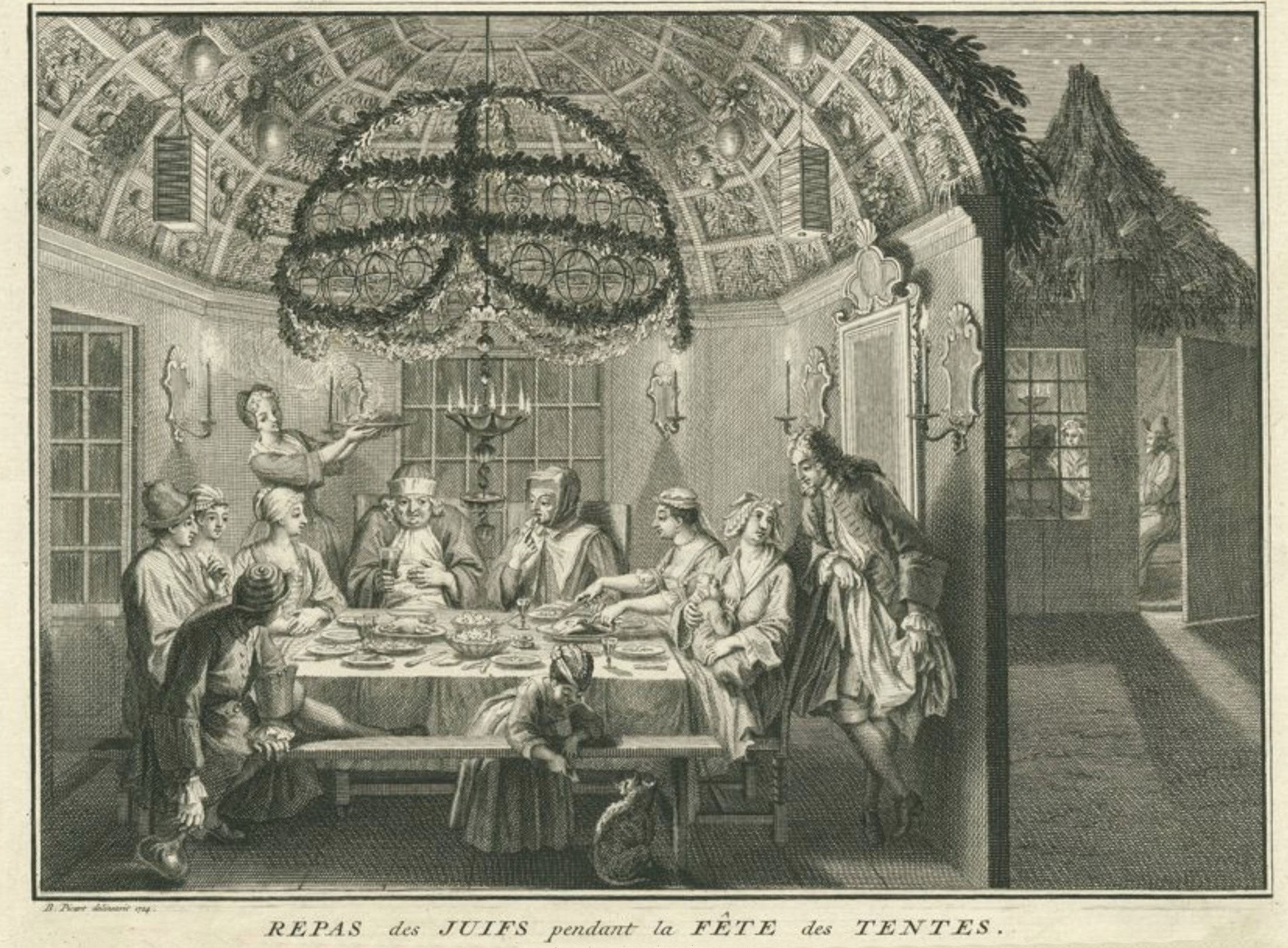
Comida familiar de Sucot en una sucá con techo de follaje y lámpara de araña (grabado de Bernard Picart, 1724)

#### Sucot
Éxodo 23:16 se refiere a la Fiesta de Sucot. En la Biblia hebrea, Sucot se llama:
- «La fiesta de los tabernáculos (o cabañas)»;[83]
- «La fiesta de la cosecha»;[84]
- «La fiesta» o «el festival»;[85]
- «La fiesta del Señor»;[86]
- «La fiesta del séptimo mes»;[87] y
- «Una santa convocación» o «una ocasión sagrada».[88]

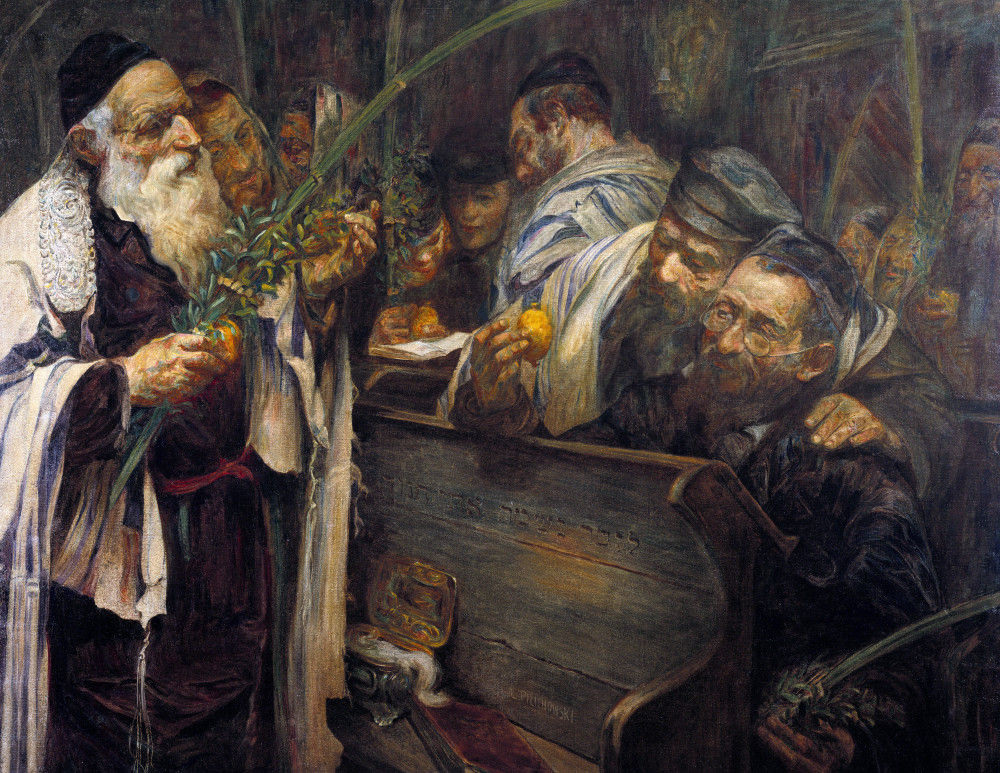
Celebrando Sucot con las Cuatro Especies (pintura circa 1894-1895 de Leopold Pilichowski)

El origen agrícola de Sucot es evidente por el nombre «Fiesta de la Cosecha», por las ceremonias que la acompañan y por la temporada y ocasión de su celebración: «Al final del año, cuando hayas recogido tus labores del campo»; «después de haber recogido de tu era y de tu lagar». Era una acción de gracias por la cosecha de frutas. Y en lo que puede explicar el nombre de la fiesta, Isaías informa de que los vendimiadores mantenían casetas en sus viñedos. Al celebrarse al finalizar la cosecha, Sucot se consideraba una acción de gracias general por la generosidad de la naturaleza en el año transcurrido.
Sucot se convirtió en una de las fiestas más importantes del judaísmo, como indica su designación como «la Fiesta del Señor» o simplemente «la Fiesta». Quizás debido a su gran asistencia, Sucot se convirtió en el momento apropiado para importantes ceremonias estatales. Moisés ordenó a los hijos de Israel que se reunieran para una lectura de la Ley durante Sucot cada siete años. El rey Salomón dedicó el Templo de Jerusalén en Sucot. Y Sucot fue la primera ocasión sagrada observada después de la reanudación de los sacrificios en Jerusalén tras el cautiverio babilónico.

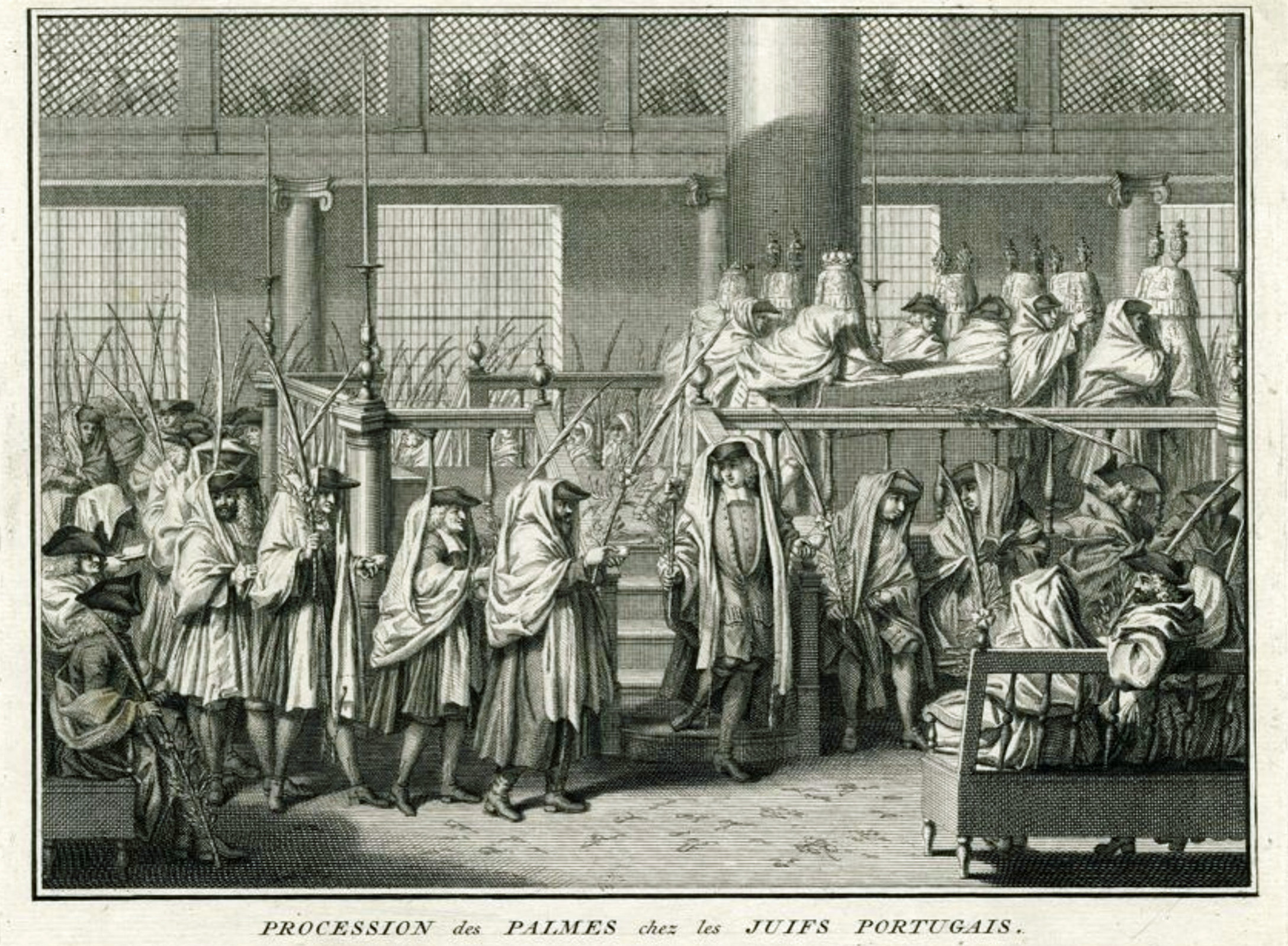
Observancia de Sucot; Procesión de las Palmas [Hoshaná Rabá] en la Sinagoga Portuguesa de Ámsterdam (grabado de Bernard Picart, 1724)

En la época de Nehemías, después del cautiverio babilónico, los israelitas celebraban Sucot construyendo y habitando en cabañas, una práctica de la que Nehemías informa: «los israelitas no habían hecho esto desde los días de Josué». En una práctica relacionada con la de las Cuatro Especies, Nehemías también informa de que los israelitas encontraron en la Ley el mandamiento de que «salgan a las montañas y traigan ramas frondosas de olivos, pinos, mirtos, palmeras y [otros] árboles frondosos para hacer cabañas». En Levítico 23:40, Dios le dijo a Moisés que ordenara al pueblo: «El primer día tomaréis del fruto de los árboles hadar, ramas de palmeras, ramas de árboles frondosos y sauces del arroyo», y «Viviréis en cabañas siete días; todos los ciudadanos de Israel vivirán en cabañas, para que las generaciones futuras sepan que hice que el pueblo israelita viviera en cabañas cuando los saqué de la tierra de Egipto». El libro de Números, sin embargo, indica que mientras estaban en el desierto, los israelitas vivían en tiendas de campaña. Algunos eruditos consideran que Levítico 23:39-43 (los mandamientos relativos a las cabañas y las cuatro especies) es una inserción de un redactor tardío.
Jeroboam, hijo de Nebat, rey del norte Reino de Israel, a quien 1 Reyes 13:33 describe como practicante de «su mal camino», celebró un festival el decimoquinto día del octavo mes, un mes después de Sucot, «a imitación del festival en Judá». «Mientras Jeroboam estaba de pie sobre el altar para presentar la ofrenda, el hombre de Dios, por orden del Señor, clamó contra el altar» en señal de desaprobación.
Según Zacarías, en la era mesiánica, Sucot se convertirá en una fiesta universal, y todas las naciones peregrinarán anualmente a Jerusalén para celebrar la fiesta allí.

#### Leche
En tres lugares distintos (Éxodo 23:19 y 34:26 y Deuteronomio 14:21), la Torá prohíbe hervir a un cabrito en la leche de su madre.

#### Pilares de piedra
En Génesis 28:18, Jacob tomó la piedra sobre la que había dormido, la erigió como pilar (מַצֵּבָה, matzeivah) y vertió aceite sobre ella. Éxodo 23:24 ordenaría más tarde a los israelitas que hicieran pedazos las columnas de los cananeos (מַצֵּבֹתֵיהֶם, matzeivoteihem). Levítico 26:1 ordenaría a los israelitas que no levantaran una columna (מַצֵּבָה, matzeivah). Y Deuteronomio 16:22 les prohibiría erigir un pilar (מַצֵּבָה, tzevahma), «que el Señor tu Dios odia».

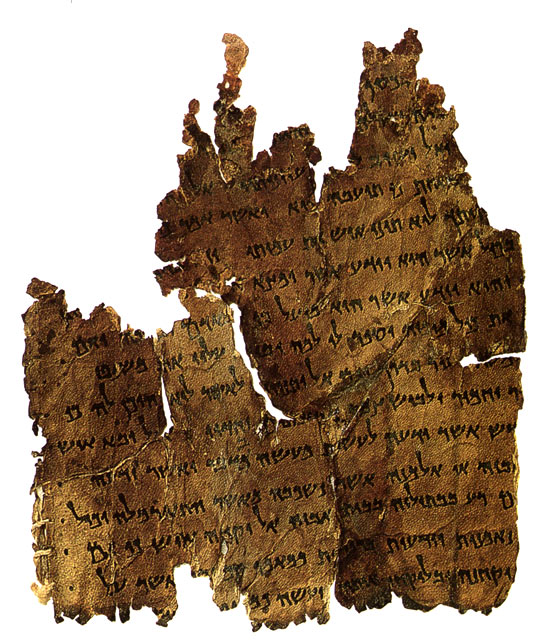
Pergamino del documento de Damasco encontrado en Qumrán

## En la interpretación no rabínica temprana
La parashá tiene paralelismos o se discute en estas fuentes no rabínicas tempranas:

### Éxodo, capítulo 22
El Documento de Damasco de la comunidad de Qumrán prohibía las transacciones no monetarias con judíos que no fueran miembros de la comunidad. Lawrence Schiffman interpretó esta norma como un intento de evitar violar las prohibiciones de cobrar intereses a un compañero judío en Éxodo 22:25, Levítico 25:36-37 y Deuteronomio 23:19-20. Al parecer, la comunidad de Qumrán consideraba que los métodos predominantes de hacer negocios a través del crédito violaban esas leyes.

### Éxodo, capítulo 23
Uno de los Rollos del Mar Muerto, la Regla de la Comunidad de los sectarios de Qumrán, citaba Éxodo 23:7, «Mantente alejado de un asunto engañoso», para apoyar la prohibición de las asociaciones comerciales con personas ajenas al grupo.

## En la interpretación rabínica clásica
La parashá se discute en estas fuentes rabínicas de la época de la Mishná y el Talmud:

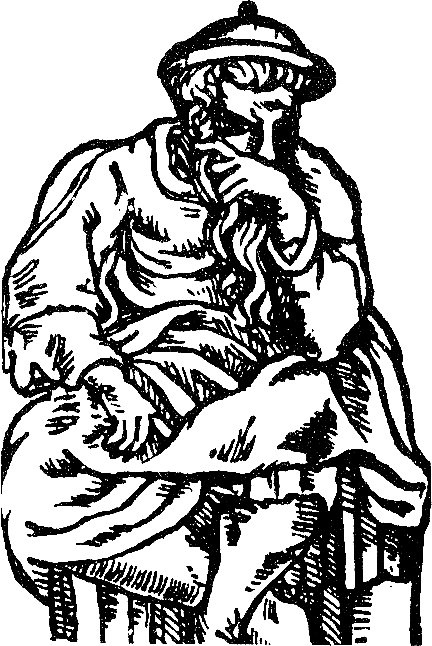
Rabí Akiva (ilustración de la Hagadá de Mantua de 1568)

### Éxodo, capítulo 21
Rabí Akiva dedujo de las palabras «estas son las ordenanzas que les presentarás» en Éxodo 21:1 que el maestro debe explicar al alumno, siempre que sea posible, las razones que hay detrás de los mandamientos.
Parte del capítulo 1 del Tratado Kiddushin en la Mishná, la Tosefta, el Talmud de Jerusalén y el Talmud babilónico interpretaron las leyes del siervo hebreo en Éxodo 21:2-11 y 21:26-27; Levítico 25:39-55; y Deuteronomio 15:12-18.La Mishná enseñaba que un sirviente hebreo (descrito en Éxodo 21:2) se adquiría con dinero o mediante contrato, y podía adquirir su libertad por años de servicio, por el Año del Jubileo, o por deducción del precio de compra. La Mishná enseñaba que una sirvienta hebrea tenía más privilegios, ya que podía adquirir su libertad por signos de pubertad. La sierva a la que se le perforaba la oreja (como se indica en Éxodo 21:6) se adquiría perforándole la oreja, y adquiría su libertad en el año del Jubileo o a la muerte del amo.
Los rabinos enseñaron en una Baraita que las palabras de Deuteronomio 15:16 con respecto al siervo hebreo, «le va bien con usted», indican que el siervo hebreo tenía que estar «con» —es decir, igual que— el amo en comida y bebida. Así, el amo no podía comer pan blanco y hacer que el siervo comiera pan negro. El amo no podía beber vino viejo y hacer que el sirviente bebiera vino nuevo. El amo no podía dormir en una cama de plumas y hacer que el sirviente durmiera en paja. Por lo tanto, decían que comprar un sirviente hebreo era como comprar un amo. De manera similar, el rabino Simeón dedujo de las palabras de Levítico 25:41, «Entonces él saldrá de ti, él y sus hijos «con él»», que el amo era responsable de mantener a los hijos del siervo hasta que el siervo se fuera. Y el rabino Simeón dedujo de las palabras de Éxodo 21:3, «Si está casado, entonces su esposa saldrá «con él»», que el amo también era responsable de mantener a la esposa del siervo.
Al leer las palabras de Éxodo 6:13, «Y el Señor habló a Moisés y a Aarón, y les dio una orden concerniente a los hijos de Israel», el rabino Samuel bar Rabí Isaac preguntó sobre qué asunto Dios ordenó a los israelitas. El rabino Samuel bar Rabí Isaac enseñó que Dios les dio el mandamiento sobre la liberación de esclavos en Éxodo 21:2-11.
La Guemará leyó Éxodo 21:4 para referirse a un esclavo hebreo que se casó con la esclava cananea del amo. La Guemará dedujo así de Éxodo 21:4 que los hijos de tal matrimonio también se consideraban esclavos cananeos y, por tanto, que su linaje procedía de su madre, no de su padre. La Guemará utilizó este análisis de Éxodo 21:4 para explicar por qué la Mishná enseñó que el hijo de una madre esclava cananea no impone la obligación del matrimonio levirato (יִבּוּם, yibbum) según Deuteronomio 25:5–6. Al interpretar más a fondo Éxodo 21:4, la Guemará señaló que la esclava cananea tenía, no obstante, la obligación de observar ciertos mandamientos.
Rabí Eleazar razonó que, dado que Éxodo 21:6 utiliza el término «oreja» (en relación con el esclavo que se negaba a salir libre) y Levítico 14:14 también utiliza el término «oreja» (en relación con el ritual de purificación para alguien con una enfermedad de la piel), al igual que Levítico 14:14 requiere explícitamente el uso de la oreja derecha de la persona que va a ser purificada, Éxodo 21:5 también debe requerir el uso de la oreja derecha del esclavo.

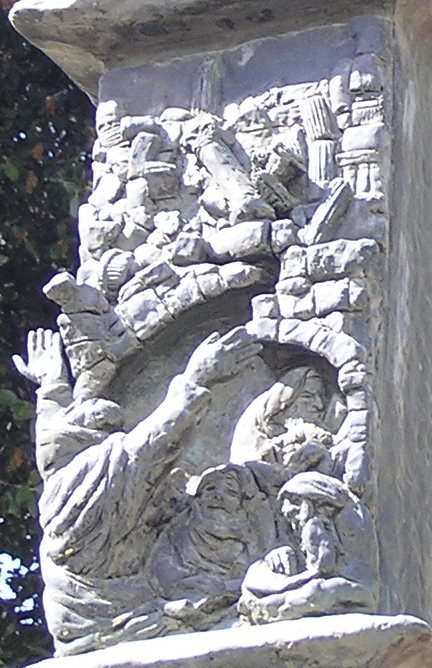
Joḥanan ben Zakai (detalle de La Menorá del Knesset en Jerusalén)

Al leer Éxodo 21:6, sobre el siervo hebreo que decidió no ser liberado y cuyo amo lo llevó al dintel de la puerta y le perforó la oreja con un punzón, Rabban Yohanan ben Zakai explicó que Dios eligió la oreja de entre todas las partes del cuerpo porque el siervo había oído la Voz de Dios en el monte Sinaí proclamando en Levítico 25:55: «Porque para mí los hijos de Israel son siervos, son mis siervos», y no siervos de siervos, y sin embargo, el siervo adquirió un amo para sí mismo cuando podría haber sido libre. El rabino Simeón bar Rabí explicó que Dios eligió el dintel de todas las demás partes de la casa porque el dintel fue testigo en Egipto cuando Dios pasó por encima del dintel y los postes (como se relata en Éxodo 12) y proclamó (en palabras de Levítico 25:55): «Porque para mí los hijos de Israel son siervos, son mis siervos», y no siervos de siervos, y así Dios los sacó de la esclavitud a la libertad, pero este siervo adquirió un amo para sí mismo.
La Mishná interpretó el lenguaje de Éxodo 21:6 para enseñar que un hombre podía vender a su hija, pero una mujer no podía vender a su hija.
Rabí Eliezer interpretó el deber conyugal de Éxodo 21:10 como una obligación de mantener relaciones: para los hombres independientes, todos los días; para los trabajadores, dos veces por semana; para los arrieros, una vez por semana; para los camelleros, una vez cada 30 días; para los marineros, una vez cada seis meses.

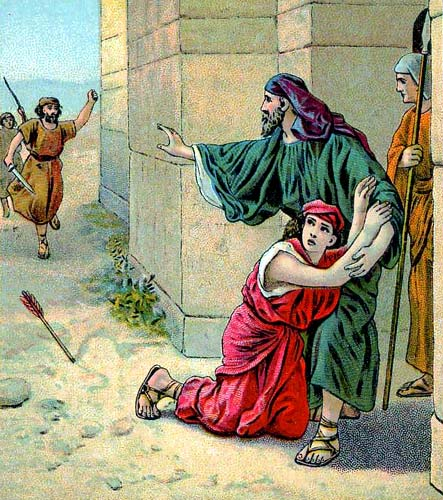
Ciudades de refugio (ilustración de una tarjeta bíblica publicada en 1901 por Providence Lithograph Company)

El capítulo 2 del tratado Makkot en la Mishná, la Tosefta, el Talmud de Jerusalén y el Talmud de Babilonia interpretan las leyes de las ciudades de refugio en Éxodo 21:12-14, Números 35:1-34, Deuteronomio 4:41-43 y 19:1-13.
La Mishná enseñaba que aquellos que mataban por error eran desterrados. Uno sería desterrado si, por ejemplo, mientras empujaba un rodillo en un tejado, el rodillo resbalara, cayera y matara a alguien. Uno iría al destierro si, mientras bajaba un barril, este se cayera y matara a alguien. Uno iría al destierro si, mientras bajaba por una escalera, se cayera y matara a alguien. Pero uno «no» iría al destierro si, mientras «subía» el rodillo, este se cayera y matara a alguien, o si, mientras «subía» un cubo, la cuerda se rompiera y el cubo cayera y matara a alguien, o si, mientras «subía» una escalera, uno se cayera y matara a alguien. El principio general de la Mishná era que, siempre que la muerte ocurriera en el transcurso de un movimiento descendente, la persona culpable era desterrada, pero si la muerte no ocurría en el transcurso de un movimiento descendente, la persona no era desterrada. Si mientras se cortaba leña, el hierro se deslizaba del mango del hacha y mataba a alguien, Rabí enseñaba que la persona no iba al destierro, pero los sabios decían que la persona sí iba al destierro. Si alguien muere al rebotar en el tronco partido, el rabino dijo que la persona fue desterrada, pero los sabios dijeron que la persona no fue desterrada.
El rabino José ben Judá enseñó que, para empezar, enviaban a un asesino a una ciudad de refugio, ya fuera que el asesino hubiera matado intencionadamente o no. Luego, el tribunal enviaba y traía de vuelta al asesino de la ciudad de refugio. El tribunal ejecutaba a quien consideraba culpable de un delito capital, y absolvía a quien consideraba inocente de un delito capital. El tribunal restituía a la ciudad de refugio a quien consideraba susceptible de destierro, como ordenaba Números 35:25: «Y la congregación lo restituirá a la ciudad de refugio de donde había huido». Números 35:25 también dice: «El homicida . . morará allí hasta la muerte del sumo sacerdote, que fue ungido con el aceite sagrado», pero la Mishná enseñaba que la muerte de un sumo sacerdote que había sido ungido con el aceite sagrado de la unción, la muerte de un sumo sacerdote que había sido consagrado por las muchas vestiduras, o la muerte de un sumo sacerdote que se había retirado de su cargo, hacían posible igualmente el regreso del asesino. Judá bar Ilai dijo que la muerte de un sacerdote que había sido ungido para la guerra también permitía el regreso del asesino. Debido a estas leyes, las madres de los sumos sacerdotes proporcionaban comida y ropa a los asesinos en las ciudades de refugio para que estos no oraran por la muerte del sumo sacerdote. Si el sumo sacerdote moría al concluir el juicio de la asesina, esta no era desterrada. Sin embargo, si el sumo sacerdote moría antes de que concluyera el juicio y se nombrara a otro sumo sacerdote en su lugar y luego concluyera el juicio, el asesino regresaba a casa tras la muerte del nuevo sumo sacerdote.
El rabino Akiva citó Éxodo 21:14, en el que el deber de castigar a un asesino intencional tiene prioridad sobre la santidad del altar, para apoyar la proposición de que evitar el peligro para la vida humana tiene prioridad sobre las leyes del sábado. Así, si un asesino acudía como sacerdote para realizar el servicio del Templo, se le podía alejar de los recintos del altar. Y Rabbah bar bar Hana enseñó en nombre de Rabbi Joḥanan que para salvar una vida —por ejemplo, si un sacerdote podía testificar la inocencia de un acusado— se podía bajar a un sacerdote del altar incluso mientras estaba realizando el servicio en el Templo. Ahora bien, si esto es así, incluso cuando existía la duda de si el testimonio del sacerdote tenía fundamento, se interrumpía el servicio del Templo, y el servicio del Templo era lo suficientemente importante como para suspender el sábado, cuánto más debería la salvación de la vida humana suspender las leyes del sábado. Babylonia Talmud Yoma 85a-b.
De manera similar, la Guemará razonó que así como el servicio del Templo, que era de gran importancia y reemplazaba al sábado, ya que el trabajo prohibido en sábado podía realizarse en relación con el servicio del Templo, podía ser reemplazado por el requisito de ejecutar una sentencia de muerte por asesinato, como dice Éxodo 21:14: «Lo quitarás de mi altar, para que muera», ¿cuánto más razonable es que el sábado, que es reemplazado por el servicio del Templo, sea reemplazado por el requisito de ejecutar una sentencia de muerte por asesinato?
Teniendo en cuenta que Éxodo 21:17 ordena: «El que maldiga a su padre o a su madre será condenado a muerte», y Levítico 24:15 ordena: «El que maldiga a su Dios cargará con su pecado», los rabinos enseñaron en una Baraita que las Escrituras comparan maldecir a los padres con maldecir a Dios. Como ordena Éxodo 20:12, «Honra a tu padre y a tu madre», y Proverbios 3:9, «Honra al Señor con tus bienes», la Escritura compara el honor debido a los padres con el debido a Dios. Y como ordena Levítico 19:3, «Temed a vuestro padre y a vuestra madre», y Deuteronomio 6:13 ordena, «Al Señor tu Dios temerás y a él servirás», las Escrituras comparan el temor a los padres con el temor a Dios. Pero la Baraita concedió que con respecto a golpear (que Éxodo 21:15 aborda con respecto a los padres), eso es ciertamente imposible (con respecto a Dios). La Baraita concluyó que estas comparaciones entre los padres y Dios son solo lógicas, ya que los tres (Dios, la madre y el padre) son socios en la creación del niño. Porque los rabinos enseñaron en una Baraita que hay tres socios en la creación de una persona: Dios, el padre y la madre. Cuando uno honra a su padre y a su madre, Dios lo considera como si Él hubiera morado entre ellos y ellos hubieran honrado a Dios. Y un Tanna enseñó antes de Rav Naḥman que cuando uno irrita a su padre y a su madre, Dios considera correcto no morar entre ellos, porque si Dios hubiera morado entre ellos, ellos habrían irritado a Dios. Talmud babilónico Kiddushin 30b-31a.
Rav Aha enseñó que las personas no tienen poder para curar (y por lo tanto uno no debe practicar la medicina, sino dejar la curación a Dios). Pero Abaye no estaba de acuerdo, ya que en la escuela de Rabí Ismael se enseñaba que las palabras de Éxodo 21:19, «Él hará que se cure por completo», enseñan que la Torá da permiso a los médicos para curar.
La Guemará enseñó que las palabras «ojo por ojo» en Éxodo 21:24 significaban compensación pecuniaria. El rabino Shimon bar Yojai preguntó a aquellos que se tomarían las palabras literalmente cómo harían para hacer cumplir la justicia equitativa cuando un ciego sacara el ojo a otro hombre, o un amputado cortara la mano a otro, o cuando un cojo rompiera la pierna a otro. La escuela del rabino Ishmael citó las palabras «así se le dará» en Levítico 24:20, y dedujo que la palabra «dar» solo podía aplicarse a una compensación pecuniaria. La escuela del rabino Ḥiyya citó las palabras «mano por mano» en la discusión paralela en Deuteronomio 19:21 para significar que un artículo se daba de mano en mano, es decir, dinero. Abaye informó de que un sabio de la escuela de Hezekiah enseñó que Éxodo 21:23-24 decía «ojo por ojo» y «vida por vida», pero no «vida y ojo por ojo», y que a veces podía ocurrir que se tomara ojo y vida por un ojo, como cuando el delincuente moría mientras era cegado. Rav Papa dijo en nombre de Rava (Abba ben Joseph bar Ḥama) que Éxodo 21:19 se refería explícitamente a la curación, y el versículo no tendría sentido si se asumiera que se refería a la represalia. Y Rav Ashi enseñó que el principio de la compensación pecuniaria podía derivarse del uso análogo del término «por» en Éxodo 21:24 en la expresión «ojo por ojo» y en Éxodo 21:36 en la expresión «sin falta pagará buey por buey». Como este último caso indicaba claramente una compensación pecuniaria, también debe hacerlo el primero.
El tratado Bava Kamma en la Mishná, la Tosefta, el Talmud de Jerusalén y el Talmud babilónico interpretaron las leyes de daños relacionadas con bueyes en Éxodo 21:28-32, 35-36, pozos en Éxodo 21:33-34, hombres que roban ganado en Éxodo 21:37, bestias que destruyen cultivos en Éxodo 22: 4, incendios en Éxodo 22:5 y agravios relacionados. La Mishná enseñaba que las Escrituras tratan de cuatro causas principales de daño: (1) el buey (en Éxodo 21:35-36), (2) el pozo (en Éxodo 21:33-34), (3) la bestia que destruye los cultivos (en Éxodo 22:4) y (4) el fuego (en Éxodo 22:5). La Mishná enseñaba que, aunque diferían en algunos aspectos, tenían en común que tienen la costumbre de causar daños, y tienen que estar bajo el control de su dueño para que, cuando uno de ellos cause daños, el dueño sea responsable de indemnizar con lo mejor de su patrimonio (cuando no se entrega dinero) Los rabinos enseñaron en una Baraita que las Escrituras identifican tres categorías principales de daños causados por el buey: (1) por el cuerno (en Éxodo 21:28), (2) por el diente (en Éxodo 22:4), y (3) por el pie (también en Éxodo 22:4).
Observando que Éxodo 21:37 establece una pena de cinco bueyes por el robo de un buey, pero solo cuatro ovejas por el robo de una oveja, el rabino Meir dedujo que la ley concede gran importancia al trabajo. En el caso de un buey, un ladrón interfiere con el trabajo de la bestia, mientras que en el caso de una oveja, un ladrón no la distrae de su trabajo. Rabban Joḥanan ben Zakai enseñó que la ley concede gran importancia a la dignidad humana. Porque en el caso de un buey, el ladrón puede llevarse al animal caminando sobre sus propias patas, mientras que en el caso de una oveja, el ladrón normalmente tiene que llevársela en brazos, sufriendo así una indignidad.

### Éxodo, capítulo 22
El rabino Ishmael citó Éxodo 22:1, en el que el derecho a defender el hogar de uno por la noche tiene prioridad sobre la prohibición de matar, para apoyar la propuesta de que evitar el peligro para la vida humana tiene prioridad sobre las leyes del sábado. Porque en Éxodo 22:1, a pesar de todas las demás consideraciones, es lícito matar al ladrón. Así que, incluso si en el caso del ladrón, donde existe la duda de si el ladrón vino a robar dinero o a quitar la vida, y aunque Números 35:34 enseña que el derramamiento de sangre contamina la tierra, de modo que la Presencia Divina se aparta de Israel, era lícito salvarse a uno mismo a costa de la vida del ladrón, cuánto más se pueden suspender las leyes del sábado para salvar una vida humana.
La Mishná interpretó el lenguaje de Éxodo 22:2 para enseñar que un hombre era vendido para restituir su robo, pero una mujer no era vendida por su robo.
El rabino Ishmael y el rabino Akiba discrepaban sobre el significado de la palabra «su» en la cláusula «de lo mejor de «su» propio campo, y de lo mejor de «su» propia viña, restituirá» en Éxodo 22:4. El rabino Ishmael interpretó Éxodo 22:4 en el sentido de que el causante del daño debe indemnizar a la parte perjudicada con bienes equivalentes a los mejores bienes de la parte perjudicada, mientras que el rabino Akiba interpretó Éxodo 22:4 en el sentido de que el causante del daño debe indemnizar a la parte perjudicada con los mejores bienes del causante del daño. La Mishná exigía que el causante del daño indemnizara por el daño causado con la propiedad de mejor calidad del causante del daño. La Guemará explicó que la Mishná impuso esta elevada pena porque Éxodo 22:4 lo exige, y Éxodo 22:4 impone esta pena para desalentar la comisión de daños.
Rabí Samuel bar Naḥmani en nombre de Rabí Joḥanan interpretó el relato de la propagación del fuego en Éxodo 22:5 como una aplicación del principio general de que la calamidad se abate sobre el mundo solo cuando hay personas malvadas (representadas por las espinas) en el mundo, y sus efectos siempre se manifiestan primero sobre los justos (representados por el grano).
Rabí Isaac el herrero interpretó homiléticamente Éxodo 22:5 para enseñar que Dios ha asumido la responsabilidad de reconstruir el Templo, ya que Dios permitió que el fuego del pecado del hombre saliera de Sión para destruirlo, como informa el Libro de las Lamentaciones 4:11 informa: «Ha encendido un fuego en Sión, que ha devorado sus cimientos», y, sin embargo, Dios los reconstruirá, como informa Zacarías 2:9: «Porque yo, dice el Señor, seré para ella un muro de fuego alrededor, y seré la gloria en medio de ella».
El capítulo 3 y partes de los capítulos 7 y 8 del Tratado Bava Metzia en la Mishná, la Tosefta, el Talmud de Jerusalén y el Talmud babilónico interpretan las leyes de la fianza en Éxodo 22:6-14. La Mishná identificó cuatro categorías de guardianes («shomrim»): (1) un custodio no remunerado (Éxodo 22:6-8), (2) un prestatario (Éxodo 22:13-14a), (3) un custodio remunerado (Éxodo 22:11) y (4) un arrendatario (Éxodo 22:14b). La Mishná resumió la ley cuando se produjeron daños en la propiedad en cuestión: Un custodio no remunerado debe jurar por todo y no tiene responsabilidad alguna, un prestatario debe pagar en todos los casos, un custodio remunerado o un arrendatario debe jurar sobre un animal que fue herido, capturado o murió, pero debe pagar por la pérdida o el robo.
Rabbah explicó que la Torá en Éxodo 22:8-10 exige que aquellos que admiten una parte de una reclamación en su contra presten juramento, porque la ley presume que ningún deudor es tan descarado ante un acreedor como para negar la deuda por completo.
El rabino Haninah y el rabino Joḥanan discrepaban sobre si la brujería como la de Éxodo 22:17 tenía poder real.
Rabí Eliezer el Grande enseñó que la Torá advierte contra hacer daño a un extraño (גֵר, ger) en 36, u otros dicen 46, lugares (incluyendo Éxodo 22:20 y 23:9). Una Baraita informó que Rabí Nathan enseñó que uno no debe mencionar en otro un defecto que uno tiene. Por lo tanto, dado que el pueblo judío era extranjero, no debían degradar a un converso porque era un extraño en medio de ellos. Y esto explica el adagio de que quien tiene a un miembro de su familia ahorcado, no le dice a otro miembro de su hogar: «Cuelga un pescado para mí», ya que la mención del ahorcamiento es degradante para esa familia.
Citando Éxodo 22:20 para aplicarlo a los agravios verbales, la Mishná enseñó que no se debe decir a un pecador arrepentido: «recuerda tus obras pasadas», y no se debe burlar de un hijo de conversos diciendo: «recuerda las obras de tus antepasados». Del mismo modo, una Baraita enseñaba que no se debe decir a un converso que viene a estudiar la Torá: «¡La boca que comió alimentos impuros y prohibidos, cosas abominables y reptantes, venga a estudiar la Torá que fue pronunciada por la boca de la Omnipotencia!».
La Guemará enseñó que la Torá proporcionaba mandatos similares en Éxodo 22:25 y Deuteronomio 24:12-13 para enseñar que un prestamista tenía que devolver una prenda usada durante el día antes del amanecer, y devolver una prenda usada durante la noche antes del atardecer. El Tratado Bekhorot en la Mishná, la Tosefta y el Talmud interpretaron las leyes del primogénito en Éxodo 13:1-2, 12-13; 22:28-29; y 34:19-20; y Números 3:13 y 8:17. En otra parte, la Mishná dedujo del 13:13 que el dinero a cambio de un asno primogénito podía entregarse a cualquier Cohen; que si una persona teje el pelo de un burro primogénito en un saco, el saco debe ser quemado; que no redimieron con el primogénito de un burro un animal que entraba en las categorías de salvaje y doméstico (un «koy»); y que estaba prohibido obtener beneficio alguno de un burro primogénito no redimido. Y en otra parte, la Mishná enseñaba que antes de que los israelitas construyeran el Tabernáculo, los primogénitos realizaban los servicios de sacrificio, pero después de que los israelitas construyeran el Tabernáculo, los sacerdotes (כֹּהֲנִים, «Kohanim») realizaban los servicios.

### Éxodo, capítulo 23
En el Talmud babilónico, la Guemará leyó Éxodo 23:2, «No seguirás a una multitud para hacer el mal», para apoyar la regla de que cuando un tribunal juzgaba un caso no capital, la decisión de la mayoría de los jueces determinaba el resultado.

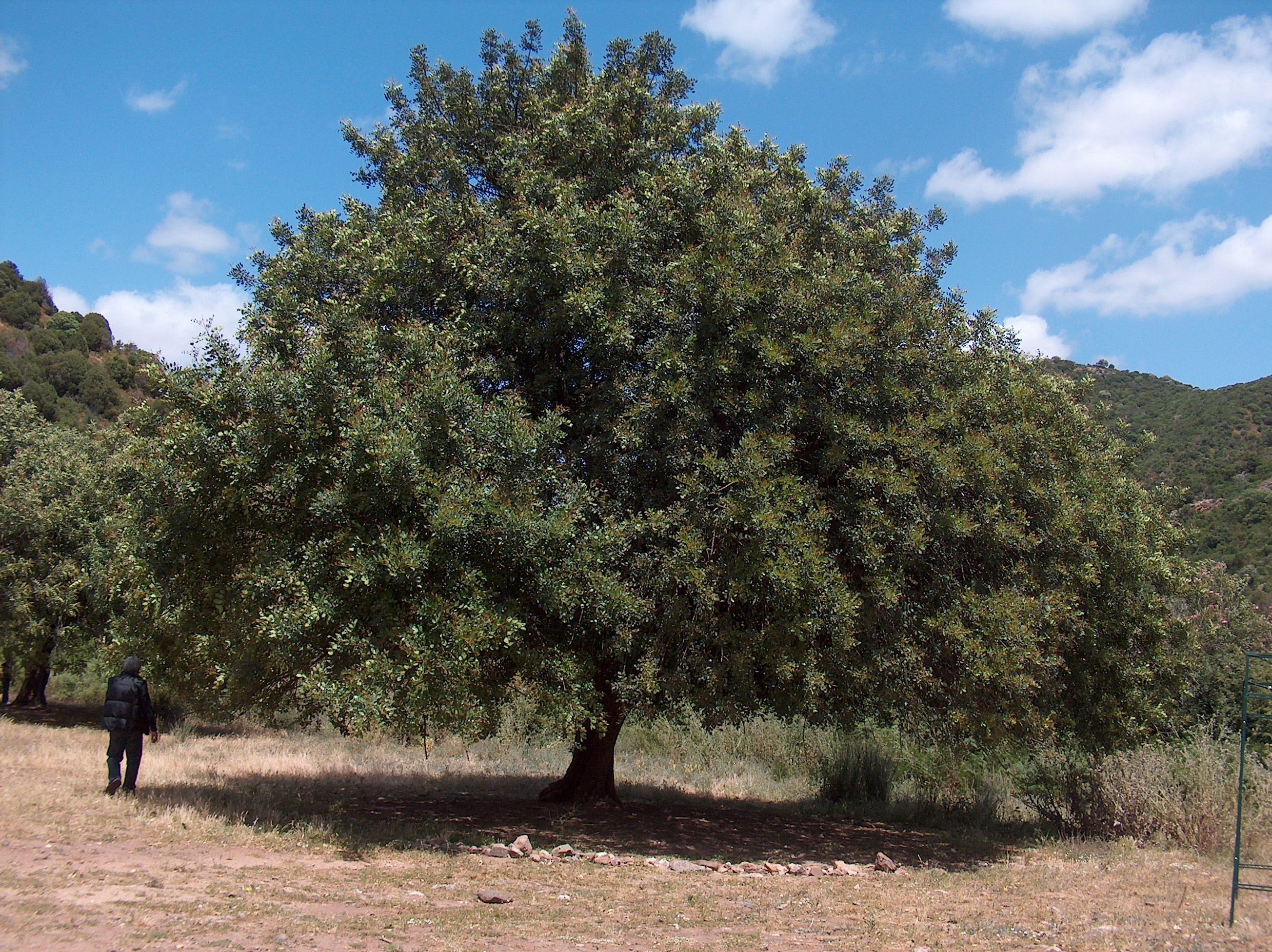
Un algarrobo

Una Baraita enseñó que un día, el rabino Eliezer empleó todos los argumentos imaginables para la proposición de que un tipo particular de horno no era susceptible a la impureza ritual, pero los Sabios no aceptaron sus argumentos. Entonces el rabino Eliezer dijo a los sabios: «Si la halajá está de acuerdo conmigo, entonces que este algarrobo lo demuestre», y el algarrobo se movió 100 codos (y otros dicen 400 codos) de su lugar. Pero los sabios dijeron que no se puede sacar ninguna prueba de un algarrobo. Entonces el rabino Eliezer dijo a los sabios: «Si la halajá está de acuerdo conmigo, que esta corriente de agua lo demuestre», y la corriente de agua fluyó hacia atrás. Pero los sabios dijeron que no se puede probar nada con una corriente de agua. Entonces el rabino Eliezer dijo a los sabios: «Si la halajá está de acuerdo conmigo, que las paredes de esta casa de estudios lo demuestren», y las paredes se inclinaron como si fueran a caer. Pero Rabí Josué reprendió a las paredes, diciéndoles que no interfirieran con los eruditos que participaban en una disputa halájica. En honor a Rabí Josué, las paredes no se cayeron, pero en honor a Rabí Eliezer, las paredes tampoco se mantuvieron en pie. Entonces Rabí Eliezer dijo a los Sabios: «Si la halajá está de acuerdo conmigo, que el Cielo lo demuestre», y una Voz Celestial gritó: «¿Por qué discutes con el rabino Eliezer, pues en todos los asuntos la halajá está de acuerdo con él?». Pero el rabino Josué se levantó y exclamó con las palabras de Deuteronomio 30:12: «No está en el cielo». El rabino Jeremías explicó que Dios había dado la Torá en el monte Sinaí; los judíos no prestan atención a las voces celestiales, pues Dios escribió en Éxodo 23:2: «Después de la mayoría, uno debe inclinarse». Más tarde, el rabino Nathan se encontró con Elías y le preguntó qué hizo Dios cuando el rabino Josué se opuso a la Voz Celestial. Elías respondió que Dios se rió de alegría, diciendo: «¡Mis hijos me han derrotado, mis hijos me han derrotado!»
Rav Aḥa bar Pappa citó Éxodo 23:2, «Tampoco responderás en una causa (רִב, riv),» para apoyar la regla de Mishnah Sanhedrin 4:2 que en los casos capitales, los jueces comenzaban a emitir sus opiniones desde el lado donde se sentaban los jueces menos importantes. Los Sabios interpretaron Éxodo 23:2 como «Tampoco responderás después del Maestro (רַב, rav), es decir: No discutas la opinión del más grande entre los jueces». Si los jueces comenzaran a emitir sus opiniones desde el más grande hasta el más pequeño entre los jueces, y el más grande declarara culpable al acusado, ningún juez absolvería al acusado. Así, para animar a los jueces de menor rango a hablar libremente en los casos capitales, la regla de la Mishná les hacía hablar primero.
La Mishná leyó las enfáticas palabras de Éxodo 23:5 y Deuteronomio 22:4 para enseñar que estos versículos requerían que las personas ayudaran a levantar el animal de un vecino, incluso si lo levantaban y volvía a caer, y así sucesivamente, hasta cinco veces. Si el propietario se sentaba y decía: «Ya que el mandamiento es sobre ti, si deseas descargar, descarga», uno no estaba obligado, porque Éxodo 23:5 dice «con él». Pero si el propietario era anciano o estaba enfermo, uno estaba obligado a levantar incluso sin la ayuda del propietario. Pero el rabino Simeón dijo que Éxodo 23:5 requería que el transeúnte también lo cargara. El rabino José el Galileo dijo que si el animal soportaba más de su carga adecuada, entonces el transeúnte no tenía ninguna obligación hacia el propietario, porque Éxodo 23:5 dice: «Si ves el asno de aquel que te odia tendido bajo su carga», lo que significa, una carga bajo la cual puede soportar. La Guemará concluyó que Éxodo 23:5 y Deuteronomio 22:4 exigen que se evite el sufrimiento de los animales. Y el Gemara argumentó que cuando la Mishná exime al transeúnte cuando el propietario no participa en la descarga de la carga, significa que el transeúnte está exento de descargar la carga de forma gratuita, pero está obligado a hacerlo a cambio de una remuneración.
El rabino Samuel bar Rav Isaac dijo que Rav dijo que está permitido odiar a alguien a quien se vea cometiendo un pecado, como dice Éxodo 23:5: «Si ves el asno de quien te odia tendido bajo su carga». Pero la Guemará preguntó si está permitido odiar a un semejante, como dice Levítico 19:17: «No odiarás a tu hermano en tu corazón», que prohíbe odiar a un semejante. La Guemará concluyó que está permitido odiar a otro por el mal comportamiento que se ve, mientras que otros que no son conscientes de estas acciones no pueden odiar al otro. Rav Naḥman bar Isaac dijo: No solo está permitido, sino que incluso es un mandamiento odiar a esta otra persona, como afirma Proverbios 8:13: «El temor de Dios es odiar el mal».
Rav Aḥa bar Pappa leyó Éxodo 23:6, «No inclinarás el juicio de tu pobre en su causa», para enseñar que un tribunal no podía condenar a un acusado de un delito capital (la persona «pobre» a la que Rav Aḥa leía el versículo para referirse) por una simple mayoría de un voto. Rav Aḥa leyó así Éxodo 23:6 para dificultar que un tribunal condenara a un acusado de un delito capital.
La Mishná interpretó Éxodo 23:8 para enseñar que los jueces que aceptan sobornos y cambian sus juicios a causa del soborno no morirán de vejez antes de que sus ojos se debiliten.
Una Baraita razonó que Éxodo 23:8, «Y no aceptarás soborno», no puede enseñar simplemente que uno no debe absolver al culpable ni condenar al inocente debido a un soborno, porque Deuteronomio 16:19 ya dice: «No torcerás el derecho». Más bien, Éxodo 23:8 enseña que incluso si se da un soborno para asegurarse de que un juez absuelva al inocente y condene al culpable, Éxodo 23:8 dice, sin embargo, «Y no aceptarás soborno». Por lo tanto, está prohibido que un juez reciba algo de los litigantes, incluso si no existe ninguna preocupación de que se pervierta la justicia.
Rava enseñó que la razón de la prohibición de aceptar sobornos es que, una vez que un juez acepta un soborno de una de las partes, los pensamientos del juez se acercan a la parte y la parte se convierte en algo similar a él mismo, y uno no se culpa a sí mismo. La Guemará señaló que el término «soborno» (שֹּׁחַד, «shochad») alude a esta idea, ya que puede leerse como «como él es uno» (shehu chad), es decir, el juez está de acuerdo con el litigante. El rabino Papa enseñó que los jueces no deben juzgar casos que involucren a aquellos a quienes el juez ama (ya que el juez no encontrará ninguna falta en ellos), ni a aquellos a quienes el juez odia (ya que el juez no encontrará ningún mérito en ellos).
Los Sabios enseñaron que no es necesario decir que Éxodo 23:8 excluye el soborno mediante dinero, e incluso el soborno verbal también está prohibido. La ley de que un soborno no es necesariamente monetario se deriva del hecho de que Éxodo 23:8 no dice: «Y no tomarás ganancia». El Guemará ilustró esto contando cómo Samuel el Anciano cruzaba una vez un río en un transbordador y un hombre le tendió la mano para ayudarlo a salir del transbordador. Samuel le preguntó qué hacía allí, y cuando el hombre le dijo que tenía un caso que presentarle, Samuel le dijo que no podía presidir el caso, ya que el hombre le había hecho un favor, y aunque no hubo intercambio de dinero, se había formado un vínculo entre ellos. De manera similar, la Guemará cuenta que Ameimar se descalificó a sí mismo para presidir el caso de una persona que le quitó una pluma de la cabeza, y Mar Ukva se descalificó a sí mismo para presidir el caso de una persona que cubrió una saliva que estaba delante de Mar Ukva.

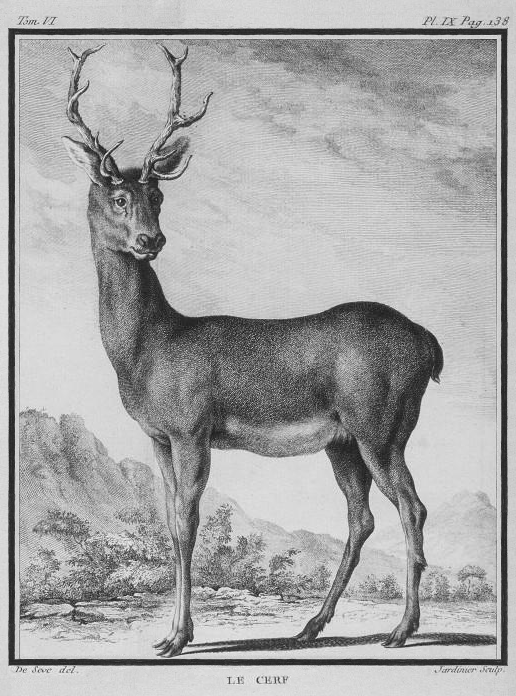
A Stag (de las «Ilustraciones de Historia natural general y particular con la descripción del gabinete del rey» de 1756)

Un Midrash decía que en Éxodo 23:9 se lee: «Y a un converso no oprimirás», y lo leía junto con el Salmo 146:8-9, que el Midrash decía así: «El Señor ama a los justos; el Señor preserva a los conversos». El Midrash enseñaba que Dios ama a los que aman a Dios, y por lo tanto Dios ama a los justos, porque su valor no se debe ni a la herencia ni a la familia. El Midrash comparó el gran amor de Dios por los conversos con un rey que tenía un rebaño de cabras, y una vez un ciervo entró con el rebaño. Cuando le dijeron al rey que el ciervo se había unido al rebaño, el rey sintió afecto por el ciervo y dio órdenes de que el ciervo tuviera buenos pastos y bebida y que nadie lo golpeara. Cuando los sirvientes del rey le preguntaron por qué protegía al ciervo, el rey explicó que el rebaño no tenía elección, pero el ciervo sí. El rey consideró un mérito que el ciervo hubiera dejado atrás todo el ancho y vasto desierto, morada de todas las bestias, y hubiera venido a quedarse en el patio. De la misma manera, Dios proporcionó a los conversos una protección especial, pues exhortó a Israel a no hacerles daño, como dice Deuteronomio 10:19: «Amarás, pues, al converso», y Éxodo 23:9: «Y a un converso no oprimirás».
El Tratado Sheviit en la Mishná, la Tosefta y el Talmud de Jerusalén interpretaron las leyes del año sabático en Éxodo 23:10-11, Levítico 25:1-34 y Deuteronomio 15:1-18 y 31:10-13. La Mishná preguntó hasta cuándo se podía arar un campo con árboles en el sexto año. La casa de Shammai dijo que mientras ese trabajo beneficiara a los frutos que madurarían en el sexto año. Pero la casa de Hillel dijo hasta Shavuot. La Mishná observó que, en realidad, los puntos de vista de las dos escuelas se aproximan entre sí. La Mishná enseñaba que se podía arar un campo de cereales en el sexto año hasta que la humedad se hubiera secado en el suelo (es decir, después de la Pascua, cuando cesan las lluvias en la Tierra de Israel cesaran) o mientras la gente siguiera arando para plantar pepinos y calabazas (que necesitan mucha humedad). El rabino Simeón objetó que si esa fuera la regla, entonces pondríamos la ley en manos de cada persona para que decidiera. Pero la Mishná concluyó que el período prescrito en el caso de un campo de cereales era hasta la Pascua, y en el caso de un campo con árboles, hasta Shavuot. Pero Rabban Gamaliel y su corte ordenaron que se permitiera trabajar la tierra hasta el Año Nuevo que comenzaba el séptimo año. El rabino Joḥanan dijo que Rabban Gamaliel y su corte llegaron a su conclusión basándose en la autoridad bíblica, señalando el uso común del término «sábado» (שַׁבַּת, «Shabbat») tanto en la descripción del sábado semanal en Éxodo 31:15 como en el año sabático en Levítico 25:4. Así, al igual que en el caso del día de reposo, el trabajo está prohibido en el día mismo, pero está permitido el día anterior y el día posterior, de la misma manera en el año sabático, la labranza está prohibida durante el año mismo, pero está permitida en el año anterior y el año posterior.
La Mishná enseñaba que el exilio era el resultado (entre otras cosas) de la transgresión del mandamiento (en Éxodo 23:10-11 y Levítico 25:3-5) de observar un año sabático para la tierra. El rabino Isaac enseñó que las palabras del Salmo 103:20, «poderosos en fuerza que cumplen Su palabra», hablan de aquellos que observan el año sabático. El rabino Isaac dijo que a menudo encontramos que una persona cumple un precepto durante un día, una semana o un mes, pero es extraordinario encontrar a alguien que lo haga durante todo un año. El rabino Isaac preguntó si se podía encontrar a una persona más poderosa que aquella que ve su campo sin cultivar, ve su viña sin cultivar y, sin embargo, paga sus impuestos y no se queja. Y el rabino Isaac señaló que el Salmo 103:20 utiliza las palabras «que cumplen su palabra» (דְּבָרוֹ, «devaro»), y Deuteronomio 15:2 dice con respecto a la observancia del año sabático: «Y esta es la «manera» (דְּבַר, devar) de la liberación», y argumentó que דְּבַר, devar significa la observancia del año sabático en ambos lugares.
El tratado Shabat en la Mishná, la Tosefta, el Talmud de Jerusalén y el Talmud de Babilonia interpretaron las leyes del Shabat en Éxodo 16:23 y 29; 20:8-11; 23:12; 31:13-17; 35:2-3; Levítico 19: 3; 23:3; Números 15:32–36; y Deuteronomio 5:12.
Un midrash preguntó a qué mandamiento se refiere Deuteronomio 11:22 cuando dice: «Porque si guardas diligentemente todo este mandamiento que te ordeno, de hacerlo, de amar al Señor tu Dios, de andar en todos sus caminos y de aferrarte a él, entonces el Señor expulsará a todas estas naciones de delante de ti, y despojarás a naciones más grandes y poderosas que tú». El rabino Levi dijo que «este mandamiento» se refiere a la recitación del «Shemá» (Deuteronomio 6:4-9), pero los rabinos dijeron que se refiere al sábado, que es igual a todos los preceptos de la Torá.
El Alfabeto del rabino Akiva enseñaba que cuando Dios estaba entregando la Torá a Israel, Dios les dijo que si aceptaban la Torá y observaban los mandamientos de Dios, entonces Dios les daría por toda la eternidad una cosa muy preciada que Dios poseía: el Mundo Venidero. Cuando Israel pidió ver en este mundo un ejemplo del Mundo Venidero, Dios respondió que el Sabbat es un ejemplo del Mundo Venidero.
La Guemará dedujo del uso paralelo de la palabra «aparecer» en Éxodo 23:14 y Deuteronomio 16:15 (en relación con las ofrendas de apariencia) por un lado, y en Deuteronomio 31:10-12 (en relación con la gran asamblea) por otro, que los criterios para participar en la gran asamblea también se aplicaban para limitar quién debía llevar ofrendas de apariencia. Una Baraita dedujo de las palabras «para que oigan» en Deuteronomio 31:12 que una persona con sordera no estaba obligada a comparecer en la asamblea. Y la Baraita dedujo de las palabras «para que aprendan» en Deuteronomio 31:12 que una persona con mudez no estaba obligada a comparecer en la asamblea. Pero la Guemará cuestionó la conclusión de que alguien que no puede hablar no puede aprender, y relató la historia de dos nietos mudos (u otros dicen sobrinos) del rabino Joḥanan ben Gudgada que vivían en el barrio del rabino. El rabino rezó por ellos y se curaron. Y resultó que, a pesar de su impedimento del habla, habían aprendido halajá, Sifra, Sifre, y todo el Talmud. Mar Zutra y Rav Ashi interpretaron que las palabras «para que aprendan» en Deuteronomio 31:12 significan «para que enseñen», y por lo tanto excluyen a las personas que no pueden hablar de la obligación de presentarse en la asamblea. El rabino Tanhum dedujo de las palabras «en sus oídos» (usando el plural para «oídos») al final de Deuteronomio 31:11 que quien era sordo de un oído estaba exento de comparecer en la asamblea.

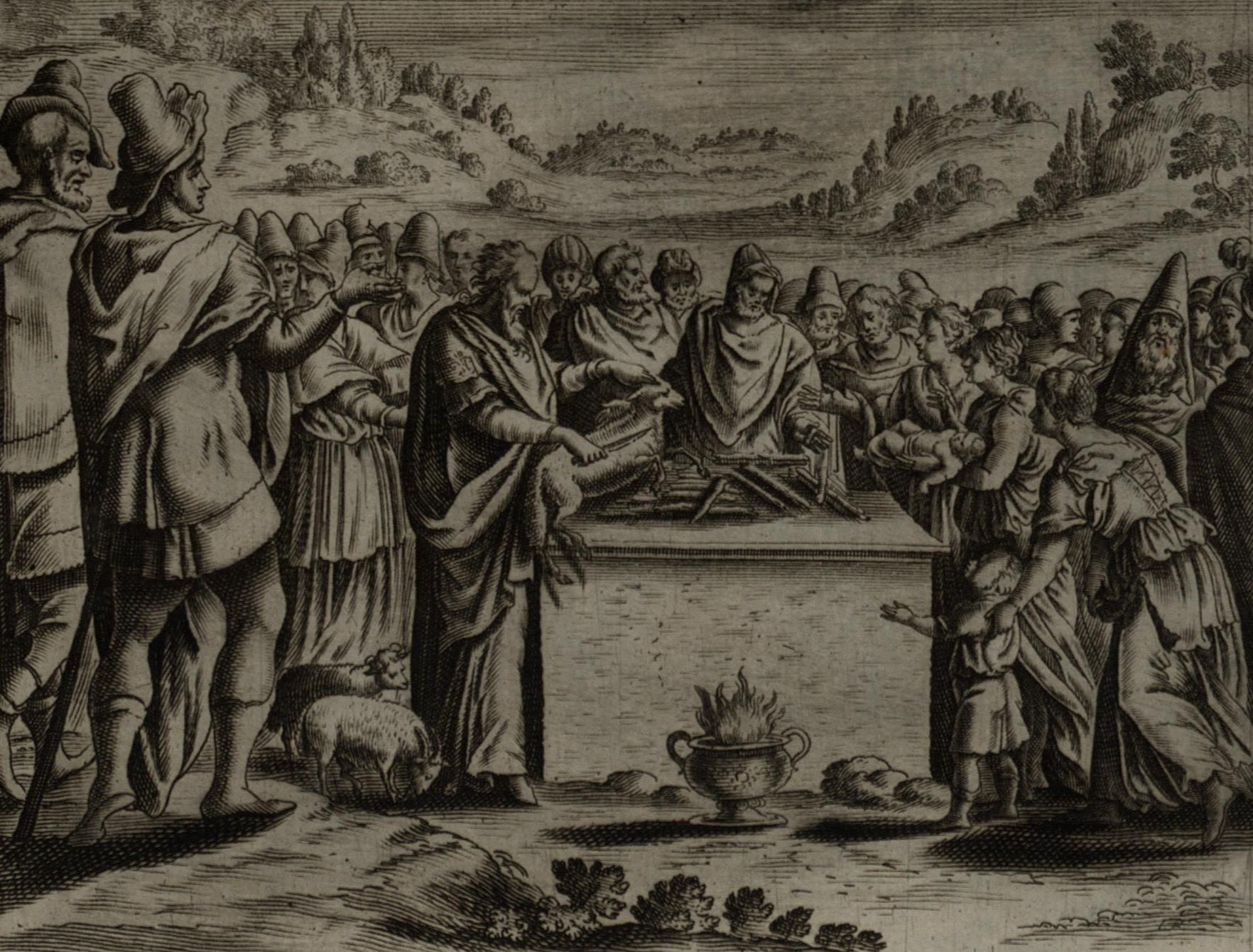
Pascua (grabado de Gerard Jollain publicado en 1670)

El Tratado Beitzah en la Mishná, la Tosefta, el Talmud de Jerusalén y el Talmud de Babilonia interpretaron las leyes comunes a todas las fiestas en Éxodo 12: 3-27, 43-49; 13:6-10; 23:16; 34:18-23; Levítico 16; 23:4-43; Números 9:1-14; 28:16-30:1; y Deuteronomio 16:1-17; 31:10-13.
Tratado Pesachim en la Mishná, la Tosefta, el Talmud de Jerusalén y el Talmud babilónico interpretan las leyes de la Pascua en Éxodo 12:3-27, 43-49; 13:6-10; 23:15; 34:25; Levítico 23:4-8; Números 9:1-14; 28: 16-25; y Deuteronomio 16:1-8.
La Mishná señaló diferencias entre la primera Pascua en Éxodo 12:3-27, 43-49; 13:6-10; 23:15; 34:25; Levítico 23:4-8; Números 9:1-14; 28:16-25; y Deuteronomio 16: 1-8; y la segunda Pascua en Números 9:9-13. La Mishná enseñaba que las prohibiciones de Éxodo 12:19 de que «durante siete días no se hallará levadura en vuestras casas» y de Éxodo 13:7 de que «no se verá levadura en todo vuestro territorio» se aplicaban a la primera Pascua; mientras que en la segunda Pascua, se podía tener pan con y sin levadura en la propia casa. Y la Mishná enseñaba que para la primera Pascua, se requería recitar el Hallel (Salmos 113-118) cuando se comía el cordero de Pascua; mientras que la segunda Pascua no requería la recitación del Hallel cuando se comía el cordero de Pascua. Pero tanto la primera como la segunda Pascua requerían la recitación del Hallel cuando se ofrecían los corderos pascuales, y ambos corderos pascuales se comían asados con pan sin levadura y hierbas amargas. Y tanto la primera como la segunda Pascua tenían prioridad sobre el Sabbat.
La Guemará señaló que al enumerar las diversas fiestas en Éxodo 23:15, Levítico 23:5, Números 28:16 y Deuteronomio 16:1, la Torá siempre comienza con la Pascua.
La Guemará citó Éxodo 23:15 para apoyar la proposición, que tanto Resh Lakish como el rabino Joḥanan sostenían, de que en los días intermedios de la fiesta (Jol HaMoed) está prohibido trabajar. Porque los rabinos enseñaron en una Baraita la opinión de Rabí Josías de que, debido a que la palabra «guardar» se lee para implicar la prohibición de trabajar, las palabras «La fiesta de los panes sin levadura la guardarás siete días», en Éxodo 23:15 enseñan que el trabajo está prohibido durante siete días y, por lo tanto, el trabajo está prohibido en los días intermedios de la fiesta.
Según una versión de la disputa, Resh Lakish y el rabino Joḥanan discreparon sobre cómo interpretar las palabras «Nadie comparecerá ante mí con las manos vacías», en Éxodo 23:15. Resh Lakish argumentó que Éxodo 23:15 enseñaba que siempre que un peregrino aparecía en el Templo, incluso durante los días siguientes de una Fiesta de varios días, el peregrino tenía que traer una ofrenda. Pero el rabino Joḥanan argumentó que Éxodo 23:15 se refiere solo al primer día de una Fiesta, y no a los días siguientes. Después de relatar esta disputa, la Guemará reconsideró y concluyó que Resh Lakish y el rabino Joḥanan diferían no sobre si las ofrendas adicionales eran obligatorias, sino sobre si las ofrendas adicionales estaban permitidas.

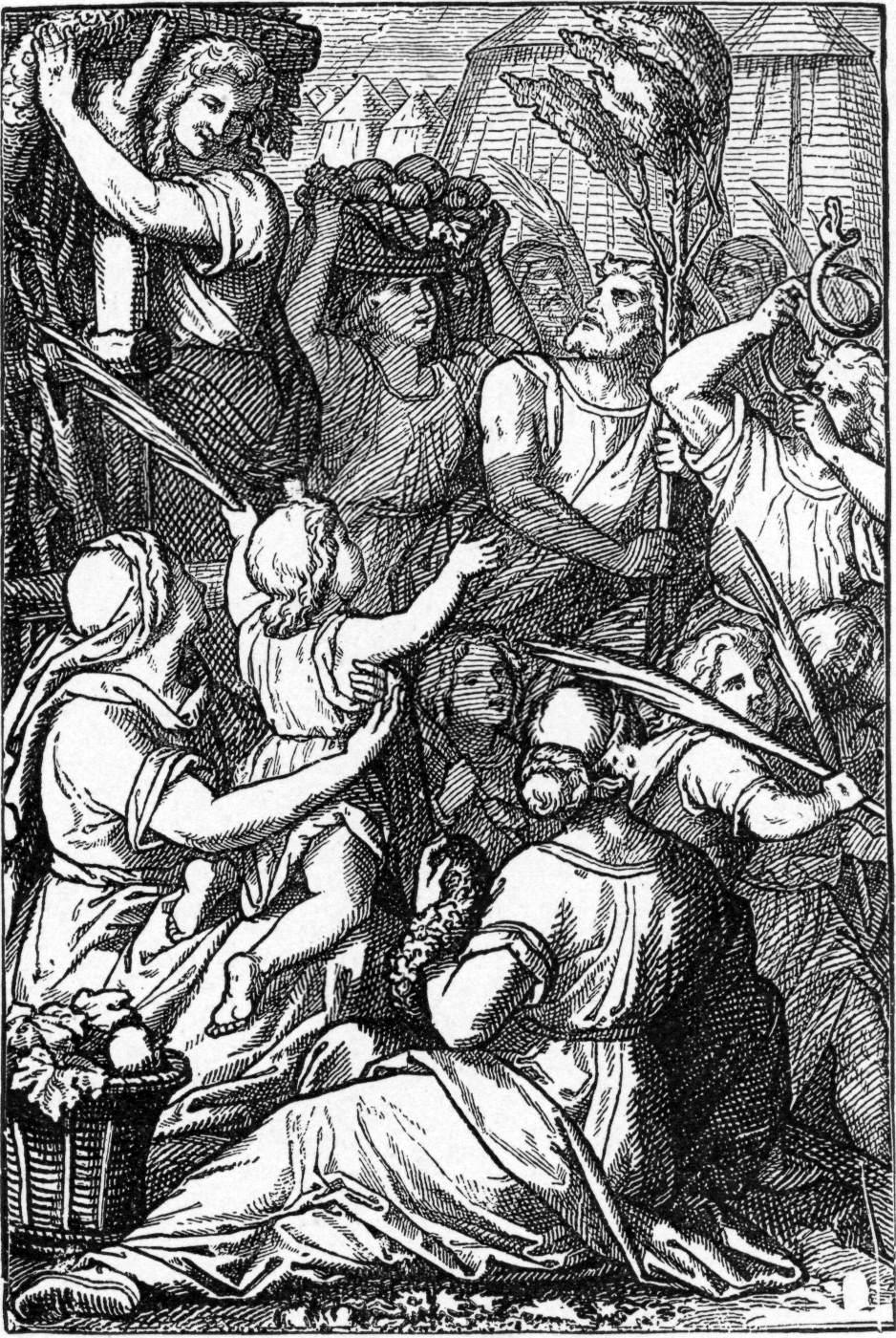
Carrying Branches To Make Booths (ilustración de Bible Pictures and What They Teach Us de 1897, de Charles Foster)

Tratado Sukkah en la Mishná, la Tosefta, el Talmud de Jerusalén y el Talmud de Babilonia interpretan las leyes de Sucot en Éxodo 23:16; 34:22; Levítico 23:33-43; Números 29:12-34; y Deuteronomio 16:13-17; 31:10-13.
La Mishná enseñaba que una sucá no puede tener más de 20 codos de altura. Sin embargo, el rabino Judá declaró válidas las sucot más altas. La Mishná enseñaba que una sucá debía tener al menos diez palmos de altura, tres paredes y más sombra que sol. La Casa de Shammai declaró inválida una sucá hecha 30 días o más antes de la festividad, pero la Casa de Hillel la declaró válida. La Mishná enseñaba que si uno hacía la sucá con motivo de la festividad, incluso a principios de año, era válida.
La Mishná enseñaba que una sucá bajo un árbol es tan inválida como una sucá dentro de una casa. Si se erige una sucá sobre otra, la superior es válida, pero la inferior no. El rabino Judá dijo que si no hay ocupantes en la superior, entonces la inferior es válida.
Se invalida una sucá si se extiende una sábana sobre ella debido al sol, o debajo de ella debido a la caída de hojas, o sobre el armazón de una cama con cuatro postes. Sin embargo, se puede extender una sábana sobre el armazón de una cama de dos postes.
No es válido entrenar una enredadera, calabaza o hiedra para cubrir una sucá y luego cubrirla con una cubierta de sucá (s'chach). Sin embargo, si la cubierta de la sucá supera en cantidad a la enredadera, calabaza o hiedra, o si la enredadera, calabaza o hiedra se desprende, es válido. La regla general es que no se puede utilizar para cubrir la sucá nada que sea susceptible de impureza ritual (tumah) o que no crezca de la tierra. Pero se puede utilizar para cubrir la sucá cualquier cosa que no sea susceptible a la impureza ritual y que crezca de la tierra.
Los fardos de paja, madera o matorral no pueden servir como cubierta de la sucá. Pero cualquiera de ellos, si está desatado, es válido. Todos los materiales son válidos para las paredes.
El rabino Judá enseñó que se pueden usar tablones para cubrir la sucá, pero el rabino Meir enseñó que no se pueden usar. La Mishná enseñó que es válido colocar un tablón de cuatro palmos de ancho sobre la sucá, siempre que no se duerma debajo.
La Mishná dedujo de las palabras «la fiesta de la cosecha, las primicias de tus labores, que siembras en el campo» en Éxodo 23:16 que las primicias no debían ser traídas antes de Shavuot. La Mishná informó de que los hombres del monte Zeboim trajeron sus primicias antes de Shavuot, pero los sacerdotes no las aceptaron, debido a lo que está escrito en Éxodo 23:16.
El Tratado Bikkurim en la Mishná, la Tosefta y el Talmud de Jerusalén interpretaron las leyes de las primicias en Éxodo 23:19, Números 18:13 y Deuteronomio 12:17-18 y 26:1-11. La Mishná interpretó las palabras «las primicias de tu tierra» en Éxodo 23:19 en el sentido de que una persona no podía traer primicias a menos que todos los productos provinieran de la tierra de esa persona. La Mishná enseñaba así que las personas que plantaban árboles pero doblaban sus ramas hacia la propiedad de otra persona o sobre ella no podían traer primicias de esos árboles. Y por la misma razón, la Mishná enseñaba que los arrendatarios, los inquilinos, los ocupantes de propiedades confiscadas o los ladrones no podían traer primicias.
La Mishná enseñaba que enterraban carne que se había mezclado con leche, lo cual violaba Éxodo 23:19 y 34:26 y Deuteronomio 14:21.
Rav Naḥman enseñó que el ángel del que Dios habló en Éxodo 23:20 era Metatrón (מטטרון). Rav Naḥman advirtió que quien sea tan hábil en refutar herejes como Rav Idit debería hacerlo, pero otros no. Una vez un hereje le preguntó a Rav Idit por qué en Éxodo 24:1 dice: «Y a Moisés le dijo: 'Sube al Señor'», cuando seguramente Dios debería haber dicho: «Sube a mí». Rav Idit respondió que fue el ángel Metatrón quien dijo eso, y que el nombre de Metatrón es similar al de su Maestro (y, de hecho, la gematria (valor numérico de las letras hebreas) de Metatrón (מטטרון) es igual al de Shadai (שַׁדַּי), el nombre de Dios en Génesis 17:1 y en otros lugares) porque Éxodo 23:21 dice: «porque mi nombre está en él». Pero si es así, replicó el hereje, deberíamos adorar a Metatrón. Rav Idit respondió que Éxodo 23:21 también dice: «No te rebeles contra él», con lo que Dios quiso decir: «No me cambies por él» (ya que la palabra para «rebelarse», (תַּמֵּר, «tameir») deriva de la misma raíz que la palabra «cambiar»). El hereje preguntó entonces por qué en Éxodo 23:21 se dice: «no perdonará vuestra transgresión». Rav Idit respondió que, efectivamente, Metatrón no tiene autoridad para perdonar pecados, y los israelitas no lo aceptarían ni siquiera como mensajero, ya que Éxodo 33:15 relata que Moisés le dijo a Dios: «Si tu presencia no va conmigo, no nos saques de aquí».
El Midrash Tanhuma enseñó que las palabras «el lugar que he preparado» en Éxodo 23:20 indican que el Templo de Jerusalén está justo enfrente del Templo en el Cielo.
La Guemará interpretó las palabras de Moisés, «Hoy cumplo ciento veinte años», en Deuteronomio 31:2, como que Moisés habló en su cumpleaños y que, por lo tanto, murió en su cumpleaños. Citando las palabras «el número de tus días cumpliré» en Éxodo 23:26, la Guemará concluyó que Dios completa los años de los justos hasta el día, concluyendo sus vidas en sus cumpleaños.

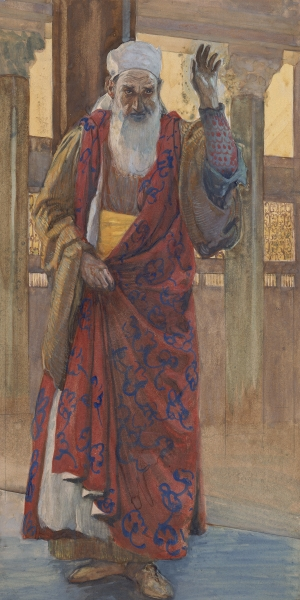
Isaías (acuarela circa 1896-1902 de James Tissot)

La Guemará informó de una disputa sobre el significado de Éxodo 23:26. Rava enseñó que el rey Manasés de Judá juzgó y ejecutó a Isaías, acusándolo de falsa profecía basada, entre otras cosas, en una contradicción entre Éxodo 23:26 y las enseñanzas de Isaías. Manasés argumentó que cuando (como se relata en Éxodo 23:26) Moisés citó a Dios diciendo: «Cumpliré el número de tus días», Dios quería decir que Dios permitiría a las personas vivir su vida útil designada, pero no añadirle más. Pero Manasés señaló que Isaías le dijo al padre de Manasés Ezequías (según se informa en 2 Reyes 20:5-6) que Dios le prometió a Ezequías: «Añadiré a tus días quince años». Según Rava, Isaías no discutió los cargos de Manasés, sabiendo que Manasés no aceptaría el argumento de Isaías, por muy veraz que fuera, y Manasés hizo matar a Isaías. La Guemará informó de que los Tannaim discrepaban sobre la interpretación de las palabras «el número de tus días cumpliré» en Éxodo 23:26. Una Baraita enseñó que «el número de tus días lo cumpliré» se refiere a la esperanza de vida que Dios asigna a cada ser humano al nacer. El rabino Akiba enseñó que si uno es digno, Dios le permite completar el período completo; si no es digno, Dios reduce el número de años. Los Sabios, sin embargo, enseñaron que si uno es digno, Dios «añade» años a la vida; si uno no es digno, Dios reduce los años. Los Sabios argumentaron ante el rabino Akiba que la profecía de Isaías a Ezequías en 2 Reyes 20:5-6, «Y añadiré a tus días quince años», apoya la interpretación de los Sabios. El rabino Akiba respondió que Dios añadió a la vida de Ezequías los años que Dios había destinado originalmente para Ezequías y que este había perdido previamente debido al pecado. El rabino Akiba citó en apoyo de su posición las palabras del profeta en los días de Jeroboam, antes del nacimiento de Ezequías, quien profetizó (según se informa en 1 Reyes 13:2): «Un hijo nacerá para la casa de David, llamado Josías». El rabino Akiba argumentó que, dado que el profeta profetizó el nacimiento de Josías, hijo de Manasés, antes del nacimiento de Ezequías, padre de Manasés, debía ser que en el nacimiento de Ezequías Dios había asignado a Ezequías suficientes años para extenderse más allá del tiempo de la enfermedad de Ezequías (cuando Isaías profetizó en 2 Reyes 20:5-6) para incluir el año del nacimiento de Manasés. En consecuencia, argumentó el rabino Akiba, en el momento de la enfermedad de Ezequías, Dios debió haber reducido el número original de años asignados a Ezequías, y tras la recuperación de Ezequías, Dios debió haber añadido de nuevo solo lo que Dios había reducido previamente. Sin embargo, los rabinos argumentaron que el profeta de los días de Jeroboam que profetizó en 1 Reyes 13:2 no profetizó que Josías necesariamente descendiera «de Ezequías». El profeta profetizó en 1 Reyes 13:2 que Josías nacería «en la casa de David». Por lo tanto, Josías podría haber descendido de Ezequías o de alguna otra persona de la línea davídica.

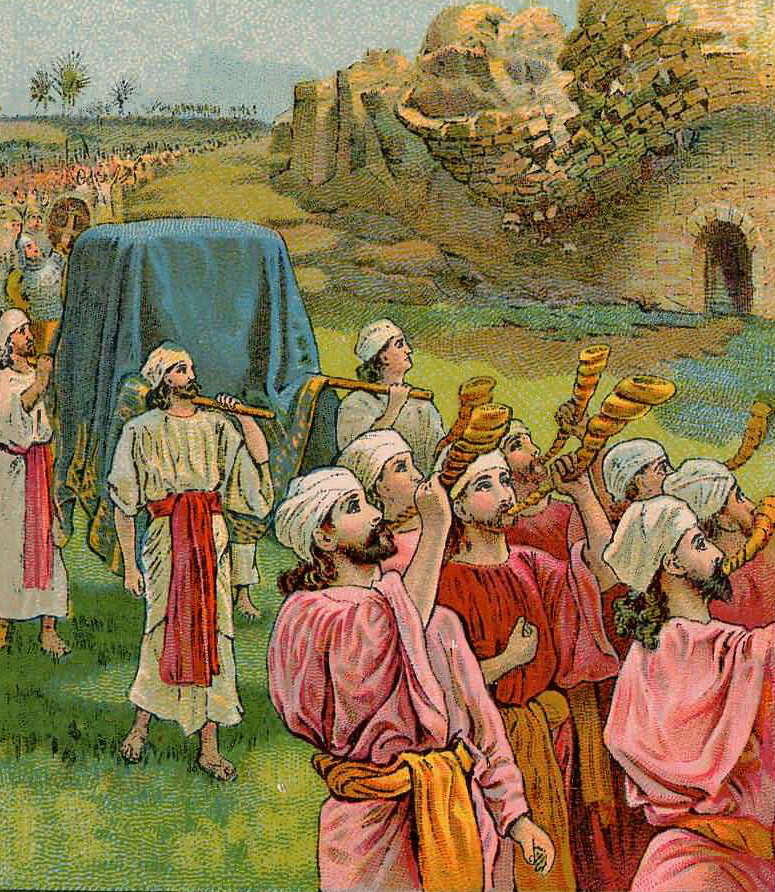
La caída de Jericó (ilustración de una tarjeta bíblica publicada en 1901 por Providence Lithograph Company)

Una Baraita enseñaba que las palabras «Enviaré mi terror delante de ti, y afligiré a todos los pueblos a los que vayas, y haré que todos tus enemigos te den la espalda», en Éxodo 23:27, y las palabras «El terror y el pavor caerán sobre ellos», en Éxodo 15:16, muestran que ninguna criatura fue capaz de resistir a los israelitas cuando entraron en la Tierra Prometida en los días de Josué, y los que se enfrentaron a ellos se asustaron inmediatamente y perdieron el control de sus entrañas. Y las palabras «hasta que pase tu pueblo, Señor», en Éxodo 15:16, aluden al primer avance de los israelitas hacia la Tierra Prometida en los días de Josué. Y las palabras «hasta que pase el pueblo que tú te has ganado», en Éxodo 15:16, aluden al segundo avance de los israelitas hacia la Tierra Prometida en los días de Esdras. La Baraita concluyó así que los israelitas eran dignos de que Dios realizara un milagro en su nombre durante el segundo avance como en el primero, pero eso no sucedió porque el pecado de los israelitas hizo que Dios retuviera el milagro.
En Éxodo 23:28, Dios prometió «enviará el avispón (צִּרְעָה, tzirah) delante de ti, el cual echará al heveo, al cananeo y los hititas, de delante de vosotros«, y en Deuteronomio 7:20, Moisés prometió que “el Señor tu Dios enviará el avispón (צִּרְעָה, ”“tzirah”') entre ellos». Pero una Baraita enseñó que el avispón no pasó sobre el río Jordán con los israelitas. El rabino Simeón ben Lakish reconcilió las dos fuentes, explicando que el avispón se situó en la orilla oriental del Jordán y disparó su veneno sobre el río a los cananeos. El veneno cegó los ojos de los cananeos por arriba y los castró por abajo, como dice Amós 2:9: «Pero destruí al amorreo que estaba delante de ellos, cuya altura era como la altura de los cedros, y era fuerte como los robles; pero destruí su fruto por arriba y sus raíces por abajo». Rav Papa ofreció una explicación alternativa, diciendo que había dos avispones, uno en la época de Moisés y otro en la época de Josué. El primero no cruzó el Jordán, pero el segundo sí.

### Éxodo, capítulo 24
Rav Huna, hijo de Rav Kattina, se sentó ante Rav Ḥisda, y Rav Ḥisda citó Éxodo 24:5, «Y envió a los jóvenes de los hijos de Israel, que ofrecieron holocaustos y sacrificaron bueyes como ofrendas de paz al Señor», como una aplicación de la proposición establecida en la Mishná de que «antes de que se levantara el Tabernáculo... el servicio lo realizaban los primogénitos; después de que se levantara el tabernáculo... el servicio lo realizaban los sacerdotes». (Los «jóvenes» de Éxodo 24:5 eran los primogénitos, no los sacerdotes). Rav Huna respondió a Rav Ḥisda que Rabí Assi enseñó que después de eso los primogénitos dejaron de realizar el servicio de sacrificio (aunque fue casi un año antes de que se estableciera el Tabernáculo).
Se enseñó en una Baraita que el rey Tolomeo reunió a 72 ancianos y los colocó en 72 habitaciones separadas, sin decirles por qué los había reunido, y pidió a cada uno de ellos que tradujera la Torá. Dios entonces incitó a cada uno de ellos a concebir la misma idea y escribir una serie de casos en los que la traducción no seguía el Texto Masorético, incluyendo, para Éxodo 24:5, «Y envió a los «elegidos» de los hijos de Israel», escribiendo «elegidos» en lugar de «jóvenes»; y para Éxodo 24:11, «Y contra los «elegidos» de los hijos de Israel no extendió su mano» —escribiendo «elegidos» en lugar de «nobles».
El rabino Isaac enseñó que cuando un rey administra un juramento a sus legiones, lo hace con una espada, lo que implica que quien transgreda el juramento tendrá la espada sobre su cuello. De manera similar, en el Sinaí, como relata Éxodo 24:6, «Moisés tomó la mitad de la sangre» (así los conjuró con la sangre). El Midrash preguntó cómo sabía Moisés cuánta era la mitad de la sangre. El rabino Judá bar Ila'i enseñó que la sangre se dividía en mitades por sí sola. El rabino Nathan dijo que su apariencia cambió; la mitad se volvió negra y la otra mitad permaneció roja. Bar Kappara dijo que un ángel con la apariencia de Moisés descendió y la dividió. El rabino Isaac enseñó que una Voz Celestial vino del Monte Horeb, diciendo que esta cantidad es la mitad de la sangre. El rabino Ishmael enseñó en una Baraita que Moisés era experto en las regulaciones relacionadas con la sangre, y por medio de ese conocimiento la dividió. Éxodo 24:6 continúa diciendo: «Y la puso en cuencos (אַגָּנֹת, aganot).» Rav Huna dijo en nombre del rabino Avin que Éxodo 24:6 escribe la palabra de una forma que podría leerse aganat («cuenco», singular) indicando que ninguno de los cuencos era más grande que el otro. Moisés preguntó a Dios qué hacer con la porción de Dios. Dios le dijo a Moisés que la rociara sobre el pueblo. (Éxodo 24:8 informa: «Y Moisés tomó la sangre y la roció sobre el pueblo»). Moisés preguntó qué debía hacer con la porción de los israelitas. Dios dijo que lo rociara sobre el altar, como dice Éxodo 24:6: «Y la mitad de la sangre la derramó sobre el altar».
Al leer Éxodo 24:7 «Y tomó el libro del pacto y leyó a oídos del pueblo», la Mekhilta preguntó qué había leído Moisés. El rabino José, hijo del rabino Judá, dijo que Moisés leyó desde el principio del Génesis hasta Éxodo 24:7. El rabino Judá dijo que Moisés les leyó las leyes ordenadas a Adán, los mandamientos dados a los israelitas en Egipto y en Mará, y todos los demás mandamientos que ya se les habían dado. El rabino Ishmael dijo que Moisés les leyó las leyes de los años sabáticos y los jubileos [en Levítico 25] y las bendiciones y maldiciones en Levítico 26, como dice al final de esa sección (en Levítico 26:46): «Estos son los estatutos, las ordenanzas y las leyes». Los israelitas dijeron que aceptaban todos ellos.
Al leer las palabras de Éxodo 24:7, «¿Haremos y oiremos?», el Pirke De-Rabbi Eliezer enseñó que Dios preguntó a los israelitas si recibirían la Torá para sí mismos. Incluso antes de haber oído la Torá, respondieron a Dios que guardarían y observarían todos los preceptos que están en la Torá, como relata Éxodo 24:7: «Y dijeron: 'Todo lo que el Señor ha dicho, lo haremos y seremos obedientes'».
El rabino Phineas enseñó que fue en la víspera del sábado cuando los israelitas se pararon en el monte Sinaí, separados los hombres y las mujeres. Dios le dijo a Moisés que preguntara a las mujeres si deseaban recibir la Torá. Moisés preguntó primero a las mujeres, porque la costumbre de los hombres es seguir la opinión de las mujeres, como refleja Éxodo 19:3 cuando dice: «Así diréis a la casa de Jacob» —estas son las mujeres— y solo después dice Éxodo 19:3: «Y decid a los hijos de Israel» —estos son los hombres—. Todos respondieron como con una sola voz, en las palabras de Éxodo 24:7: «Haremos todo lo que el Señor ha dicho, y seremos obedientes».
Leyendo las palabras de Éxodo 24:7, «haremos y escucharemos» El rabino Simlai enseñó que cuando los israelitas dieron prioridad a «haremos» sobre «escucharemos» (prometiendo obedecer los mandamientos de Dios incluso antes de escucharlos), 600 000 ángeles ministradores vinieron y colocaron dos coronas en cada israelita, una como recompensa por «haremos» y la otra como recompensa por «escucharemos». Pero tan pronto como los israelitas cometieron el pecado del becerro de oro, 1,2 millones de ángeles destructores descendieron y les quitaron las coronas, como se dice en Éxodo 33:6: «Y los hijos de Israel se despojaron de sus adornos desde el monte Horeb».
El rabino Eleazar enseñó que cuando los israelitas dieron prioridad a «haremos» sobre «escucharemos», una Voz Celestial gritó que este era un secreto empleado por los Ángeles Ministradores, como dice el Salmo 103:20: «Bendecid al Señor, vosotros, sus ángeles. Vosotros, poderosos en fuerza, que cumplís su palabra, que oís la voz de su palabra»; primero cumplen, luego oyen.

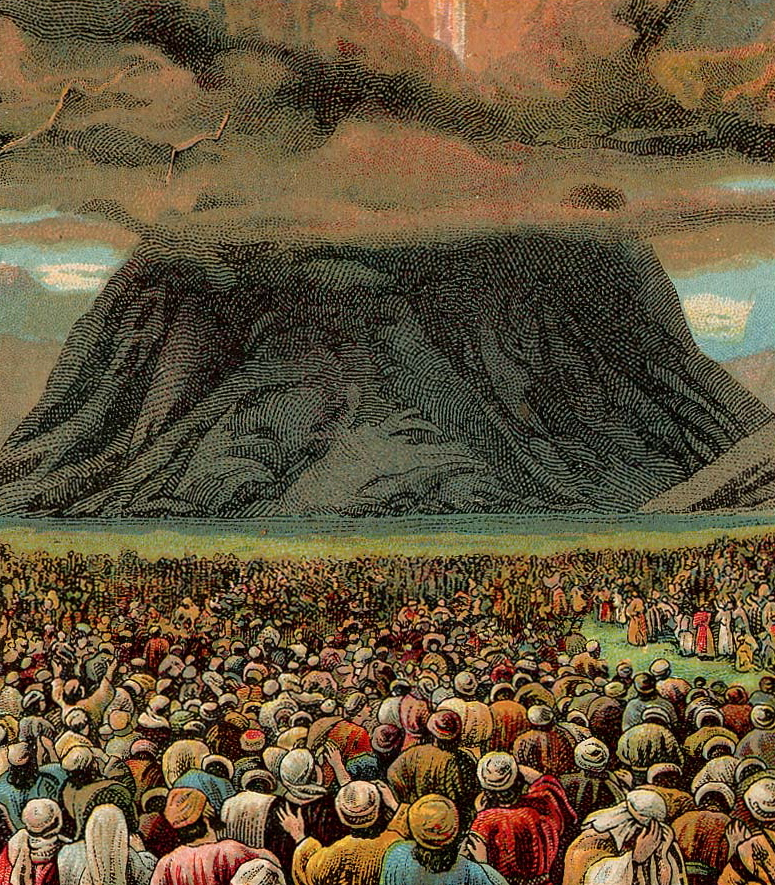
La presencia del Señor apareció como un fuego en la cima de la montaña (ilustración de una tarjeta bíblica publicada en 1907 por Providence Lithograph Company)

El rabino Hama, hijo del rabino Haninah, enseñó que el Cantar de los Cantares 2:3 comparaba a los israelitas con un manzano con las palabras: «Como el manzano entre los árboles del bosque, así es mi amado entre los hijos». El rabino Hama explicó que esto enseña que así como el fruto del manzano precede a sus hojas, los israelitas daban prioridad a «haremos» sobre «escucharemos».
Cuando cierto saduceo vio a Rava tan absorto en sus estudios con los dedos debajo de los pies que se los magulló hasta sangrar, el saduceo exclamó que los judíos eran un pueblo temerario que en Éxodo 24:7 había dado prioridad a su boca sobre sus oídos, y que persistían en su temeridad. En primer lugar, explicó el saduceo, los israelitas deberían haber escuchado, y luego deberían haber aceptado la ley solo si obedecer los mandamientos estaba dentro de sus posibilidades, pero si no estaba dentro de sus posibilidades, no deberían haberla aceptado. Rava respondió que los israelitas caminaban en integridad, porque Proverbios 11:3 habla de los judíos cuando dice: «La integridad de los rectos los guiará». Pero de los demás, que caminaron en perversidad, Proverbios 11:3 dice: «pero la perversidad de los traidores los destruirá».
El rabino Azarías, en nombre del rabino Judá ben Rabí Simón, enseñó que una vez que los israelitas dijeron (como se relata en Éxodo 24:7): «Haremos y obedeceremos todo lo que el Señor ha dicho», dejaron atrás la infancia de la nación de Israel. El rabino Azarías, en nombre del rabino Judá ben Rabí Simón, lo explicó en una parábola. Un rey mortal tenía una hija a la que amaba con locura. Mientras su hija era pequeña, hablaba con ella en público o en el patio. Cuando creció y llegó a la pubertad, el rey determinó que ya no era digno de su hija que él conversara con ella en público. Así que ordenó que se hiciera un pabellón para ella, de modo que pudiera hablar con su hija dentro del pabellón. De la misma manera, cuando Dios vio a los israelitas en Egipto, estaban en la infancia de su nacionalidad, como dice el Libro de Oseas 11:1: «Cuando Israel era niño, entonces lo amé, y de Egipto llamé a mi hijo». Cuando Dios vio a los israelitas en el Sinaí, Dios habló con ellos como dice Deuteronomio 5:4: «El Señor habló con ustedes cara a cara». Tan pronto como recibieron la Torá, se convirtieron en la nación de Dios y dijeron (como se relata en Éxodo 24:7): «Haremos y obedeceremos todo lo que el Señor ha dicho», Dios observó que ya no era acorde con la dignidad de los hijos de Dios que Dios conversara con ellos al aire libre. Así que Dios ordenó a los israelitas que hicieran un Tabernáculo, y cuando Dios necesitaba comunicarse con los israelitas, lo hacía desde el Tabernáculo. Y así lo confirma Números 7:89 cuando dice: «Y cuando Moisés entraba en la tienda de reunión para hablar con él».
El rabino Berekiah y el rabino Jeremías, hijo del rabino Hiyya bar Abba, dijeron que el rabino Levi ben Sisi dio la siguiente exposición en Nehardea: Éxodo 24:10 dice: «Y vieron al Dios de Israel; y había debajo de sus pies como un enladrillado de piedra de zafiro». Este era el caso antes de que fueran redimidos (de la esclavitud egipcia), pero cuando fueron redimidos, el ladrillo se colocó donde generalmente se guardaba (y se tiraba) el ladrillo. (Antes de ser redimidos, Dios tenía ladrillos bajo sus pies, simbolizando los ladrillos a los que los israelitas estaban esclavizados, porque en todos los problemas de Israel, Dios también sufre. Pero después de su redención, el ladrillo fue reemplazado por el cielo en su pureza). El rabino Berekiah enseñó que no está escrito en el contexto actual, «Un ladrillo de zafiro», sino «Como un ladrillo de zafiro», lo que implica que tanto él (la Torá, simbolizada por el ladrillo) como todos los implementos que le pertenecen fueron dados, incluyendo la cesta y la paleta que le pertenecen (que simbolizan la Ley Oral). (La expresión «como» sirve para incluir el objeto comparado, así como todo lo que se le asemeja o está relacionado con él). Bar Kappara dijo que antes de que los israelitas fueran redimidos de Egipto, el ladrillo bajo los pies de Dios se colocó como una marca en el cielo, pero cuando los israelitas fueron redimidos, ya no se vio en el cielo. Porque Éxodo 24:10 dice: «Y el cielo mismo por su claridad», lo que implica el cielo en un día despejado.
La Guemará utilizó el relato del Éxodo 24:10 para ayudar a explicar el azul de los flecos (ציצית, tzitzit) del manto de oración (טַלִּית, tallit). En una Baraita se enseñaba que el rabino Meir solía preguntar por qué Números 15:38 especificaba el azul entre todos los colores para los flecos. El rabino Meir enseñó que era porque el azul se asemeja al color del mar, y el mar se asemeja al color del cielo, y el cielo se asemeja al color del Trono de Gloria, como dice Éxodo 24:10: «Y había debajo de sus pies como un pavimento de piedra de zafiro», y Ezequiel 1:26 dice: «La semejanza de un trono como la apariencia de una piedra de zafiro». (Y así, cuando uno ve el hilo azul del fleco, le ayudará a recordar a Dios). Y se enseñó en una Baraita que el rabino Meir solía decir que el castigo por no observar los hilos blancos de los flecos es mayor que por no observar los hilos azules. La Guemará ilustró esto con una parábola: Un rey dio órdenes a dos sirvientes. Le pidió a un sirviente que trajera un sello de arcilla, y al otro que trajera un sello de oro. Y ambos fallaron en sus tareas. El Talmud argumentó que el sirviente que merecía el mayor castigo era aquel a quien el rey ordenó traer un sello de arcilla. (Porque la arcilla es más fácil de conseguir que el oro. Por lo tanto, el castigo por no conseguir el simple fleco blanco debería ser mayor que el castigo por no conseguir el raro hilo azul).
Un Midrash enseñó que cuando Nadab, Abihu y los 70 ancianos comieron y bebieron en presencia de Dios en Éxodo 24:11, sellaron su sentencia de muerte. El Midrash preguntó por qué en Números 11:16, Dios ordenó a Moisés que reuniera a 70 ancianos de Israel, cuando Éxodo 29:9 informaba que ya había 70 ancianos de Israel. El Midrash dedujo que cuando en Números 11:1, el pueblo murmuró, hablando mal, y Dios envió fuego para devorar parte del campamento, todos aquellos 70 ancianos anteriores habían sido quemados. El Midrash continuó diciendo que los primeros 70 ancianos fueron consumidos como Nadab y Abiú, porque ellos también actuaron frívolamente cuando (como se relata en Éxodo 24:11) contemplaron a Dios y comieron y bebieron inapropiadamente. El Midrash enseñó que Nadab, Abihu y los 70 ancianos merecían morir entonces, pero como Dios amaba tanto dar la Torá, no quiso crear disturbios en ese momento. Ref.

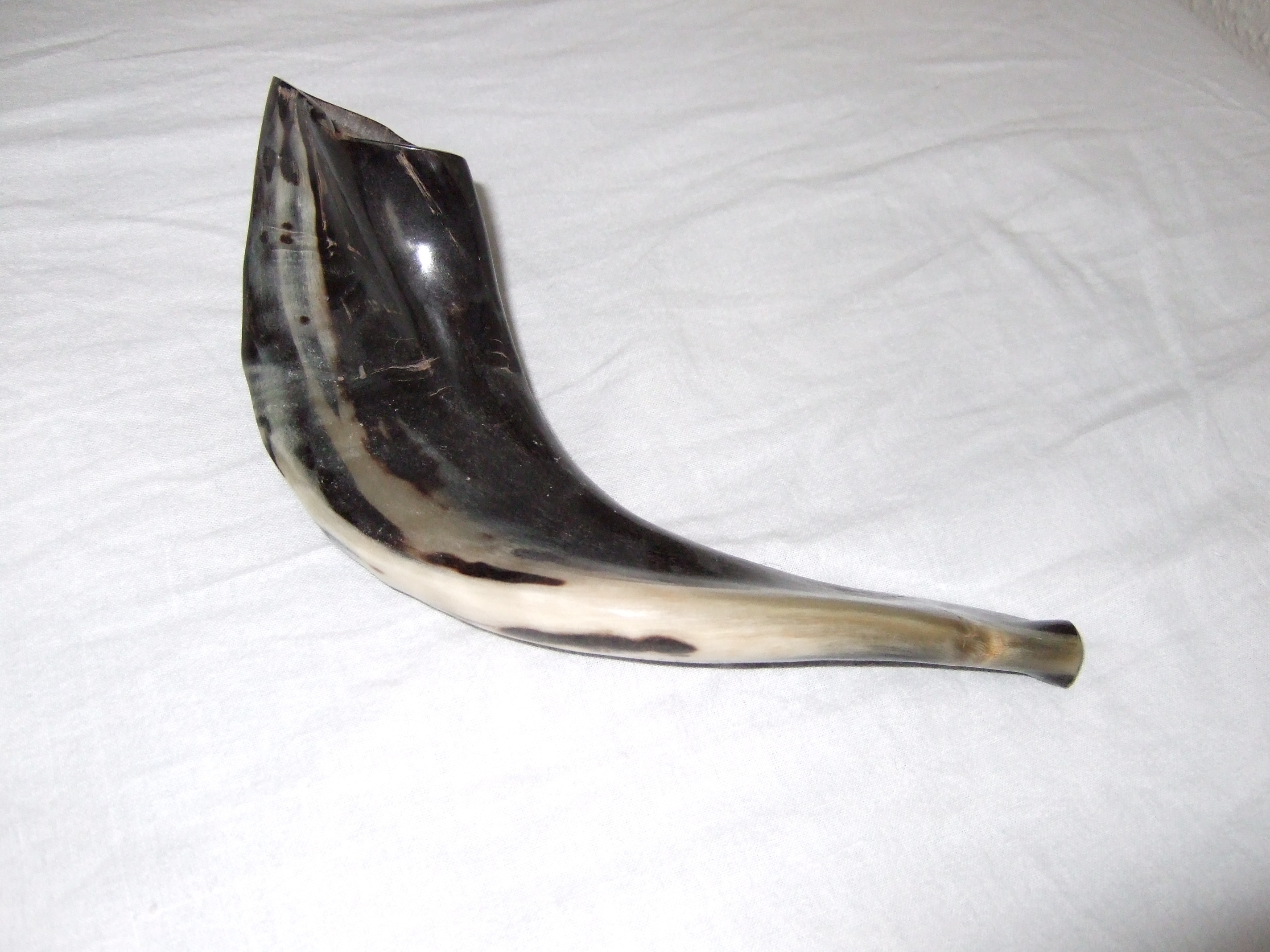
Un Shofar

El rabino Josué, hijo de Coré, enseñó que Moisés permaneció en el monte Sinaí 40 días y 40 noches, leyendo la Ley Escrita de día y estudiando la Ley Oral de noche. Después de esos 40 días, el 17 de Tammuz, Moisés tomó las Tablas de la Ley, descendió al campamento, rompió las Tablas en pedazos y mató a los pecadores israelitas. Moisés pasó entonces cuarenta días en el campamento, hasta que quemó el becerro de oro, lo redujo a polvo como el polvo de la tierra, destruyó la idolatría entre los israelitas y puso a cada tribu en su lugar. Y en la luna nueva (ראש חודש, Rosh Jodesh) de Elul (el mes anterior a Rosh Hashaná), Dios le dijo a Moisés en Éxodo 24:12: «Sube a mí al monte», y haz que toquen el shofar por todo el campamento, porque he aquí que Moisés ha subido al monte, para que no se extravíen de nuevo tras la adoración de ídolos. Dios fue exaltado con ese shofar, como dice el Salmo 47:5: «Dios es exaltado con un grito, el Señor con el sonido de una trompeta». Por lo tanto, los Sabios instituyeron que el shofar se tocara en la Luna Nueva de Elul cada año.
Los rabinos señalaron que Éxodo 24:14 menciona que Moisés nombró a Hur, sobrino de Aarón, para compartir el liderazgo del pueblo con Aarón, pero después de que Moisés descendiera del monte Sinaí, el nombre de Hur no vuelve a aparecer. El rabino Benjamin bar Japhet, que citaba al rabino Eleazar, interpretó las palabras de Éxodo 32:5, «Y cuando Aarón lo vio, construyó un altar delante de él», en el sentido de que Aarón vio a Hur tendido muerto ante él y pensó que si no obedecía al pueblo, también lo matarían a él. Aarón pensó que el pueblo cumpliría entonces las palabras de Lamentaciones 2:20, «¿Serán muertos el sacerdote y el profeta en el santuario de Dios?», y que el pueblo nunca encontraría perdón. Sin embargo, Aarón pensó que era mejor dejar que el pueblo adorara al Becerro de Oro, por lo que aún podrían encontrar el perdón a través del arrepentimiento. Así, el rabino Tanhum bar Hanilai enseñó que Aarón hizo el Becerro de Oro en Éxodo 32:4 como un compromiso con la demanda del pueblo en Éxodo 32:1 de «hacernos un dios que vaya delante de nosotros». Y así, el rabino Tanhum bar Hanilai concluyó que, en referencia a la toma de decisiones de Aarón en este incidente, el Salmo 10:3 puede interpretarse en el sentido de que «el que alaba a quien hace un compromiso blasfema contra Dios».
El rabino Zerika preguntó sobre una aparente contradicción de pasajes de las Escrituras en presencia del rabino Eleazar, o, según otra versión, preguntó en nombre del rabino Eleazar. Éxodo 24:18 dice: «Y Moisés entró en medio de la nube», mientras que Éxodo 40:35 dice: «Y Moisés no pudo entrar en la tienda de reunión porque la nube permanecía sobre ella». La Guemará concluyó que esto nos enseña que Dios tomó a Moisés y lo llevó a la nube. Por otro lado, la escuela del rabino Ishmael enseñó en una Baraita que en Éxodo 24:18 aparece la palabra «en medio» (בְּתוֹךְ, «be-tokh») y también aparece en Éxodo 14:22: «Y los hijos de Israel entraron en medio del mar». Al igual que en Éxodo 14:22, la palabra «en medio» (בְּתוֹךְ, «betokh») implica un camino, como dice Éxodo 14:22: «Y las aguas les sirvieron de muro», así que aquí también en Éxodo 24:18, había un camino (para Moisés a través de la nube).
El rabino Simeón ben Yohai enseñó que, debido a que la generación del Diluvio transgredió la Torá que Dios dio a la humanidad después de que Moisés permaneciera en la montaña durante 40 días y 40 noches (como se relata en Éxodo 24:18 y 34:28 y Deuteronomio 9:9-11, 18, 25 y 10:10), Dios anunció en Génesis 7:4 que haría «llover sobre la tierra cuarenta días y cuarenta noches».

## En la interpretación judía medieval
La parashá se discute en estas fuentes judías medievales:

### Éxodo, capítulo 21
En la enseñanza de la Torá (en Éxodo 21:12-14, Números 35:10-29 y Deuteronomio 4:41-42 y 19:1-13) de que quien matara a otro involuntariamente no incurriría en pena capital, Baḥya ibn Paquda encontró pruebas de que una condición esencial de la responsabilidad por el castigo es la asociación de la mente y el cuerpo en un acto prohibido, que la responsabilidad requiere tanto la intención como la acción.
Baḥya ibn Paquda enseñó que, en lo que respecta a la salud y la enfermedad, las personas tienen el deber de confiar en Dios, mientras trabajan para mantener su salud de acuerdo con los medios cuya naturaleza promueve esto, y para combatir la enfermedad de acuerdo con las formas habituales, como Dios ordenó en Éxodo 21:19, «y él seguramente lo sanará». Todo esto, sin confiar en que las causas de la salud o la enfermedad ayudarán o perjudicarán sin el permiso de Dios.

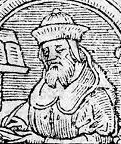
Rashi

### Éxodo, capítulo 23
Después de revisar las interpretaciones del Talmud babilónico de Éxodo 23:2 «No seguirás a una multitud para hacer el mal», Rashi discrepó de esas lecturas y argumentó que uno debe interpretar el versículo según su contexto en el sentido de que si uno ve a personas malvadas pervirtiendo la justicia, no debe seguirlas solo para ir con la multitud.

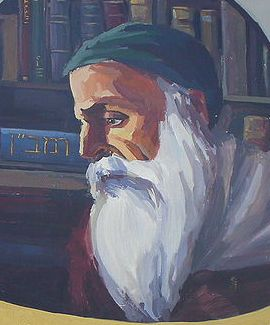
Naḥmanides

Maimónides señaló que Éxodo 23:4 dice «de tu enemigo» y Éxodo 23:5 dice «de aquel que te odia», mientras que el mandamiento paralelo en Deuteronomio 22:2 dice «de tu hermano». Naḥmanides enseñó que la Escritura quiere decir: «Haz esto por él (ayúdale), y recuerda la hermandad entre vosotros y olvida el odio».
De manera similar, Bahya ben Asher señaló el paralelismo entre Éxodo 23:5 y Deuteronomio 22:1–3. Baḥya concluyó que las Escrituras prometen así que «si ayudas a tu enemigo con su burro caído, él acabará apreciándote y se convertirá en «tu hermano». Cuando lo ayudes, olvidará el «odio» entre vosotros y solo recordará el vínculo de amor que une a los hermanos».

Maimónides

Maimónides leyó Éxodo 23:5, «Si ves el asno de quien te odia tirado bajo su carga, no pasarás de largo; sin duda lo liberarás junto con él», junto con Deuteronomio 22:4, «No verás el asno de tu hermano o su buey caídos en el camino, y te esconderás de ellos; sin duda lo ayudarás a levantarlos». Maimónides enseñó que cuando una persona se encuentra con un colega en un viaje y el animal del colega se ha caído bajo su carga, Éxodo 23:5 ordena a la persona que le quite la carga, tanto si el animal llevaba una carga apropiada para él como si no. Maimónides interpretó Deuteronomio 22:4 como una orden de no descargar el animal y marcharse, dejando al caminante en pánico, sino de levantar al animal junto con su dueño y volver a cargar la carga del animal sobre él. Maimónides enseñó que el principio general es que si el animal fuera propio y uno lo descargara y recargara, uno está obligado a descargarlo y recargarlo para un colega. Si uno es piadoso y va más allá de lo que manda la ley, incluso si uno es un gran príncipe, y ve un animal perteneciente a un colega caído bajo una carga de paja, cañas o similares, debe descargarlo y cargarlo con su dueño. Maimónides interpretó la forma intensificada de los verbos en Éxodo 23:5 y Deuteronomio 22:4 para indicar que si uno descargaba y recargaba el animal, y este volvía a caer, uno está obligado a descargarlo y recargarlo otra vez, de hecho, incluso 100 veces. Por lo tanto, se debe acompañar al animal durante una distancia a partir de entonces, a menos que el propietario de la carga diga que no es necesario. Maimónides interpretó Éxodo 23:5 en el sentido de que uno está obligado a ayudar cuando ve el animal caído de una manera que puede describirse como un encuentro, pues Éxodo 23:5 dice: «Cuando veas el asno de tu compañero», y Éxodo 23:4 dice: «Cuando te encuentres con . . . ." Maimónides enseñó que si uno encuentra un animal que pertenece a un colega caído bajo su carga, es un mandamiento descargarlo y volver a cargarlo incluso si su dueño no está presente, porque las palabras «Ciertamente ayudarás» y «Ciertamente alzarás» implican que uno debe cumplir estos mandamientos en todas las situaciones. Maimónides dijo que Éxodo 23:5 dice «junto con él» (es decir, el dueño del animal) para enseñar que si el dueño del animal estaba allí y se aparta y confía en que el transeúnte lo descargue solo porque el transeúnte está sujeto a un mandamiento, entonces el transeúnte no está obligado. Sin embargo, si el dueño del animal es mayor o está enfermo, el transeúnte está obligado a cargar y descargar al animal solo.
Baḥya ibn Paquda citó Éxodo 23:25 para la proposición de que la relación de la naturaleza con la Torá es la de un sirviente con un amo, y las fuerzas de la naturaleza operan en armonía con la enseñanza de la Torá.
Maimónides citó Éxodo 23:25 para apoyar la proposición de que rezar todos los días es un mandamiento positivo de la Torá, ya que Éxodo 23:25 dice: «Servirás a Dios, tu Señor», y la tradición enseña que este servicio es la oración, como dice Deuteronomio 11:13: «Y sírvele con todo tu corazón», y nuestros sabios dijeron que el servicio del corazón es la oración.

### Éxodo, capítulo 24
Baḥya ibn Paquda interpretó la palabra «oír» en Éxodo 24:7, «haremos y oiremos», no en el sentido de oír con el oído, sino de creer y aceptar con el corazón, como en Deuteronomio 6:3, «Escucha, Israel, y cumple con ponerlo en práctica».
Baḥya ibn Paquda señaló que Éxodo 24:10, «bajo Sus pies», implica que Dios tiene forma física y partes del cuerpo. Bahya explicó que la necesidad llevó a las personas a antropomorfizar a Dios y a describirlo en términos de atributos humanos para que los oyentes humanos pudieran comprender a Dios en sus mentes. Después de hacerlo, las personas pueden aprender que tal descripción era solo metafórica, y que la verdad es demasiado sutil, demasiado sublime, demasiado exaltada y demasiado remota para que las mentes humanas puedan comprenderla. Baḥya aconsejó a los pensadores sabios que se esforzaran por eliminar la cáscara de los términos y su corporeidad y ascender en sus mentes paso a paso para alcanzar el verdadero significado pretendido de acuerdo con el poder y la capacidad de sus mentes para comprender.

## En la interpretación moderna
La parashá se discute en estas fuentes modernas:

### Éxodo, capítulo 21
Jacob Milgrom identificó Éxodo 21-23 como el código legal más antiguo de la Torá.

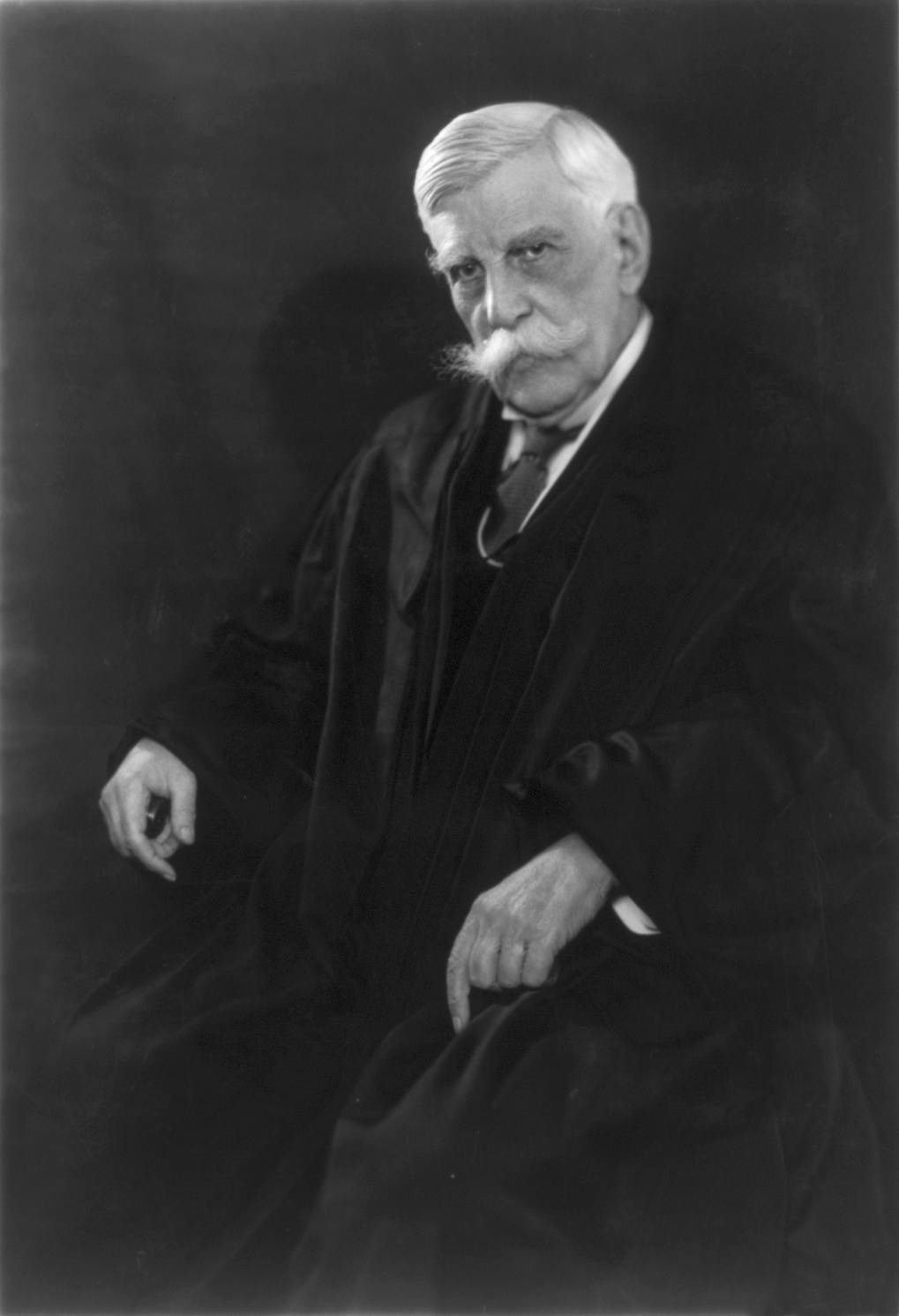
Holmes

David Wright argumentó que el Código del Pacto de Éxodo 20:23-23:19 dependía directa, principalmente y en su totalidad de las Leyes de Hammurabi.
Explicando los orígenes de la ley que se puede ver en las ciudades de refugio, el juez Oliver Wendell Holmes Jr. escribió que las primeras formas de procedimiento legal se basaban en la venganza. El derecho romano y el derecho alemán partían de la venganza de sangre, que conducía a la composición, primero opcional y luego obligatoria, mediante la cual se compraba la venganza. Holmes informó de que en la práctica anglosajona, la venganza estaba bastante rota en la época de Guillermo el Conquistador. Los asesinatos y quemas de casas de antaño se convirtieron en llamamientos al caos y al incendio provocado, y luego en las acciones legales que ahora son familiares para los abogados.
Los rabinos Elliot N. Dorff y Aaron L. Mackler, que escribían para el Comité de Ley y Normas Judías del Judaísmo Conservador, se basaron en Éxodo 21:19-20, entre otros versículos, para encontrar el deber de ayudar a que nuestra sociedad proporcione atención médica a quienes la necesitan. Dorff y Mackler señalaron que los rabinos encontraron la autorización y el requisito de curar en varios versículos, entre ellos Éxodo 21:19-20, según el cual un agresor debe asegurarse de que su víctima esté «completamente curada», y Deuteronomio 22:2, «Y le devolverás lo que se te haya perdido». Dorff y Mackler informaron de que el Talmud interpretaba que Éxodo 21:19-20 daba permiso a los médicos para curar.
Éxodo 21:32 informa de una pena de 30 siclos de plata. Esta tabla traduce las unidades de peso utilizadas en la Biblia a sus equivalentes modernos:
| Unidad              | Textos                                                            | Equivalencia antigua   | Equivalencia moderna       |
| ------------------- | ----------------------------------------------------------------- | ---------------------- | -------------------------- |
| gerah (גֵּרָה)         | Exodus 30:13; Leviticus 27:25; Numbers 3:47; 18:16; Ezekiel 45:12 | 1/20 shekel            | 0.6 gramo; 0.02 onza       |
| bekah (בֶּקַע)         | Genesis 24:22; Exodus 38:26                                       | 10 gerahs; half shekel | 6 grams; 0.21 ounce        |
| pim (פִים)           | 1 Samuel 13:21                                                    | 2/3 shekel             | 8 grams; 0.28 onza         |
| shekel (שֶּׁקֶל)        | Exodus 21:32; 30:13, 15, 24; 38:24, 25, 26, 29                    | 20 gerahs; 2 bekahs    | 12 gramos; 0.42 ounce      |
| mina (maneh, מָּנֶה)   | 1 Kings 10:17; Ezekiel 45:12; Ezra 2:69; Nehemiah 7:70            | 50 shekels             | 0.6 kilogramo; 1.32 libra  |
| talent (kikar, כִּכָּר) | Exodus 25:39; 37:24; 38:24, 25, 27, 29                            | 3000 shekels; 60 minas | 36 kilogramos; 79.4 libras |

### Éxodo, capítulo 22
Benjamin Sommer enseñó que un antiguo lector insertó un comentario aclaratorio en Éxodo 22:24. Sommer escribió que Éxodo 22:24 decía originalmente: «Si prestas dinero a mi עַם, am, no actúes hacia ellos como un acreedor; no les exijas intereses», pero como la palabra hebrea עַם, am, suele significar «pueblo», pero también puede significar «los pobres» o «gente común, campesinos» (como en Isaías 3:15; Salmo 72:2; y Nehemías 5:1), para dejar claro que se debía entender el segundo de estos significados, un escriba posterior añadió las palabras «a los pobres de entre vosotros» inmediatamente después de עַם, am.

### Éxodo, capítulo 23
Éxodo 23:12 reafirma la ley del sábado. En 1950, el Comité de Leyes y Normas Judías del Judaísmo Conservador dictaminó: «Abstenerse del uso de un vehículo de motor es una ayuda importante para mantener el espíritu de reposo del sábado. Además, esta restricción ayuda a mantener a los miembros de la familia juntos en el Sabbat. Sin embargo, cuando una familia reside a una distancia razonable de la sinagoga, el uso de un vehículo de motor para asistir a la sinagoga no se interpretará en modo alguno como una violación del Sabbat, sino que, por el contrario, dicha asistencia se considerará una expresión de lealtad a nuestra fe. . . [E]n el espíritu de una Halajá viva y en desarrollo que responda a las necesidades cambiantes de nuestro pueblo, declaramos que está permitido utilizar luces eléctricas en el Sabbat con el fin de aumentar el disfrute del Sabbat o reducir la incomodidad personal en el cumplimiento de una mitzvá».

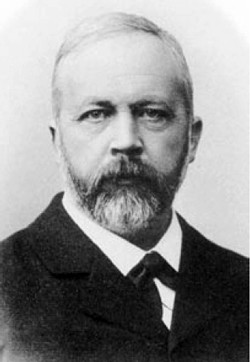
Wellhausen

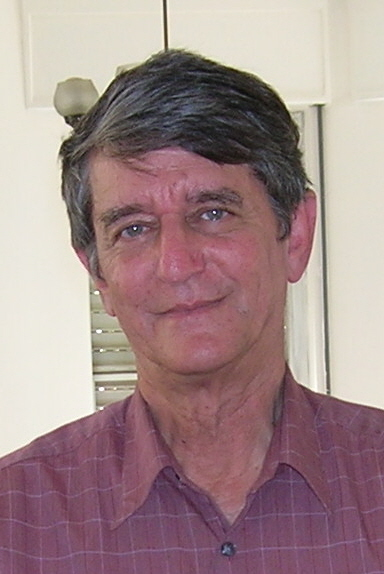
Kugel

Julius Wellhausen concibió la religión de los primeros israelitas como vinculada al ciclo anual de la naturaleza y creía que las Escrituras sólo más tarde relacionaron las fiestas con acontecimientos históricos como el Éxodo de Egipto. James Kugel informó de que los estudiosos modernos estaban de acuerdo en general en que la Pascua judía refleja dos fiestas originalmente separadas que surgen del ciclo anual de la cosecha. Una de las fiestas consistía en sacrificar y comer un animal del rebaño, el sacrificio de la «pesá», que surgió entre los pastores que sacrificaban a la luz de la luna llena del mes que marcaba el equinoccio de primavera y el final del invierno (como se indica en Éxodo 12:6) para atraer el favor divino y que el resto del rebaño tuviera un verano seguro y próspero. Los pastores sacrificaban al animal en casa, ya que el rito también estipulaba que parte de la sangre del animal se untara en los postes y el dintel de la casa (como se indica en Éxodo 12:7) para alejar el mal. El rito prescribía que no se rompiera ningún hueso (como se indica en Éxodo 12:46) para no atraer el mal sobre el rebaño del que procedía el sacrificio. Los eruditos sugieren que el nombre «pesa» deriva del verbo que significa «saltar» (como en 1 Reyes 18:21 y 26), y teorizan que la festividad pudo haber implicado originalmente algún tipo de ritual de «saltar». Una segunda festividad, la Fiesta de los Panes sin Levadura, consistía en que los agricultores comieran pan de cebada sin levadura durante siete días, cuando la cosecha de cebada de invierno había alcanzado la madurez y estaba lista para la cosecha. Los agricultores celebraban esta fiesta con un viaje a un santuario local (como en Éxodo 23:17 y 34:23). Los eruditos modernos creen que la ausencia de levadura en el pan indicaba pureza (como en Levítico 2:11). La lista de fiestas en Éxodo 23:14-17 y 34:18-23 parece proporcionar evidencia de la existencia independiente de la Fiesta de los Panes sin Levadura. Los eruditos modernos sugieren que la Fiesta de los Panes sin Levadura de los agricultores y la Pascua de los pastores se fusionaron más tarde en una sola fiesta, la Pascua se trasladó del hogar al Templo, y la fiesta combinada se relacionó explícitamente con el Éxodo (como en Deuteronomio 16:1-4).

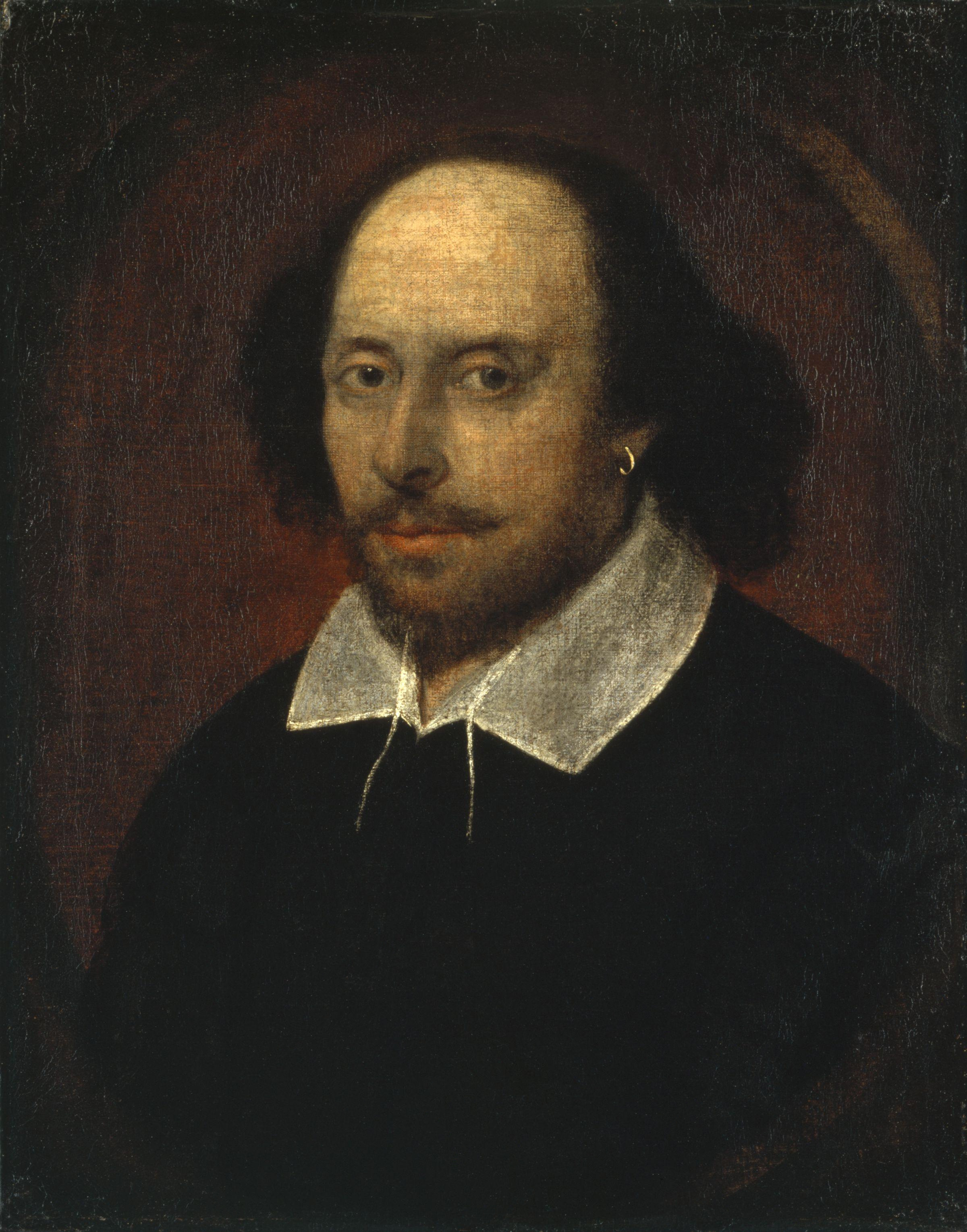
Shakespeare

### Éxodo, capítulo 24
Harold Fisch argumentó que la revelación y el pacto en el monte Sinaí conmemorados en Éxodo 24 se repiten en el encuentro del príncipe Hamlet con su fantasma del padre muerto en Hamlet de la obra de William Shakespeare Hamlet. Fisch señaló que en ambos casos, un padre parece dar una orden, solo uno es llamado a escuchar la orden, otros se mantienen a distancia aterrorizados, el mandamiento se registra y las partes celebran un pacto. Ref. Harold Fisch, The Biblical Presence in Shakespeare, Milton, and Blake: A Comparative Study (Oxford: Clarendon Press, 1999), páginas 86-87.
Teniendo en cuenta las numerosas connotaciones de la palabra «Torá» (תּוֹרָה) en el Pentateuco, Ephraim Avigdor Speiser escribió que la palabra se basa en una raíz verbal que significa «enseñar, guiar» y similares, y por lo tanto en Éxodo 24:12, se refiere a preceptos y dichos generales, y en contexto no puede confundirse con el título del Pentateuco en su conjunto. Speiser argumentó que Éxodo 24:12 se refiere al Código del Pacto (Éxodo 21-23), que según Éxodo 34:1 estaba inscrito en dos tablas de piedra y, por lo tanto, necesariamente restringido en longitud.
Moshe Greenberg escribió que se puede ver toda la historia del Éxodo como «el movimiento de la manifestación ardiente de la presencia divina». Del mismo modo, William Propp identificó el fuego (אֵשׁ, «esh») como el medio en el que Dios aparece en el plano terrestre: en la Zarza Ardiente de Éxodo 3:2, la columna de nube de Éxodo 13:21-22 y 14:24, en la cima del monte Sinaí en Éxodo 19:18 y 24:17, y sobre el Tabernáculo en Éxodo 40:38.
Everett Fox señaló que «gloria» (כְּבוֹד, «kevod») y «terquedad» (כָּבֵד לֵב, «kaved lev») son palabras principales a lo largo del libro del Éxodo que le dan un sentido de unidad. Del mismo modo, Propp identificó la raíz kvd —que connota pesadez, gloria, riqueza y firmeza— como un tema recurrente en el Éxodo: Moisés sufrió de una boca pesada en Éxodo 4:10 y brazos pesados en Éxodo 17:12; el faraón tenía firmeza de corazón en Éxodo 7:14; 8:11, 28; 9:7, 34; y 10:1; el faraón hizo pesada la labor de Israel en Éxodo 5: 9; Dios, en respuesta, envió plagas severas en Éxodo 8:20; 9:3, 18, 24; y 10:14, para que Dios pudiera ser glorificado sobre el faraón en Éxodo 14:4, 17 y 18; y el libro culmina con el descenso de la Gloria ardiente de Dios, descrita como una «nube densa», primero sobre el Sinaí y más tarde sobre el Tabernáculo en Éxodo 19:16; 24:16-17; 29:43; 33:18, 22; y 40:34-38.

Diagrama de la hipótesis documental

## Mandamientos
Según el Sefer ha-Jinuj, hay 23 mandamientos positivos y 30 negativos en la parashá:
- Comprar un esclavo hebreo de acuerdo con las leyes prescritas[247]
- Comprometer a la sierva judía[248]
- Rescatar a las siervas judías[248]
- El amo no debe vender a su sierva judía.[248]
- No privar de comida, ropa o relaciones sexuales a la propia esposa.[249]
- Los tribunales deben ejecutar por estrangulamiento a quienes lo merezcan.[250]
- No golpear al padre o a la madre de uno mismo[6]
- El tribunal debe aplicar leyes contra quien agrede a otro o daña la propiedad de otro.[9]

- El tribunal debe ejecutar la pena de muerte de la espada.[251]
- El tribunal debe juzgar los daños causados por un buey que embiste.[252]
- No beneficiarse de un buey condenado a ser apedreado.[252]
- El tribunal debe juzgar los daños causados por un pozo.[253]
- El tribunal debe aplicar medidas punitivas contra el ladrón.[254]
- El tribunal debe juzgar los daños causados por un animal que se come algo.[255]
- El tribunal debe juzgar los daños causados por el fuego.[256]
- Los tribunales deben cumplir las leyes de un guardia no remunerado.[257]
- Los tribunales deben cumplir las leyes del demandante, del que admite o del que niega.[258]
- Los tribunales deben cumplir las leyes de un trabajador contratado y un guardia contratado.[259]
- Los tribunales deben cumplir las leyes de un prestatario.[260]
- El tribunal debe multar a quien seduzca a una doncella.[16]
- El tribunal no debe dejar vivir al hechicero.[17]
- No insultar ni dañar con palabras a un converso sincero.[261]
- No engañar monetariamente a un converso sincero[261]
- No afligir a ningún huérfano o viuda[262]
- Prestar a los pobres e indigentes[263]
- No presionarlos para que paguen si sabes que no lo tienen[263]
- No intermediar en un préstamo con intereses, garantizar, atestiguar o escribir el pagaré[263]
- No maldecir a los jueces[264]
- No blasfemar[264]
- No maldecir al jefe de estado o líder del Sanedrín[264]
- No anteponer un diezmo al siguiente, sino separarlos en su orden adecuado[265]
- No comer carne de un animal que haya sido herido de muerte[266]
- Los jueces no deben aceptar testimonios a menos que ambas partes estén presentes.[267]
- Los transgresores no deben testificar.[267]
- El tribunal no debe ejecutar por mayoría de uno; se requiere al menos una mayoría de dos.[268]

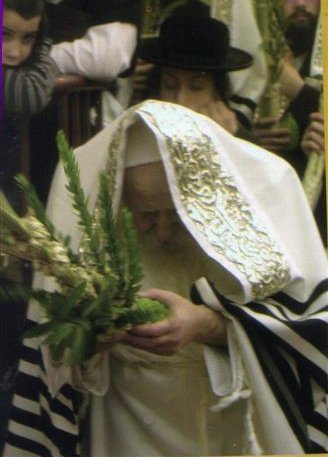
Celebración de Sucot

- Un juez que haya presentado una declaración de absolución no debe presentar un argumento de condena en casos capitales.[268]
- Decidir por mayoría en caso de desacuerdo[268]
- No tener piedad de un hombre pobre en el juicio[269]
- Ayudar a otro a quitar la carga de una bestia que ya no puede llevarla[270]
- Un juez no debe decidir injustamente el caso del transgresor habitual.[25]
- El tribunal no debe matar a nadie por pruebas circunstanciales.[26]
- Los jueces no deben aceptar sobornos.[27]
- Dejar libres todos los productos que crecieron en el año sabático.[271]
- Descansar en el sábado.[30]
- No jurar en nombre de un ídolo[31]
- No convertir a los israelitas a la idolatría[31]
- Celebrar las tres fiestas de Pascua, Shavuot y Sucot[272]
- No sacrificar el cordero de Pascua mientras se tenga levadura[33]
- No dejar la grasa toda la noche[33]
- Reservar los primeros frutos y llevarlos al Templo[34]
- No comer carne y leche cocinadas juntas[34]
- No hacer ningún tratado con las siete naciones que serán extirpadas, ni con ningún idólatra[273]
- No dejar que habiten en nuestra tierra[274]

## En la liturgia
Las leyes del siervo en Éxodo 21:1-11 proporcionan una aplicación de la décima de las Trece Reglas para interpretar la Torá en la Baraita del rabino Ishmael que muchos judíos leen como parte de las lecturas antes de la Pesukei d'Zimrah servicio de oración. La décima regla establece que un elemento incluido en una generalización que luego se destaca para discutir algo de un tipo diferente a la generalización se destaca para ser más indulgente y más estricto. Éxodo 21:1-6 describe las leyes del siervo judío contratado, que queda libre después de seis años. Luego, Éxodo 21:7-11 se refiere a la sierva judía contratada, que uno podría haber pensado que estaba incluida en la generalización sobre los siervos judíos contratados. En cambio, Éxodo 21:7 dice que sus vías hacia la libertad no son las mismas que las de su homólogo masculino. Más bien, la Torá aplica una regla más indulgente a la sierva judía, ya que puede quedar libre antes de que pasen seis años, al inicio de la pubertad o a la muerte de su amo. Y Éxodo 21:7-11 también aplica una regla más estricta a la sierva judía, ya que puede ser desposada contra su voluntad con el amo o su hijo.
Y las leyes de transgresión en Éxodo 22:8 proporcionan un ejemplo de la sexta de las Trece Reglas para interpretar la Torá en la Baraita del rabino Ishmael. La sexta regla establece que cuando una generalización va seguida de una especificación seguida de otra generalización, no se puede inferir nada excepto lo que es como la especificación. Se podría leer las generalizaciones para enseñar que todas las cosas están incluidas, pero la especificación implica que solo los elementos específicos están incluidos. La regla resuelve la aparente contradicción al inferir que todo está incluido, siempre que sea similar a los elementos especificados. Así, Éxodo 22:8 comienza refiriéndose a «todo asunto de transgresión» y concluye refiriéndose a «cualquier tipo de cosa perdida», dos generalizaciones. Pero entre las dos generalizaciones, Éxodo 22:8 se refiere a una serie de elementos específicos: «para buey, para asno, para oveja, para vestido». La aplicación de la sexta regla enseña que la multa se aplica a los bienes muebles con valor intrínseco, como un buey, un asno, una oveja o una prenda de vestir, pero no a los bienes inmuebles ni a los contratos, que no tienen valor intrínseco.
Algunos judíos recitan Éxodo 23:20 tres veces como parte de la Oración del Caminante (Tefilat HaDerech), que se dice al emprender un viaje.
Algunos judíos recitan las palabras «lo haremos y obedeceremos» en Éxodo 24:7 como parte de la canción (zemer) Yom Shabbaton que se canta en la comida del día de reposo.
Algunos judíos recitan las palabras «lo haremos y obedeceremos» en Éxodo 24:7 como parte de la canción (zemer) Yom Shabbaton que se canta en la comida del día de Shabat.

## El maqam semanal
En el maqam semanal, losjudíos sefardíes basan cada semana los cantos de los servicios en el contenido de la parashá de esa semana. Para la Parashat Mishpatim, los judíos sefardíes aplican el Maqam Saba, el maqam que simboliza el pacto entre el hombre y Dios. Al seguir los mandamientos, uno obedece el pacto de Dios y, por lo tanto, en esta parashá, con su multitud de mandamientos, los judíos sefardíes aplican el Maqam Saba.

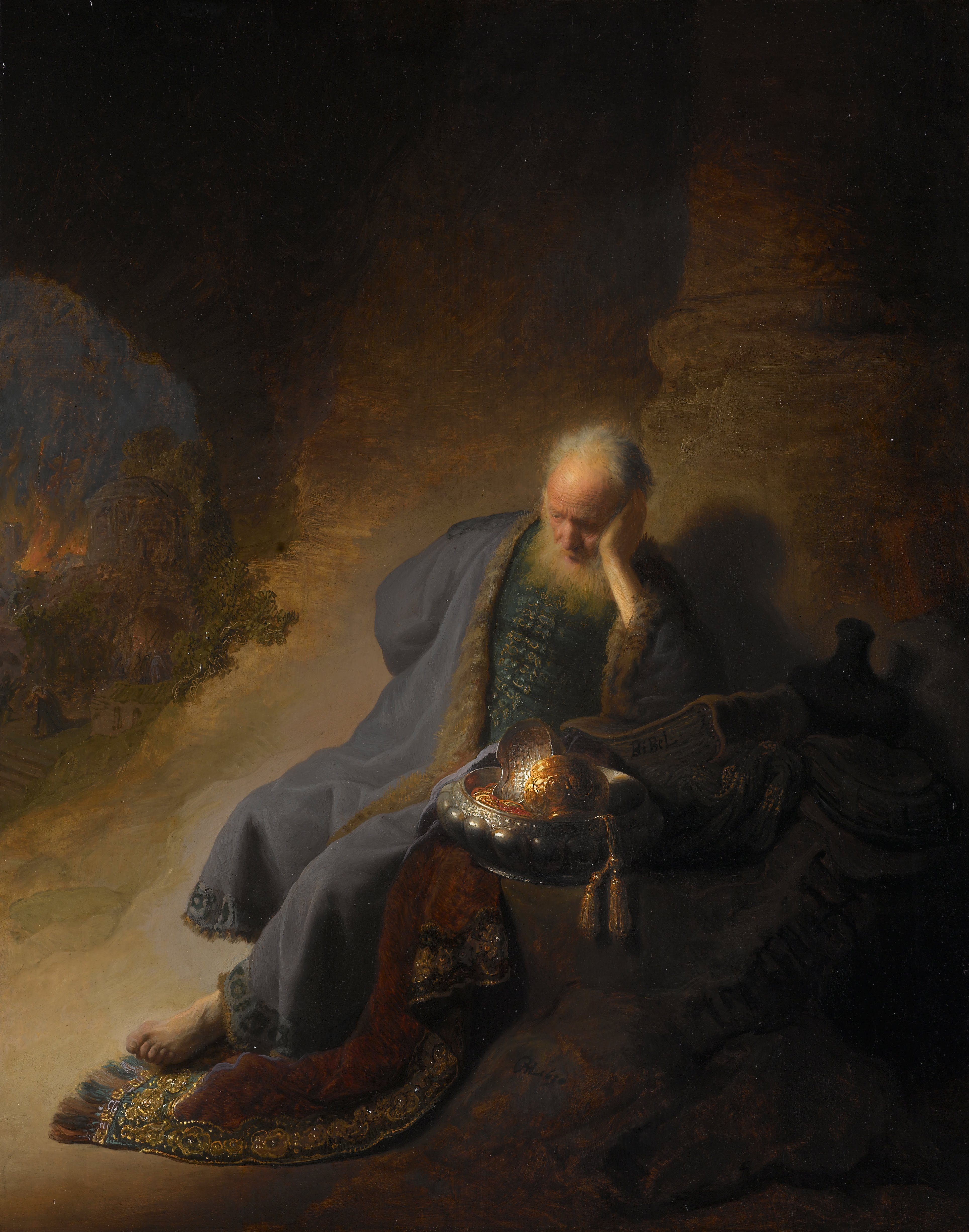
Jeremías lamentando la destrucción de Jerusalén (pintura de 1630 de Rembrandt)

## Haftarah

### Generalmente
La Haftará para la parashá es Jeremías 34:8–22 y 33:25–26.

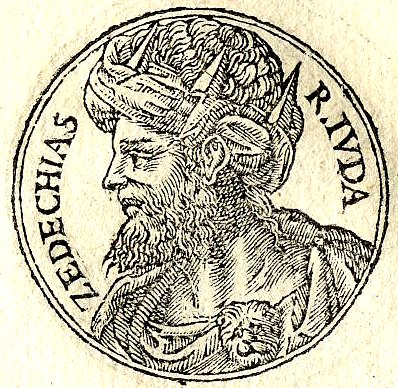
Zedekiah (grabado de 1553 publicado por Guillaume Rouille)

#### Resumen
La palabra del Señor llegó a Jeremías después de que el rey Sedecías hiciera un pacto con el pueblo de Jerusalén para proclamar la libertad, que todos debían dejar libres a sus esclavos hebreos, tanto hombres como mujeres, y que nadie debía hacerlos siervos. Todos los príncipes y el pueblo escucharon y dejaron libres a sus esclavos hebreos, pero después cambiaron de opinión y obligaron a sus siervos, a los que habían liberado, a volver a la esclavitud.
Por lo tanto, la palabra del Señor vino a Jeremías, diciendo que Dios había hecho un pacto con los antepasados de los israelitas cuando Dios los sacó de la tierra de Egipto y de la casa de la esclavitud de que en el séptimo año debían dejar en libertad a todos los esclavos hebreos, pero sus antepasados no escucharon. El pueblo se había vuelto y había hecho lo que es correcto a los ojos de Dios, proclamando la libertad a sus vecinos, haciendo un pacto ante Dios en el Templo. Pero el pueblo volvió a profanar el nombre de Dios, haciendo que sus siervos, a quienes habían liberado, volvieran a ser sometidos como siervos. Por lo tanto, Dios dijo que, como el pueblo no había escuchado a Dios para proclamar la libertad a sus vecinos, Dios proclamaría para el pueblo la libertad a la espada, la pestilencia y el hambre, y los convertiría en un horror para todos los reinos de la tierra. Dios entregaría a sus enemigos a los príncipes de Judá, los príncipes de Jerusalén, los oficiales, los sacerdotes y todo el pueblo de la tierra que había transgredido el pacto de Dios, que había sellado el pacto cortando un becerro por la mitad y pasando entre las dos partes del becerro, y sus cadáveres serían alimento para los carroñeros. Y Dios entregaría a Sedequías y a sus príncipes en manos del rey de Babilonia, que volvería para quemar Jerusalén y devastar las ciudades de Judá.
La Haftará concluye volviendo a Jeremías 33:25-26, informando que Dios dijo que tan seguro como Dios había decretado las ordenanzas del cielo y la tierra, Dios no desecharía a los descendientes de Jacob y David, sino que Dios haría de entre ellos gobernantes de los descendientes de Abraham, Isaac, y Jacob; porque Dios tendría compasión de ellos y pondría fin a su cautiverio.

### Antigua
- Laws of Eshnunna 53–55. Sumer, circa 2100 BCE. In, e.g., Reuven Yaron. The Laws of Eshnunna. Brill Academic Publishers, 1997. (ox that gores).
- Code of Hammurabi 194–214, 250–51. Babylonia, Circa 1780 BCE. In, e.g., James B. Pritchard. Ancient Near Eastern Texts Relating to the Old Testament, pages 175, 178. Princeton: Princeton University Press, 1969. (An eye for an eye, ox that gores).

### Bíblica
- Genesis 31:39 (domestic animals lost to wild animals).
- Exodus 12:3–27, 43–49 (Passover); 13:6–10 (Passover); 34:22–26 (three pilgrim festivals).
- Leviticus 23:4–43 (three pilgrim festivals); 25:8–10, 39–55.
- Numbers 9:1–14 (Passover); 28:16–31 (Passover, Shavuot); 29:12–34 (Sukkot).
- Deuteronomy 15:12–18 (Hebrew servant); 16:1–17 (three pilgrim festivals); 20:10–14; 21:10–14; 23:16–17 (Passover); 31:10–13 (Sukkot).
- Joshua 5:10–11 (Passover).
- Judges 21:19 (Sukkot).
- 1 Kings 8:1–66 (Sukkot); 12:32 (northern feast like Sukkot).
- 2 Kings 4:1–7.
- Jeremiah 34:8–22.
- Ezekiel 45:25 (Sukkot).
- Amos 2:6.
- Zechariah 14:16–19 (Sukkot).
- Ezra 3:4 (Sukkot).
- Nehemiah 5:1–13 (Hebrew slaves); 8:14–18 (Sukkot).
- 2 Chronicles 5:3–14 (Sukkot); 7:8 (Sukkot); 8:12–13 (three Pilgrim festivals).

### Antiguo no rabínico
- John 7:1–53 (Sukkot).
- Quran 2:275; 3:130. Arabia, 7th century. (Islam's parallel prohibition of interest, or riba).

### Clasica rabínica
- Mishnah: Peah 8:9; Sheviit 1:1–10:9; Terumot 3:6–7; Challah 4:10; Bikkurim 1:1–3:12; Pesachim 1:1–10:9; Sukkah 1:1–5:8; Beitzah 1:1–5:7; Rosh Hashanah 2:9; Chagigah 1:1–3; Ketubot 3:2, 5:6; Sotah 3:8; Kiddushin 1:2–3; Bava Kamma 1:1–10:10; Bava Metzia 2:10, 3:12, 4:10, 5:11, 7:8–8:3; Sanhedrin 1:1, 4, 6, 7:6, 8:6, 9:1, 11:1; Avot 5:9; Zevachim 14:2; Chullin 8:4; Bekhorot 1:7, 8:7; Arakhin 3:1, 3–4; Zavim 2:3. Land of Israel, circa 200 CE. In, e.g., Jacob Neusner, translator, The Mishnah: A New Translation, pages 36, 68–93, 99, 158, 166–75, 229–51, 279–99, 303, 328–29, 383, 388–89, 453, 487–88, 503–28, 533, 537, 540, 544, 548–51, 583–85, 598, 601–02, 607, 687, 730, 781, 790, 806, 812–13, 1111. New Haven: Yale University Press, 1988.
- Tosefta: Berakhot 4:15; 6:1; Sheviit 1:1–8:11; Terumot 7:8; Bikkurim 1:1–2:16; Shabbat 15:17; Pisha (Pesachim) 1:1–10:13; Shekalim 3:24; Sukkah 1:1–4:28; Beitzah (Yom Tov) 1:1–4:11; Chagigah 1:1; Ketubot 3:7; 12:2; Nedarim 2:6; Sotah 8:7; 11:6; Bava Kamma 1:1–11:18; Bava Metzia 2:25–26; 4:2; 7:9–8:1; 8:20–21; Sanhedrin 3:2, 7; 11:5, 9; 12:3; Makkot 2:1–3:10; Shevuot 3:8; 5:2; 6:1, 3; Eduyot 1:15; Avodah Zarah 6:11; Zevachim 8:26; Chullin 8:11; Arakhin 2:10; 3:2; 5:9. Land of Israel, circa 250 CE. In, e.g., The Tosefta: Translated from the Hebrew, with a New Introduction. Translated by Jacob Neusner, volume 1, pages 25, 37, 178, 203–49, 345–53, 418, 471–522, 538, 567–84, 594, 663, 752, 778, 789, 870, 879; volume 2, pages 951–1022, 1033, 1044, 1063–66, 1071–72, 1150, 1153–54, 1183–85, 1202–08, 1233–34, 1236, 1240–41, 1250, 1285, 1347, 1397, 1499, 1501, 1514. Peabody, Massachusetts: Hendrickson Publishers, 2002.
- Jerusalem Talmud: Berakhot 39a, 60a, 72b, 88a; Peah 3a, 6b, 41b, 47b, 49a, 57b, 73a; Demai 28a; Sheviit 1a–87b; Terumot 29b, 31a, 61a, 75b, 101b; Maaser Sheni 38a; Challah 47b, 48b; Orlah 33b–34b; Bikkurim 1a–26b; Shabbat 1a–113b; Eruvin 28b, 52a; Pesachim 1a–86a; Yoma 2b; Sukkah 1a–33b; Beitzah 1a–49b; Rosh Hashanah 4a, 7b, 17a; Taanit 22b, 23b, 26a, 29a; Megillah 6a, 15b, 18b, 35a; Moed Katan 11b; Chagigah 1a–3a, 4a, 14b; Yevamot 12a, 43a, 58a–b, 69a; Ketubot 5b, 17a, 20b, 21b, 26b, 38b; Nedarim 12b; Nazir 25b–26b, 52a–53a; Sotah 19b–20a; Gittin 20b, 22a, 24b, 31b; Kiddushin 1a, 3a, 5b–6b, 7b, 8b, 9b–11a, 16a, 21a; Bava Kamma 1a–40b; Bava Metzia 8b–12a, 16a, 23a, 27b–29a, 33a; Bava Batra 19a; Sanhedrin 1a–b, 3b, 9a, 10b, 22a, 26b, 27b–28a, 29b, 39a, 44a–b, 45b–46a, 49a, 50a, 51a, 54a, 57b–58b; Shevuot 34b–36a, 38a–b, 39b, 45a–46a, 46b; Avodah Zarah 1a, 11a, 15a, 33b. Tiberias, Land of Israel, circa 400 CE. In, e.g., Talmud Yerushalmi. Edited by Chaim Malinowitz, Yisroel Simcha Schorr, and Mordechai Marcus, volumes 1–4, 6b–8, 10–13, 16–19, 21–31, 33, 35–36, 38–48. Brooklyn: Mesorah Publications, 2005–2020.
- Mekhilta According to Rabbi Ishmael 58:1–80:2. Land of Israel, late 4th century. In, e.g., Mekhilta According to Rabbi Ishmael. Translated by Jacob Neusner, volume 2, pages 105–250. Atlanta: Scholars Press, 1988.
- Midrash Tanhuma Mishpatim. 5th–10th centuries. In, e.g., The Metsudah Midrash Tanchuma: Shemos II. Translated and annotated by Avrohom Davis, edited by Yaakov Y.H. Pupko, volume 4 (Shemos volume 2), pages 1–100. Monsey, New York: Eastern Book Press, 2004.

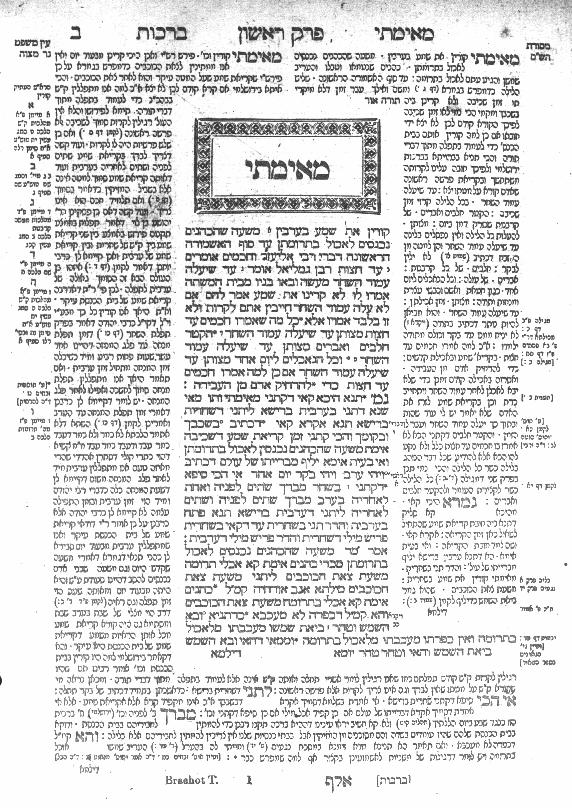
Talmud

- Babylonian Talmud: Berakhot 5a, 17a, 21b, 36b, 48b, 56b, 58a, 60a; Shabbat 2a–157b; Eruvin 51a, 54b, 65a; Pesachim 2a–121b; Yoma 2b, 3b–4b, 15b, 50a, 52b, 59a, 65a, 75a, 76a, 79a, 85a; Sukkah 2a–56b; Beitzah 2a–40b; Rosh Hashanah 11a, 13a, 25a; Taanit 28b; Megillah 15b, 31a; Moed Katan 2a–3a, 5a, 8a, 23b; Chagigah 2a, 3a, 4a–b, 6a–7a, 11a, 18a, 25a; Yevamot 4a, 5b, 7a, 22b–23a, 25a, 35a, 46b, 48b, 49b, 60a, 66b, 69b–70a, 72b, 78a, 100b–01a, 103a, 104a; Ketubot 10a, 15b, 17a, 18a, 29a–30a, 32a–34b, 36b–38b, 39b–41a, 42a–b, 44b, 46a–48a, 56a, 61b, 63a, 79b, 97b, 105a–b, 112a; Nedarim 7a, 15b, 31b–32a, 76a; Nazir 35a, 37a; Sotah 8a, 13b, 17a, 23a–b, 36a, 42b; Gittin 7a, 12b, 18a, 42a–b, 45a, 48b–49b, 51b, 65a, 77a, 88b; Kiddushin 3b–4a, 6a, 9b, 11b, 14b–15a, 16a–20a, 21b–22b, 24a–b, 30b, 34a–35a, 38a, 40a, 42b–43a, 46a, 49a, 56b, 57b–58a, 68b; Bava Kamma 2a–119b; Bava Metzia 5a–b, 10b–11a, 27a, 31a–33b, 38b–39a, 41a, 43b, 48b, 54a, 56a–b, 57b, 58b, 59b, 62a, 71a, 75b, 83a, 93a–99b, 107b, 113b, 114b; Bava Batra 4a, 23b, 28a–b, 43b, 50a, 70a, 81a, 93a, 94b, 107a, 108b, 126b, 159a; Sanhedrin 2a–b, 3b–4b, 7b, 9b, 15a–b, 17a, 18b–19a, 24b–25b, 27a, 28b, 32a, 33b, 35b–36b, 38b, 40b–41a, 43a, 47a, 52b–53a, 54b, 56a–b, 60a–b, 63a–b, 66a, 67a–b, 69a, 72a–b, 74a, 78a–79a, 80a, 83a, 84b–86a, 87b, 94a, 109a, 110b, 111b; Makkot 2b, 5a–b, 7a–13a, 18a–b, 19b, 21b, 23a; Shevuot 30b–31a, 33a, 35b, 36b, 39b, 40b, 42a–43a, 45a–b, 47a, 49a; Avodah Zarah 34b, 51a, 74a; Horayot 4b; Zevachim 24b, 38b, 66a, 69a, 70b, 82b, 97b, 115b-16a, 117a; Menachot 5b, 10a, 43b, 45a, 71a, 78b, 83b, 84b, 101b; Chullin 11a–b, 26b, 30a, 37a, 39b, 42a, 47b, 68a–b, 73b, 75a, 77a, 81a–b, 82b, 89a, 98b, 101a, 102b, 103b, 108b, 113a, 114a, 115b–16a, 120b, 131a, 134a, 137a; Bekhorot 2b, 10a, 11a, 13a, 26b, 34a, 49b, 50b–51b, 55b, 57a; Arakhin 2b, 6b–7a, 13b, 14b, 18b, 19b, 25b, 29a, 30b, 33a; Temurah 3b–4a, 25b, 30a–b; Keritot 4a, 8b–9a; Meilah 13a; Niddah 8a, 40a, 47b–48a. Sasanian Empire, 6th century. In, e.g., Talmud Bavli. Edited by Yisroel Simcha Schorr, Chaim Malinowitz, and Mordechai Marcus, 72 volumes. Brooklyn: Mesorah Publications, 2006.

### Medieval
- Exodus Rabbah 30:1–32:9. 10th century. In, e.g., Midrash Rabbah: Exodus. Translated by Simon M. Lehrman, volume 3, pages 346–413. London: Soncino Press, 1939.

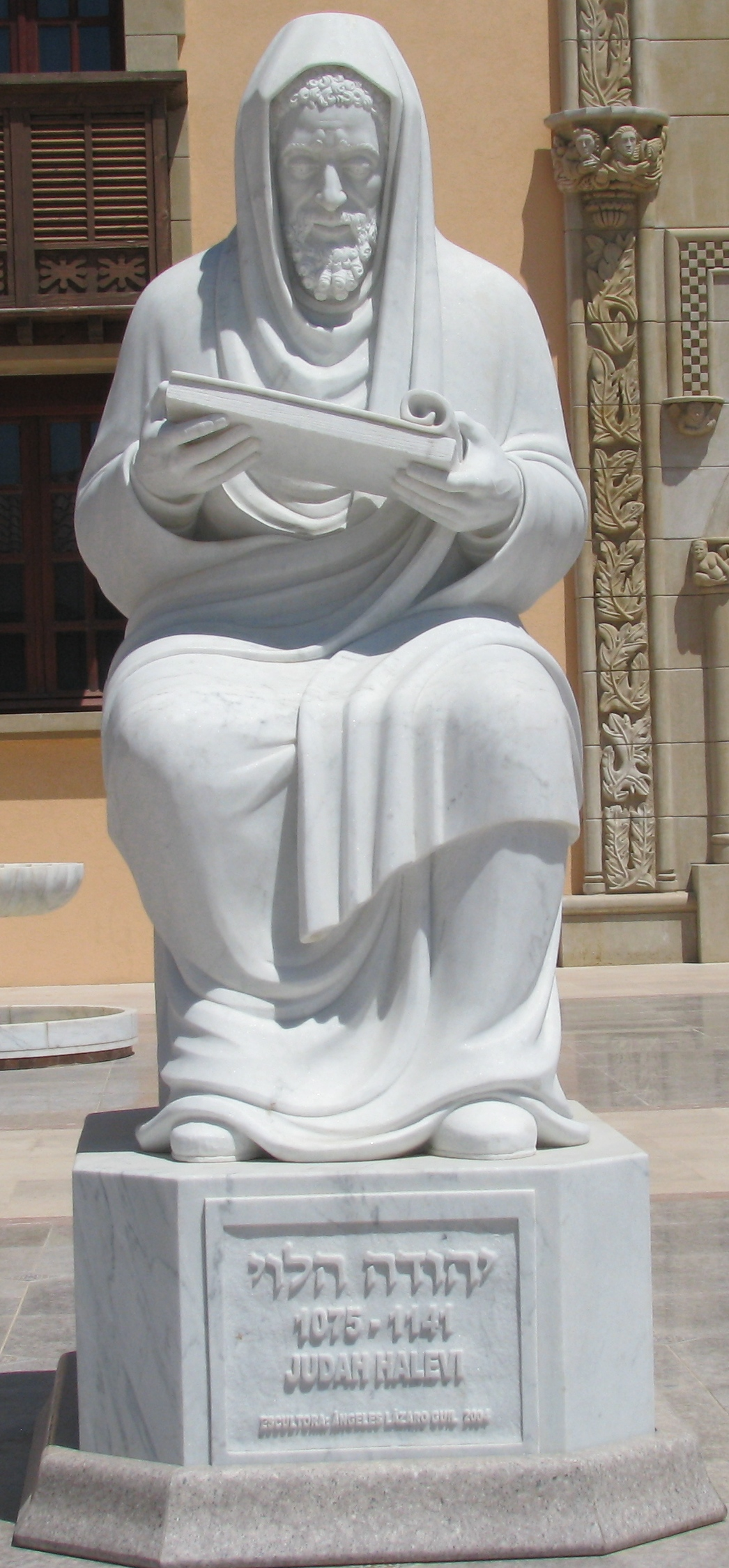
Judah Halevi

- Rashi on Exodus 21–24. Troyes, France, late 11th century. In, e.g., Yisrael Isser Zvi Herczeg. Rashi: The Torah: With Rashi's Commentary Translated, Annotated, and Elucidated, volume 2, pages 247–317. Brooklyn: Mesorah Publications, 1994.
- Rashbam. Commentary on the Torah. Troyes, early 12th century. In, e.g., Rashbam's Commentary on Exodus: An Annotated Translation. Edited and translated by Martin I. Lockshin, pages 225–302. Atlanta: Scholars Press, 1997.
- Judah Halevi. Kuzari. 2:14; 3:1, 35, 47; 4:3, 11. Toledo, Spain, 1130–1140. In, e.g., Jehuda Halevi. Kuzari: An Argument for the Faith of Israel. Introduction by Henry Slonimsky, pages 90, 135, 168, 175, 204, 217. New York: Schocken, 1964.
- Abraham ibn Ezra. Commentary on the Torah. France, 1153. In, e.g., Ibn Ezra's Commentary on the Pentateuch: Exodus (Shemot). Translated and annotated by H. Norman Strickman and Arthur M. Silver, volume 2, pages 447–530. New York: Menorah Publishing Company, 1996.

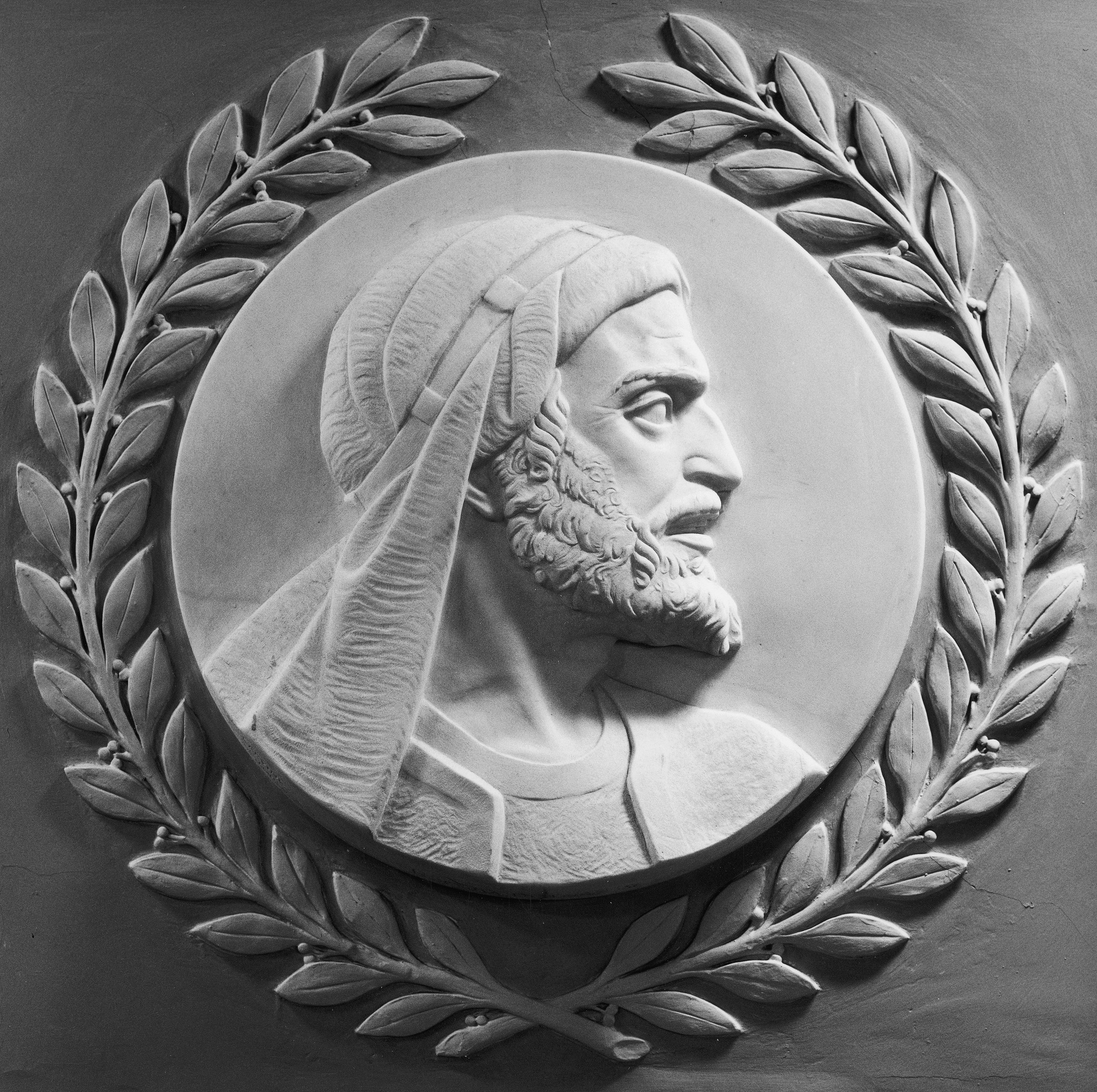
Maimonides

- Maimonides. Mishneh Torah, Introduction, 1. Cairo, Egypt, 1170–1180.
- Maimonides. The Guide for the Perplexed. Cairo, Egypt, 1190. In, e.g., Moses Maimonides. The Guide for the Perplexed. Translated by Michael Friedländer, pages 17–19, 28, 32, 34, 37, 51, 58–59, 64, 96, 160, 163, 221, 223, 277, 315, 317, 323, 333, 339–44, 347, 353, 371, 374–75, 387. New York: Dover Publications, 1956.
- Hezekiah ben Manoah. Hizkuni. France, circa 1240. In, e.g., Chizkiyahu ben Manoach. Chizkuni: Torah Commentary. Translated and annotated by Eliyahu Munk, volume 2, pages 517–74. Jerusalem: Ktav Publishers, 2013.

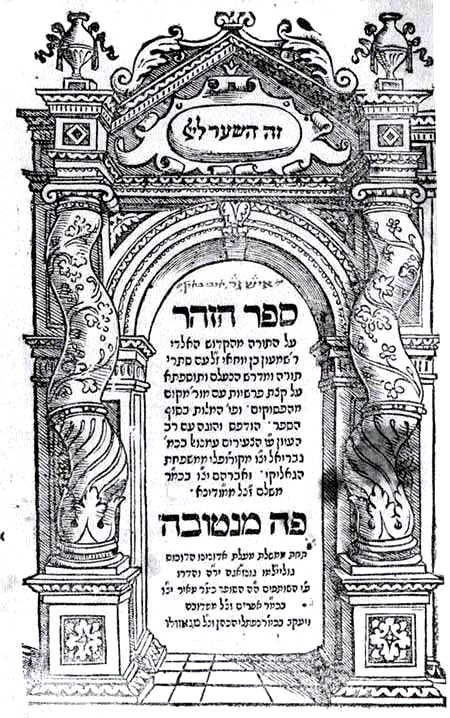
Zohar

- Naḥmanides. Commentary on the Torah. Jerusalem, circa 1270. In, e.g., Ramban (Nachmanides): Commentary on the Torah. Translated by Charles B. Chavel, volume 2, pages 338–433. New York: Shilo Publishing House, 1973.
- The Zohar 2:94a–126a. Spain, late 13th century. In, e.g., The Zohar. Translated by Harry Sperling and Maurice Simon. 5 volumes. London: Soncino Press, 1934.
- Bahya ben Asher. Commentary on the Torah. Spain, early 14th century. In, e.g., Midrash Rabbeinu Bachya: Torah Commentary by Rabbi Bachya ben Asher. Translated and annotated by Eliyahu Munk, volume 4, pages 1122–217. Jerusalem: Lambda Publishers, 2003.
- Jacob ben Asher (Baal Ha-Turim). Commentary on the Torah. Early 14th century. In, e.g., Baal Haturim Chumash: Shemos/Exodus. Translated by Eliyahu Touger, edited and annotated by Avie Gold, volume 2, pages 755–811. Brooklyn: Mesorah Publications, 2000.
- Nissim of Gerona (The Ran). Derashos HaRan (Discourses of the Ran), discourse 4. Barcelona, Catalonia, 14th century. In, e.g., Yehuda Meir Keilson. Derashos HaRan: Discourses of the Ran, Rabbeinu Nissim ben Reuven of Gerona, Translated, Annotated, and Elucidated. Volume 1, pages 277–363. Brooklyn: Mesorah Publications, 2019.
- Isaac ben Moses Arama. Akedat Yizhak (The Binding of Isaac). Late 15th century. In, e.g., Yitzchak Arama. Akeydat Yitzchak: Commentary of Rabbi Yitzchak Arama on the Torah. Translated and condensed by Eliyahu Munk, volume 1, pages 437–58. New York: Lambda Publishers, 2001.
- Isaac Abravanel. Principles of Faith. Chapters 3, 5, 12, 17, 19. Naples, Italy, 1494. In, e.g., Isaac Abravanel. Principles of Faith (Rosh Amanah). Translated by Menachem Marc Kellner, pages 66, 76, 116, 118, 154, 171. Rutherford, New Jersey: Fairleigh Dickinson University Press, 1982.
- Isaac Abravanel. Commentary on the Torah. Italy, between 1492–1509. In, e.g., Abarbanel: Selected Commentaries on the Torah: Volume 2: Shemos/Exodus. Translated and annotated by Israel Lazar, pages 258–93. Brooklyn: CreateSpace, 2015.

### Modern
- Abraham Saba. Ẓeror ha-Mor (Bundle of Myrrh). Fez, Morocco, circa 1500. In, e.g., Tzror Hamor: Torah Commentary by Rabbi Avraham Sabba. Translated and annotated by Eliyahu Munk, volume 3, pages 1069–100. Jerusalem, Lambda Publishers, 2008.
- Obadiah ben Jacob Sforno. Commentary on the Torah. Venice, 1567. In, e.g., Sforno: Commentary on the Torah. Translation and explanatory notes by Raphael Pelcovitz, pages 394–417. Brooklyn: Mesorah Publications, 1997.

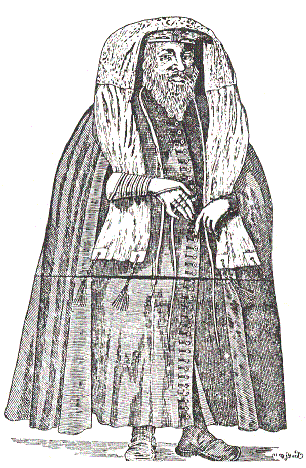
Saul Levi Morteira

- Moshe Alshich. Commentary on the Torah. Safed, circa 1593. In, e.g., Moshe Alshich. Midrash of Rabbi Moshe Alshich on the Torah. Translated and annotated by Eliyahu Munk, volume 2, pages 502–36. New York, Lambda Publishers, 2000.
- Shlomo Ephraim Luntschitz. Kli Yakar. Lublin, 1602. In, e.g., Kli Yakar: Shemos. Translated by Elihu Levine, volume 2, pages 97–163. Southfield, Michigan: Targum Press/Feldheim Publishers, 2007.
- Saul Levi Morteira. "The Land Shudders." Budapest, 1627. In Marc Saperstein. Exile in Amsterdam: Saul Levi Morteira's Sermons to a Congregation of "New Jews," pages 393–407. Cincinnati: Hebrew Union College Press, 2005.

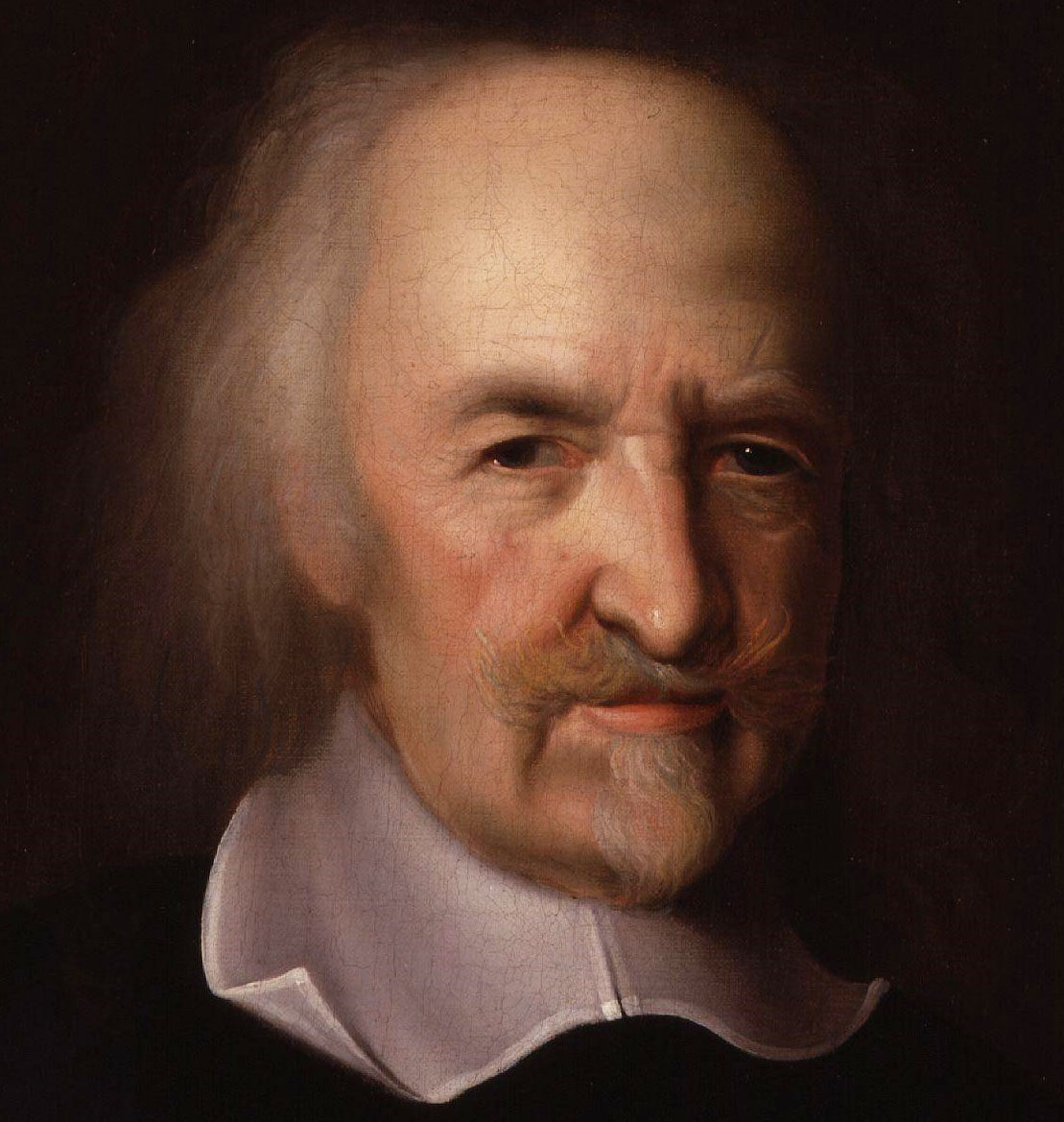
Hobbes

- Avraham Yehoshua Heschel. Commentaries on the Torah. Cracow, Poland, mid 17th century. Compiled as Chanukat HaTorah. Edited by Chanoch Henoch Erzohn. Piotrkow, Poland, 1900. In Avraham Yehoshua Heschel. Chanukas HaTorah: Mystical Insights of Rav Avraham Yehoshua Heschel on Chumash. Translated by Avraham Peretz Friedman, pages 174–83. Southfield, Michigan: Targum Press/Feldheim Publishers, 2004.
- Thomas Hobbes. Leviathan, 3:40. England, 1651. Reprint edited by C. B. Macpherson, page 503. Harmondsworth, England: Penguin Classics, 1982.

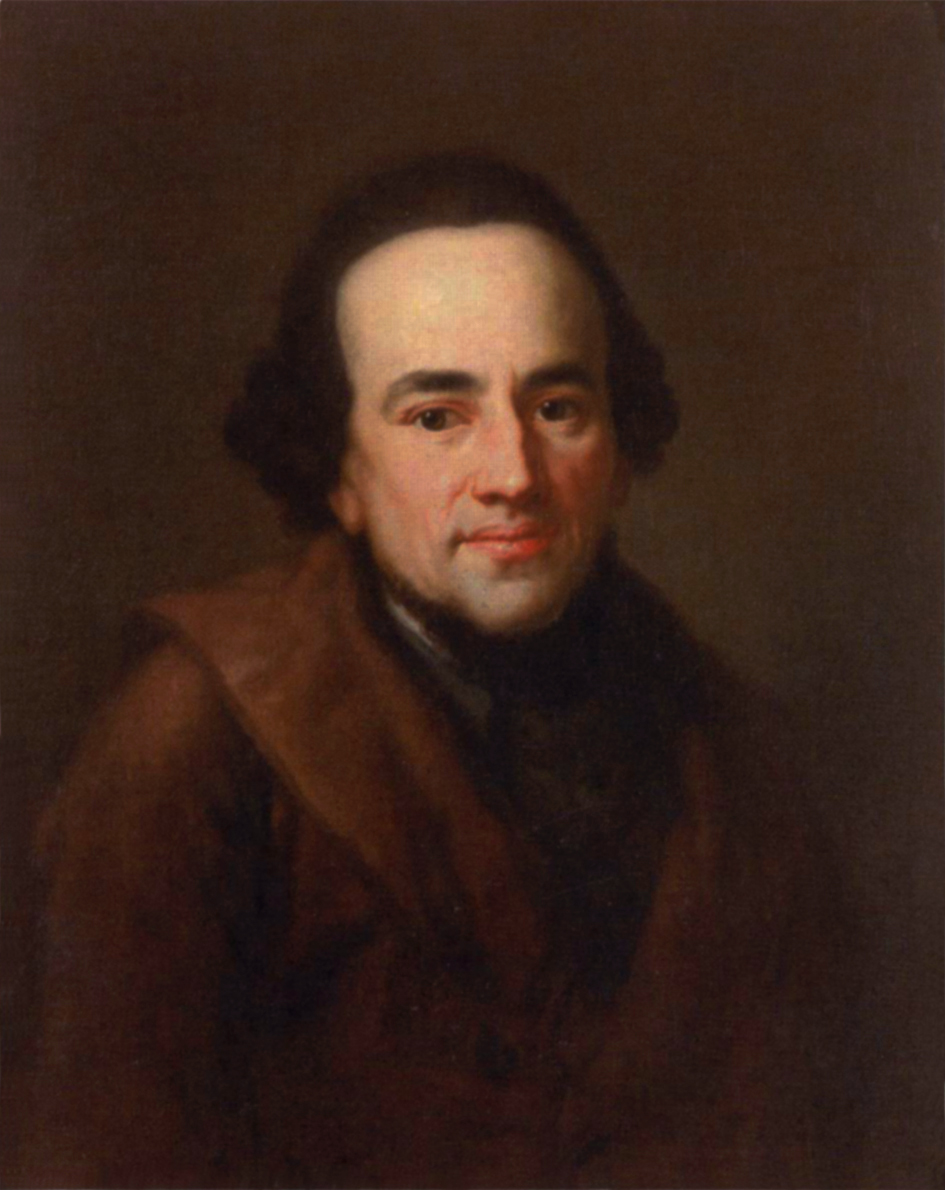
Mendelssohn

- Chaim ibn Attar. Ohr ha-Chaim. Venice, 1742. In Chayim ben Attar. Or Hachayim: Commentary on the Torah. Translated by Eliyahu Munk, volume 2, pages 689–753. Brooklyn: Lambda Publishers, 1999.
- Moses Mendelssohn. Sefer Netivot Hashalom (The "Bi'ur," The Explanation). Berlin, 1780–1783. In Moses Mendelssohn: Writings on Judaism, Christianity, and the Bible. Edited Michah Gottlieb, pages 205–08. Waltham, Massachusetts: Brandeis University Press, 2011.

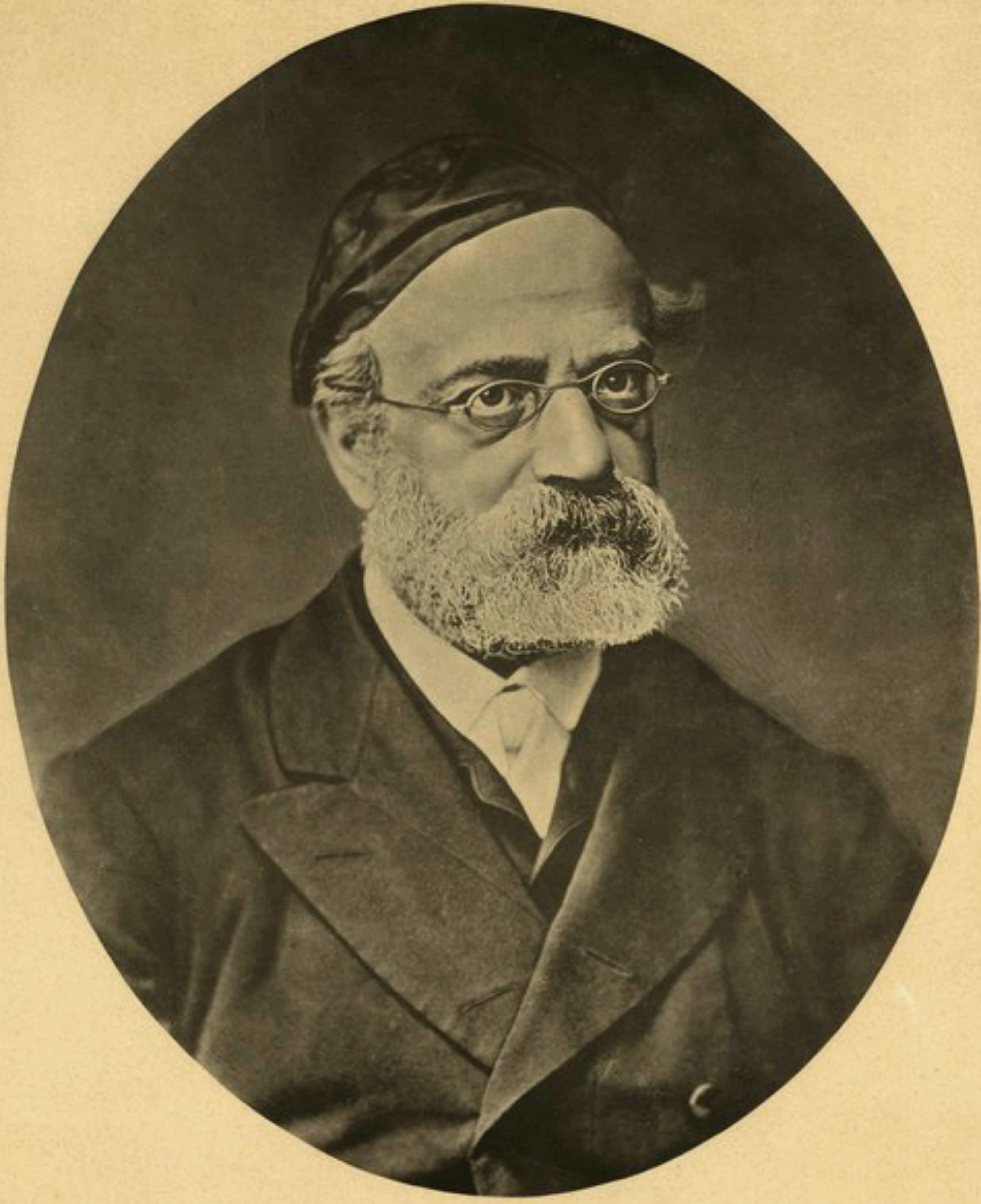
Hirsch

- Naḥman of Breslov. Teachings. Bratslav, Ukraine, before 1811. In Rebbe Nachman's Torah: Breslov Insights into the Weekly Torah Reading: Exodus-Leviticus. Compiled by Chaim Kramer, edited by Y. Hall, pages 178–212. Jerusalem: Breslov Research Institute, 2011.
- Samson Raphael Hirsch. The Pentateuch: Exodus. Translated by Isaac Levy, volume 2, pages 286–427. Gateshead: Judaica Press, 2nd edition 1999. Originally published as Der Pentateuch uebersetzt und erklaert. Frankfurt, 1867–1878.

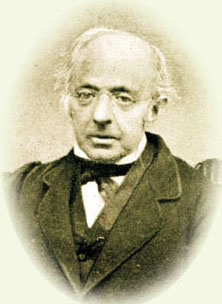
Luzzatto

- Samuel David Luzzatto (Shadal). Commentary on the Torah. Padua, 1871. In, e.g., Samuel David Luzzatto. Torah Commentary. Translated and annotated by Eliyahu Munk, volume 3, pages 769–847. New York: Lambda Publishers, 2012.
- Samson Raphael Hirsch. The Jewish Sabbath. Frankfurt, before 1889. Translated by Ben Josephussoro. 1911. Reprinted Lexington, Kentucky: CreateSpace Independent Publishing Platform, 2014.
- Yehudah Aryeh Leib Alter. Sefat Emet. Góra Kalwaria (Ger), Poland, before 1906. Excerpted in The Language of Truth: The Torah Commentary of Sefat Emet. Translated and interpreted by Arthur Green, pages 111–16. Philadelphia: Jewish Publication Society, 1998. Reprinted 2012.

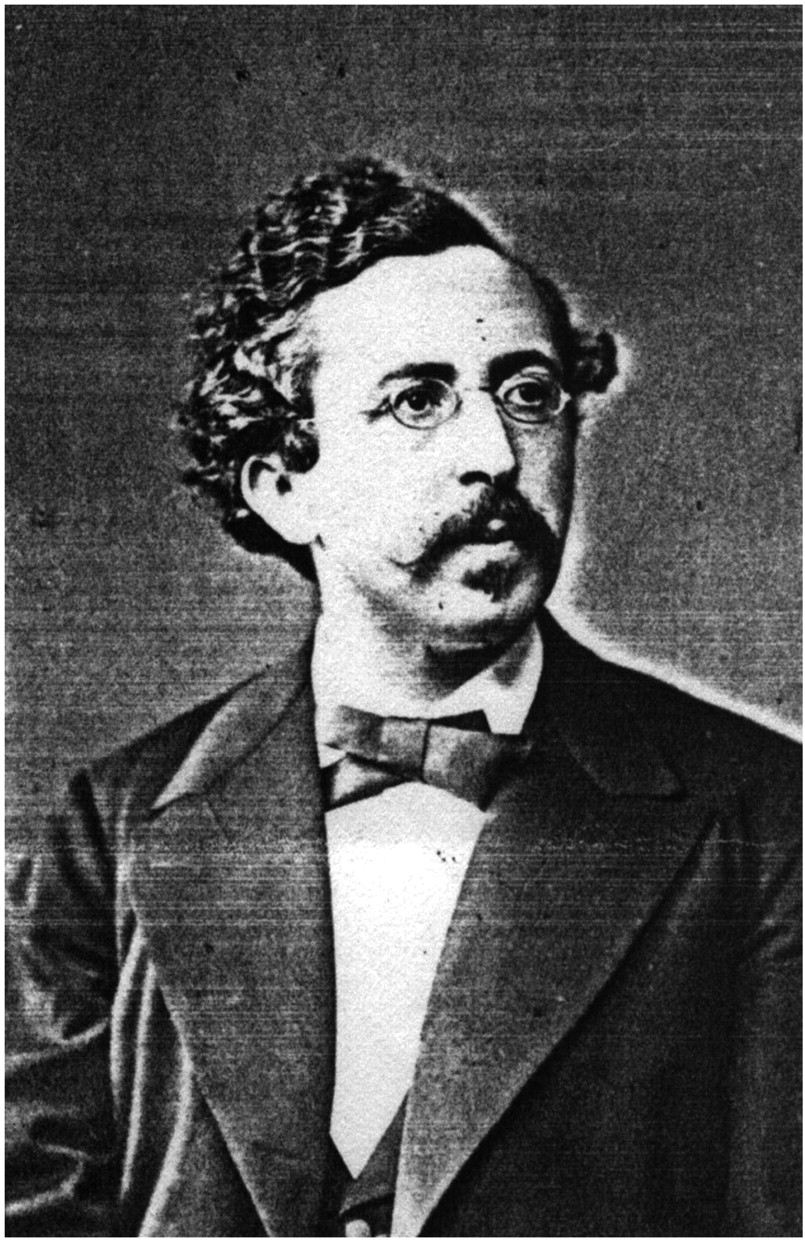
Cohen

- Hermann Cohen. Religion of Reason: Out of the Sources of Judaism. Translated with an introduction by Simon Kaplan; introductory essays by Leo Strauss, pages 125–27, 145, 154, 232, 348, 422, 431, 451. New York: Ungar, 1972. Reprinted Atlanta: Scholars Press, 1995. Originally published as Religion der Vernunft aus den Quellen des Judentums. Leipzig: de, 1919.

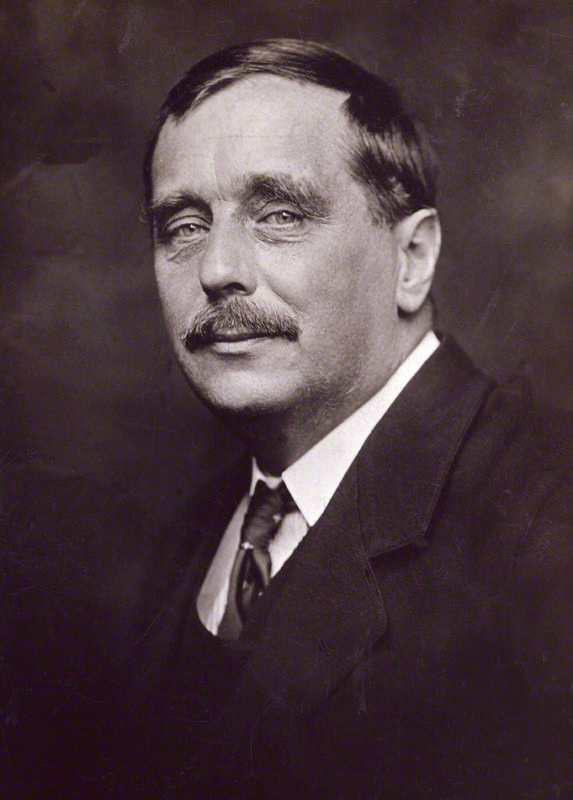
Wells

- H. G. Wells. "Serfs, Slaves, Social Classes and Free Individuals." In The Outline of History: Being a Plain History of Life and Mankind, pages 254–59. New York: The Macmillan Company, 1920. Revised edition Doubleday and Company, 1971.
- Alexander Alan Steinbach. Sabbath Queen: Fifty-four Bible Talks to the Young Based on Each Portion of the Pentateuch, pages 54–57. New York: Behrman's Jewish Book House, 1936.
- Benno Jacob. The Second Book of the Bible: Exodus. London, 1940. Translated by Walter Jacob, pages 606–757. Hoboken, New Jersey: KTAV Publishing House, 1992.

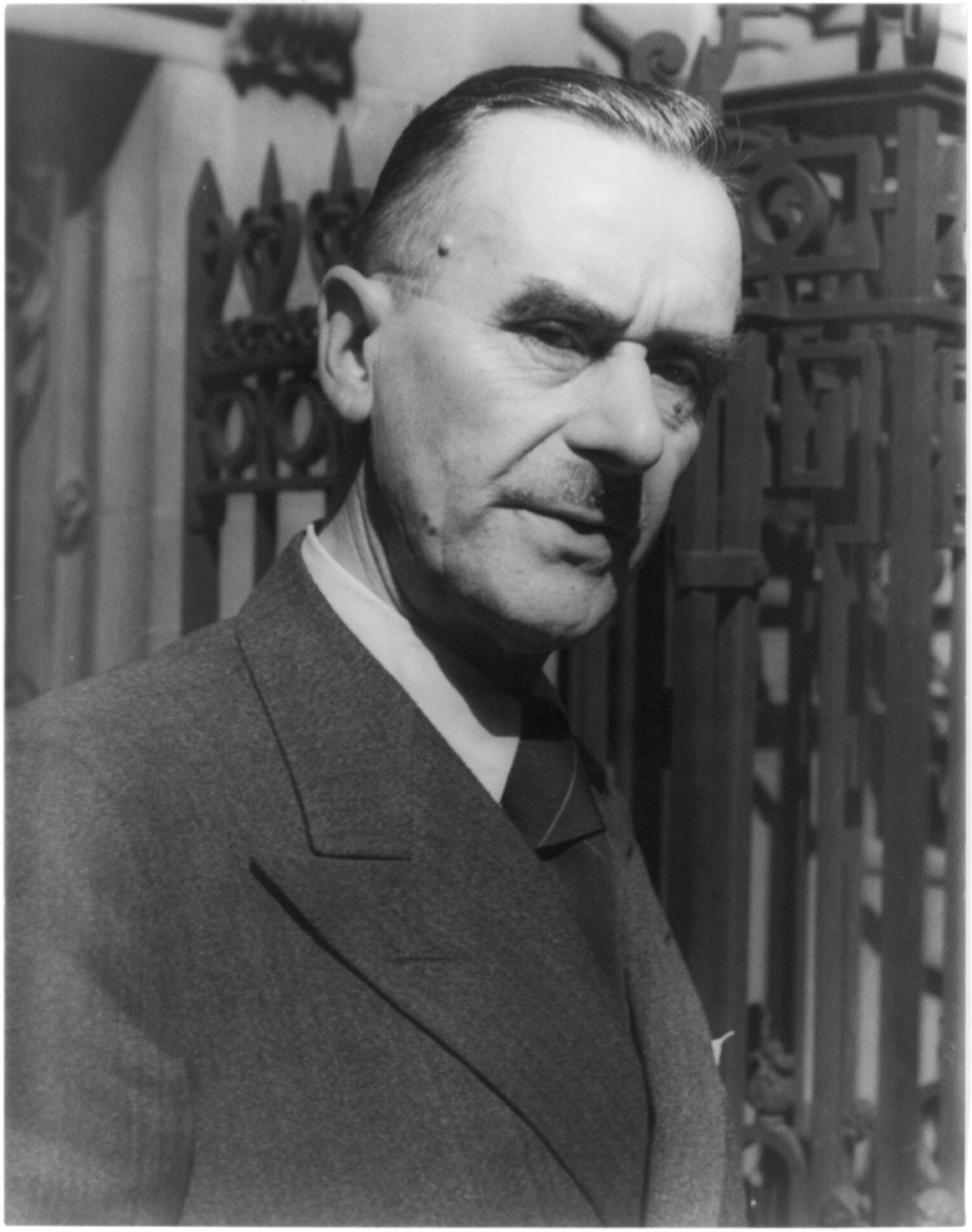
Mann

- Thomas Mann. Joseph and His Brothers. Translated by John E. Woods, pages 305, 535–36. New York: Alfred A. Knopf, 2005. Originally published as Joseph und seine Brüder. Stockholm: Bermann-Fischer Verlag, 1943.
- Isaac Mendelsohn. "Slavery in the Ancient Near East." Biblical Archaeologist, volume 9 (1946): pages 74–88.
- Isaac Mendelsohn. Slavery in the Ancient Near East. New York: Oxford University Press, 1949.

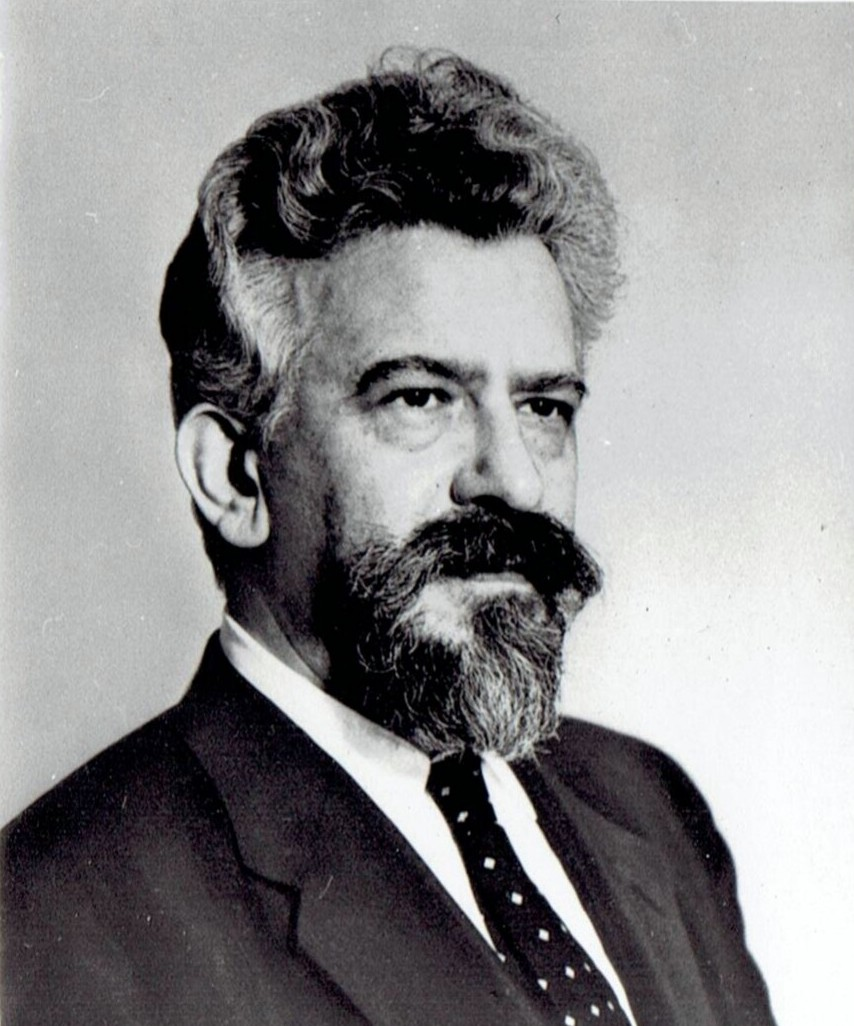
Heschel

- Morris Adler, Jacob B. Agus, and Theodore Friedman. "Responsum on the Sabbath." Proceedings of the Rabbinical Assembly, volume 14 (1950), pages 112–88. New York: Rabbinical Assembly of America, 1951. In Proceedings of the Committee on Jewish Law and Standards of the Conservative Movement 1927–1970, volume 3 (Responsa), pages 1109–34. Jerusalem: The Rabbinical Assembly and The Institute of Applied Hallakhah, 1997.
- Abraham Joshua Heschel. The Sabbath. New York: Farrar, Straus and Giroux, 1951. Reprinted 2005.
- Abraham Joshua Heschel. Man's Quest for God: Studies in Prayer and Symbolism, page 18. New York: Charles Scribner's Sons, 1954.
- Morris Adler. The World of the Talmud, pages 30, 42. B'nai B'rith Hillel Foundations, 1958. Reprinted Kessinger Publishing, 2007.

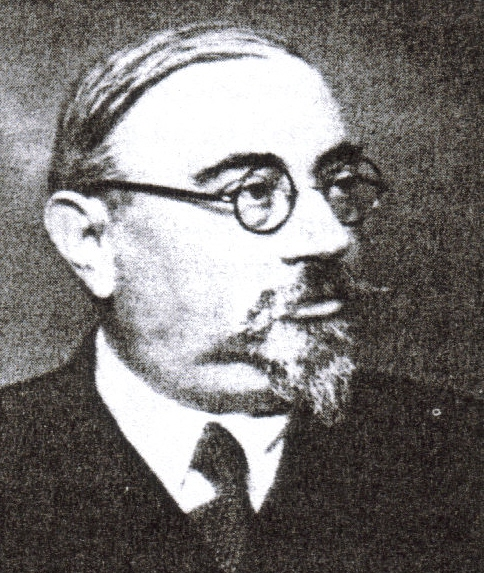
Cassuto

- Umberto Cassuto. A Commentary on the Book of Exodus. Jerusalem, 1951. Translated by Israel Abrahams, pages 255–316. Jerusalem: The Magnes Press, The Hebrew University, 1967.
- Herbert B. Huffmon. "Exodus 23:4–5: A comparative Study." In A Light unto My Path: Old Testament Studies in Honor of Jacob M. Myers. Edited by Howard N. Bream, Ralph D. Heim, and Carey A. Moore, pages 271–78. Philadelphia: Temple University Press, 1974.
- Jacob Milgrom. "First fruits, OT." In The Interpreter's Dictionary of the Bible. Supp, volume, pages 336–37. Nashville, Tennessee: Abingdon, 1976.
- Elie Munk. The Call of the Torah: An Anthology of Interpretation and Commentary on the Five Books of Moses. Translated by E.S. Mazer, volume 2, pages 292–361. Brooklyn: Mesorah Publications, 1995. Originally published as La Voix de la Thora. Paris: Fondation Samuel et Odette Levy, 1981.
- Jacob Milgrom. "'You Shall Not Boil a Kid in Its Mother's Milk': An archaeological myth destroyed." Bible Review, volume 1, number 3 (Fall 1985): pages 48–55.
- David Kader. "Torts and Torah." (1986). Journal of Law & Religion, volume 4 (1986): pages 161, 164–167.
- Pinchas H. Peli. Torah Today: A Renewed Encounter with Scripture, pages 75–79. Washington, D.C.: B'nai B'rith Books, 1987.
- Ben Zion Bergman. "A Question of Great Interest: May a Synagogue Issue Interest-Bearing Bonds?" New York: Rabbinical Assembly, 1988. YD 167:1.1988a. In Responsa: 1980–1990: The Committee on Jewish Law and Standards of the Conservative Movement. Edited by David J. Fine, pages 319–23. New York: Rabbinical Assembly, 2005.
- Avram Israel Reisner. "Dissent: A Matter of Great Interest" New York: Rabbinical Assembly, 1988. YD 167:1.1988b. In Responsa: 1980–1990: The Committee on Jewish Law and Standards of the Conservative Movement. Edited by David J. Fine, pages 324–28. New York: Rabbinical Assembly, 2005.
- Mark S. Smith. The Early History of God: Yahweh and the Other Deities in Ancient Israel, pages xx, 59, 100–01, 112, 148–49, 155, 157, 163. New York: HarperSanFrancisco, 1990.
- Harvey J. Fields. A Torah Commentary for Our Times: Volume II: Exodus and Leviticus, pages 51–60. New York: UAHC Press, 1991.
- Nahum M. Sarna. The JPS Torah Commentary: Exodus: The Traditional Hebrew Text with the New JPS Translation, pages 117–55, 273–76. Philadelphia: Jewish Publication Society, 1991.
- Lawrence Kushner. God Was in This Place and I, I Did Not Know: Finding Self, Spirituality and Ultimate Meaning, pages 32–33. Jewish Lights Publishing, 1993. (the Place).
- Nehama Leibowitz. New Studies in Shemot (Exodus), volume 2, pages 361–458. Jerusalem: Haomanim Press, 1993. Reprinted as New Studies in the Weekly Parasha. Lambda Publishers, 2010.
- Aaron Wildavsky. Assimilation versus Separation: Joseph the Administrator and the Politics of Religion in Biblical Israel, pages 3–4. New Brunswick, N.J.: Transaction Publishers, 1993.
- Walter Brueggemann. "The Book of Exodus." In The New Interpreter's Bible. Edited by Leander E. Keck, volume 1, pages 855–83. Nashville: Abingdon Press, 1994.
- Russell Fuller. "Exodus 21:22-23: The Miscarriage Interpretation and the Personhood of the Fetus." Journal of the Evangelical Theological Society, volume 37, number 2 (June 1994): pages 169–84.
- Judith S. Antonelli. "Female Servitude." In In the Image of God: A Feminist Commentary on the Torah, pages 185–202. Northvale, New Jersey: Jason Aronson, 1995.
- Hayim Lapin. "Early Rabbinic Civil Law and the Literature of the Second Temple Period." Jewish Studies Quarterly, volume 2, number 2 (1995): pages 149–83. (analysis of law of deposits in Exodus 22:6–14).
- Hayim Lapin. Early Rabbinic Civil Law and the Social History of Roman Galilee: A Study of Mishnah Tractate Baba' Mesi'a'. Atlanta: Scholars Press, 1995. (analysis of law of deposits in Exodus 22:6–14).
- Jacob Milgrom. "'The Alien in Your Midst': Every nation has its ger: the permanent resident. The Torah commands us, first, not to oppress the ger, and then to befriend and love him." Bible Review, volume 11, number 6 (December 1995).
- Ellen Frankel. The Five Books of Miriam: A Woman's Commentary on the Torah, pages 121–29. New York: G. P. Putnam's Sons, 1996.
- Marc Gellman. "The Commandments on Moses' Sleeves." In God's Mailbox: More Stories About Stories in the Bible, pages 60–67. New York: Morrow Junior Books, 1996.

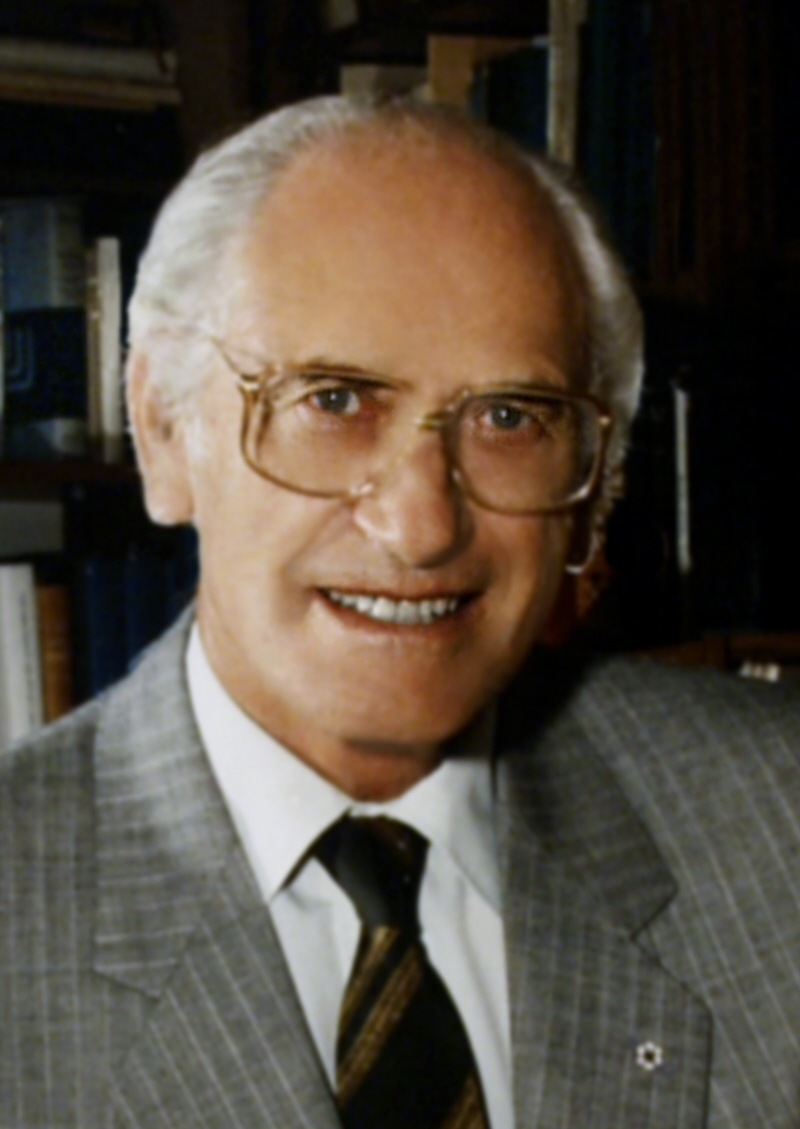
Plaut

- Jacob Milgrom. "Lex Talionis and the Rabbis: The Talmud reflects an uneasy rabbinic conscience toward the ancient law of talion, 'eye for eye, tooth for tooth.'" Bible Review, volume 12, number 2 (April 1996).
- W. Gunther Plaut. The Haftarah Commentary, pages 179–86. New York: UAHC Press, 1996.
- Sorel Goldberg Loeb and Barbara Binder Kadden. Teaching Torah: A Treasury of Insights and Activities, pages 121–27. Denver: A.R.E. Publishing, 1997.
- Robert Goodman. "Shabbat" and "Pesach." In Teaching Jewish Holidays: History, Values, and Activities, pages 1–19, 153–72. Denver: A.R.E. Publishing, 1997.
- Judith Hauptman. "Rape and Seduction." In Rereading The Rabbis: A Woman's Voice, pages 77–101. Boulder, Colorado: Westview Press, 1997. (Exodus 22:15–16).
- Baruch J. Schwartz. "What Really Happened at Mount Sinai? Four biblical answers to one question." Bible Review, volume 13, number 5 (October 1997).
- Susan Freeman. Teaching Jewish Virtues: Sacred Sources and Arts Activities, pages 255–68. Springfield, New Jersey: A.R.E. Publishing, 1999. (Exodus 24:7).
- Exodus to Deuteronomy: A Feminist Companion to the Bible (Second Series). Edited by Athalya Brenner, pages 35–37, 39, 195. Sheffield: Sheffield Academic Press, 2000.
- Nancy Fuchs-Kreimer. "What Must We Do?" In The Women's Torah Commentary: New Insights from Women Rabbis on the 54 Weekly Torah Portions. Edited by Elyse Goldstein, pages 148–53. Woodstock, Vermont: Jewish Lights Publishing, 2000.
- Martin R. Hauge. The Descent from the Mountain: Narrative Patterns in Exodus 19–40. Sheffield: Journal for the Study of the Old Testament Press, 2001.
- Avivah Gottlieb Zornberg. The Particulars of Rapture: Reflections on Exodus, pages 288–314. New York: Doubleday, 2001.
- Lainie Blum Cogan and Judy Weiss. Teaching Haftarah: Background, Insights, and Strategies, pages 413–21. Denver: A.R.E. Publishing, 2002.
- Michael Fishbane. The JPS Bible Commentary: Haftarot, pages 114–19. Philadelphia: Jewish Publication Society, 2002.
- Jack M. Sasson. "Should Cheeseburgers Be Kosher? A Different Interpretation of Five Hebrew Words." Bible Review, volume 19, number 6 (December 2003): pages 40–43, 50–51.
- Joseph Telushkin. The Ten Commandments of Character: Essential Advice for Living an Honorable, Ethical, Honest Life, pages 218–20, 275–78. New York: Bell Tower, 2003.
- Robert Alter. The Five Books of Moses: A Translation with Commentary, pages 435–59. New York: W.W. Norton & Co., 2004.
- Pamela Barmash. “Blood Feud and State Control: Differing Legal Institutions for the Remedy of Homicide During the Second and First Millennia B.C.E.” Journal of Near Eastern Studies, volume 63 (July 2004): pages 183–99.
- Jeffrey H. Tigay. "Exodus." In The Jewish Study Bible. Edited by Adele Berlin and Marc Zvi Brettler, pages 152–63. New York: Oxford University Press, 2004.
- Professors on the Parashah: Studies on the Weekly Torah Reading Edited by Leib Moscovitz, pages 120–34. Jerusalem: Urim Publications, 2005.
- David L. Baker. "Safekeeping, Borrowing, and Rental." Journal for the Study of the Old Testament, volume 31, number 1 (September 2006): pages 27–42.
- Bernard S. Jackson. Wisdom-Laws: A Study of the Mishpatim of Exodus 21:1–22:16. New York: Oxford University Press, 2006.
- Hilary Lipka. Sexual Transgression in the Hebrew Bible. Sheffield Phoenix Press, 2006. (Exodus 22:15–16).
- W. Gunther Plaut. The Torah: A Modern Commentary: Revised Edition. Revised edition edited by David E.S. Stern, pages 511–41. New York: Union for Reform Judaism, 2006.
- William H.C. Propp. Exodus 19–40, volume 2A, pages 117–54, 185–309. New York: Anchor Bible, 2006.
- Jeffrey Stackert. “Why Does Deuteronomy Legislate Cities of Refuge? Asylum in the Covenant Collection (Exodus 21:12-14) and Deuteronomy (19:1–13).” Journal of Biblical Literature, volume 125, number 1 (Spring, 2006): pages 23–49.
- Suzanne A. Brody. "Watcher of the World." In Dancing in the White Spaces: The Yearly Torah Cycle and More Poems, page 80. Shelbyville, Kentucky: Wasteland Press, 2007.
- Shai Cherry. "The Hebrew Slave." In Torah Through Time: Understanding Bible Commentary, from the Rabbinic Period to Modern Times, pages 101–31. Philadelphia: The Jewish Publication Society, 2007.
- James L. Kugel. How To Read the Bible: A Guide to Scripture, Then and Now, pages 59, 85, 241–42, 245–46, 249, 260–79, 282, 299, 324, 360, 404, 434, 578, 669. New York: Free Press, 2007.
- Hans Ausloos. "The 'Angel of YHWH' in Exod. XXIII 20–33 and Judg. II 1–5. A Clue to the 'Deuteronom(Ist)ic' Puzzle?" Vetus Testamentum, volume 58, number 1 (2008): pages 1–12.
- Gloria London. "Why Milk and Meat Don't Mix: A New Explanation for a Puzzling Kosher Law." Biblical Archaeology Review, volume 34, number 6 (November/December 2008): pages 66–69.
- Yosef Zvi Rimon. Shemita: From the Sources to Practical Halacha. The Toby Press, 2008.
- The Torah: A Women's Commentary. Edited by Tamara Cohn Eskenazi and Andrea L. Weiss, pages 427–50. New York: URJ Press, 2008.

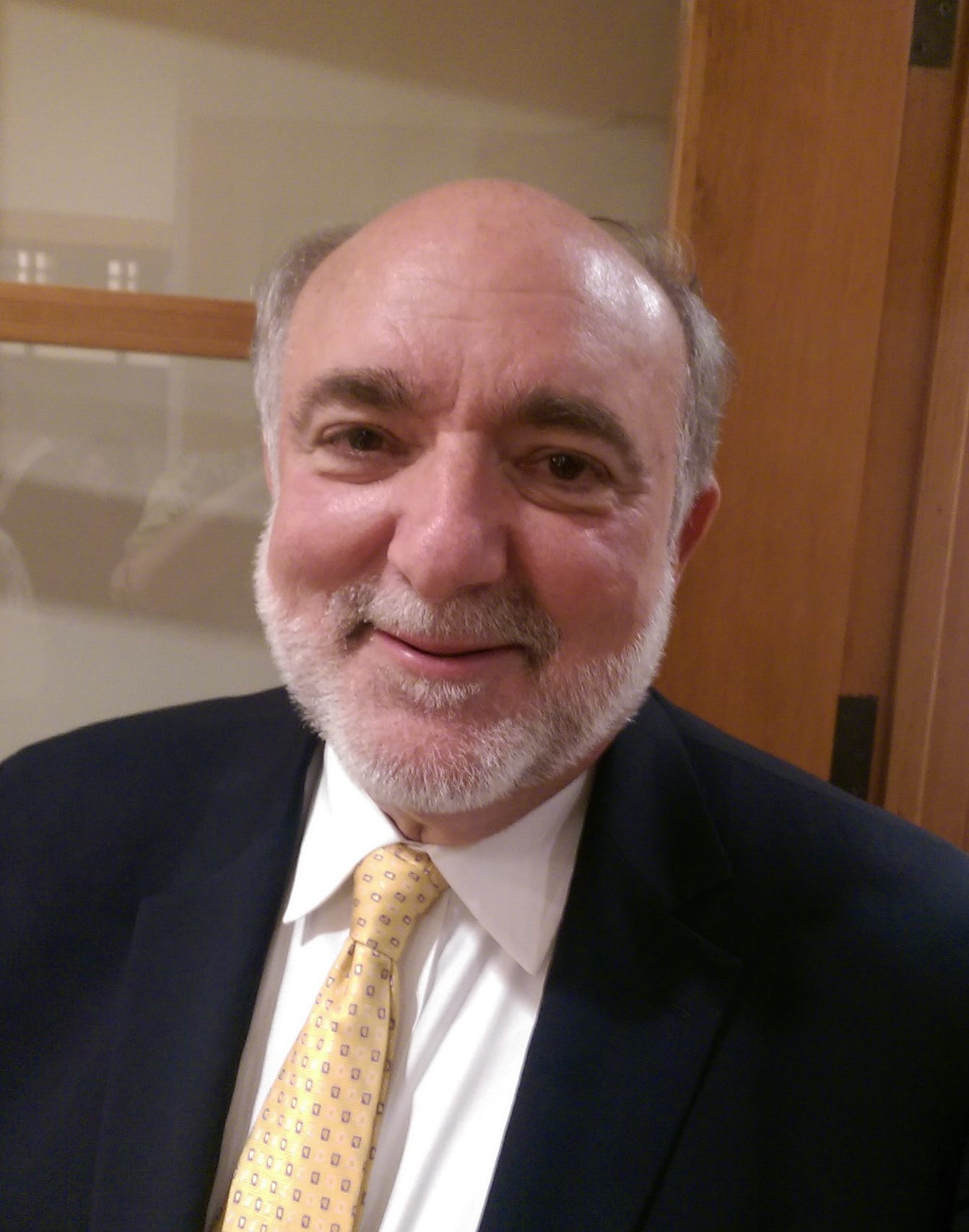
Ellenson

- James A. Diamond. "Nachmanides and Rashi on the One Flesh of Conjugal Union: Lovemaking vs. Duty." Harvard Theological Review, volume 102, number 2 (April 2009): pages 193–224.
- Thomas B. Dozeman. Commentary on Exodus, pages 496–568. Grand Rapids, Michigan: William B. Eerdmans Publishing Company, 2009.
- David Ellenson. "Laws and Judgments as a "Bridge to a Better World": Parashat Mishpatim (Exodus 21:1–24:18)." In Torah Queeries: Weekly Commentaries on the Hebrew Bible. Edited by Gregg Drinkwater, Joshua Lesser, and David Shneer, pages 98–101. New York: New York University Press, 2009.
- Reuven Hammer. Entering Torah: Prefaces to the Weekly Torah Portion, pages 107–11. New York: Gefen Publishing House, 2009.
- Rebecca G.S. Idestrom. "Echoes of the Book of Exodus in Ezekiel." Journal for the Study of the Old Testament, volume 33, number 4 (June 2009): pages 489–510.
- Bruce Wells. "Exodus." In Zondervan Illustrated Bible Backgrounds Commentary. Edited by John H. Walton, volume 1, pages 236–46. Grand Rapids, Michigan: Zondervan, 2009.
- David P. Wright. Inventing God's Law: How the Covenant Code of the Bible Used and Revised the Laws of Hammurabi. New York: Oxford University Press, 2009.

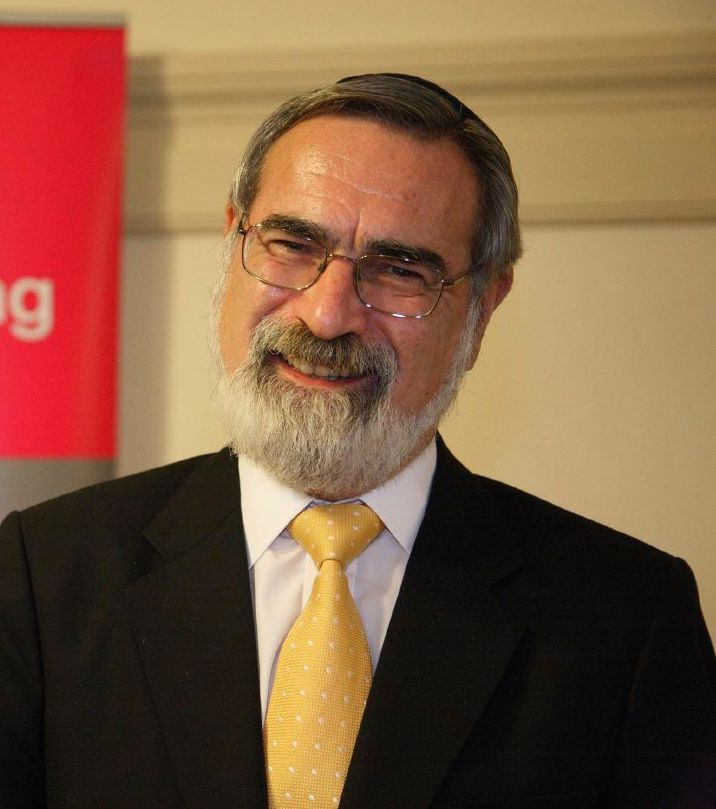
Sacks

- Jonathan P. Burnside. "Exodus and Asylum: Uncovering the Relationship between Biblical Law and Narrative." Journal for the Study of the Old Testament, volume 34, number 3 (March 2010): pages 243–66. (Exodus 21:12–14).
- Jonathan Sacks. Covenant & Conversation: A Weekly Reading of the Jewish Bible: Exodus: The Book of Redemption, pages 157–86. Jerusalem: Maggid Books, 2010.
- Stefan Schorch. "'A Young Goat in Its Mother's Milk'? Understanding an Ancient Prohibition." Vetus Testamentum, volume 60, number 1 (2010): pages 116–30.
- Jonathan P. Burnside. "A 'Missing Case' in the Biblical Laws of Homicide and Asylum?" Vetus Testamentum, volume 60, number 2 (2010): pages 288–91.
- Joseph Telushkin. Hillel: If Not Now, When? pages 47–52. New York: Nextbook, Schocken, 2010. (prozbol).
- Joe Lieberman and David Klinghoffer. The Gift of Rest: Rediscovering the Beauty of the Sabbath. New York: Howard Books, 2011.
- William G. Dever. The Lives of Ordinary People in Ancient Israel: When Archaeology and the Bible Intersect, pages 244, 290. Grand Rapids, Michigan: William B. Eerdmans Publishing Company, 2012.

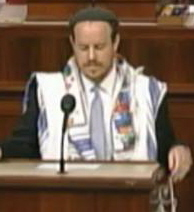
Herzfeld

- Shmuel Herzfeld. "The Eved Ivri in Culpeper, Virginia." In Fifty-Four Pick Up: Fifteen-Minute Inspirational Torah Lessons, pages 105–11. Jerusalem: Gefen Publishing House, 2012.
- John Makujina. "Literary Solutions to Legal Problems: The Contribution of Exodus 2.13–14 to Exodus 21.22–23." Journal for the Study of the Old Testament, volume 37, number 2 (December 2012): pages 151–65.
- Daniel S. Nevins. "The Use of Electrical and Electronic Devices on Shabbat." New York: Rabbinical Assembly, 2012.
- Torah MiEtzion: New Readings in Tanach: Shemot. Edited by Ezra Bick and Yaakov Beasley, pages 289–337. Jerusalem: Maggid Books, 2012.
- Alissa J. Rubin. "Painful Payment for Afghan Debt: A Daughter, 6." The New York Times. (March 31, 2013). (debt servitude).
- Stephen Beard. "Britain Wants To Be Hub for Sharia Banking." Marketplace. (July 18, 2013) (adaptation to Islam's parallel prohibition on charging interest).
- Amiel Ungar. "Tel Aviv and the Sabbath." The Jerusalem Report, volume 24, number 8 (July 29, 2013): page 37.

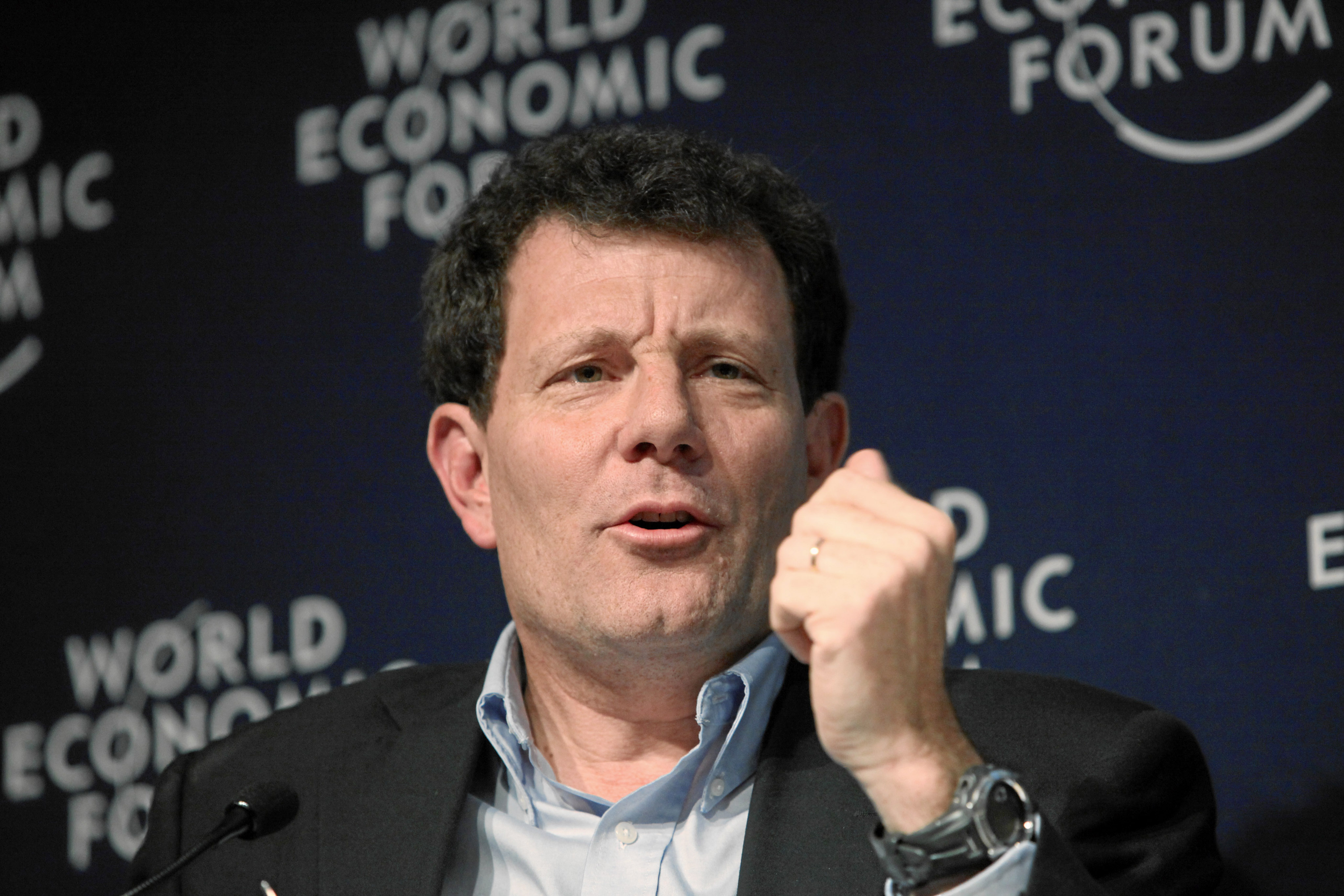
Kristof

- Nicholas Kristof. "When Emily Was Sold for Sex." The New York Times. (February 13, 2014): page A27. (human trafficking in our time).
- Ester Bloom. "The Crazy New App For Using Your iPhone on Shabbos."  (enlace roto disponible en este archivo). Jewniverse. (October 1, 2014).
- Art Swift. "Americans: 'Eye for an Eye' Top Reason for Death Penalty." Gallup. (October 23, 2014).
- Walk Free Foundation. The Global Slavery Index 2014. Australia, 2014.

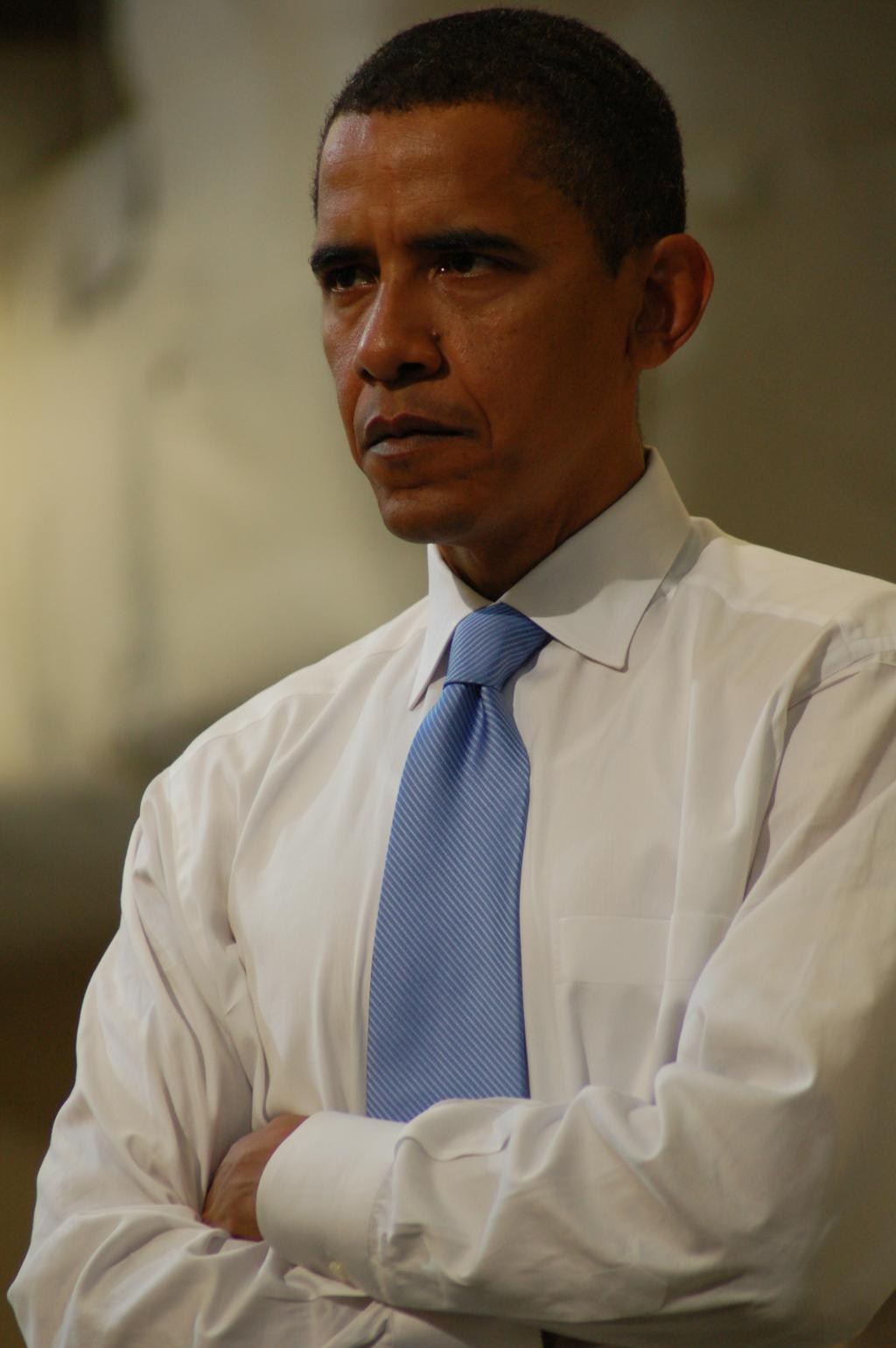
Obama

- Pablo Diego-Rosell and Jacqueline Joudo Larsen. "35.8 Million Adults and Children in Slavery Worldwide." Gallup. (November 17, 2014).
- Barack Obama. "Address to the Nation on Immigration Reform." (November 20, 2014). Compilation of Presidential Documents. Washington, D.C.: United States Government Printing Office. (paraphrasing Exodus 22:20, "Scripture tells us that we shall not oppress a stranger, for we know the heart of a stranger—we were strangers once, too. My fellow Americans, we are and always will be a nation of immigrants. We were strangers once, too.").
- Simeon Chavel. “A Kingdom of Priests and its Earthen Altars in Exodus 19–24.” Vetus Testamentum, volume 65, number 2 (2015): pages 169–222.
- "The Crazy New Invention for Using Electricity on Shabbat."  (enlace roto disponible en este archivo). Jewniverse. (April 21, 2015).
- Jonathan Sacks. Lessons in Leadership: A Weekly Reading of the Jewish Bible, pages 89–92. New Milford, Connecticut: Maggid Books, 2015.
- "The Hittites: Between Tradition and History." Biblical Archaeology Review, volume 42, number 2 (March/April 2016): pages 28–40, 68.
- Jonathan Sacks. Essays on Ethics: A Weekly Reading of the Jewish Bible, pages 109–15. New Milford, Connecticut: Maggid Books, 2016.
- Shai Held. The Heart of Torah, Volume 1: Essays on the Weekly Torah Portion: Genesis and Exodus, pages 175–83. Philadelphia: Jewish Publication Society, 2017.
- Steven Levy and Sarah Levy. The JPS Rashi Discussion Torah Commentary, pages 56–58. Philadelphia: Jewish Publication Society, 2017.
- Somini Sengupta. "End Marry-Your-Rapist Laws, Activists Say. Mideast Listens." The New York Times, July 23, 2017, § 1 (news), page 1 (modern Middle Eastern parallel to Exodus 22:15–16 and Deuteronomy 22:28–29).
- U.S. Department of State. Trafficking in Persons Report: June 2018. (slavery in the present day).
- Pallant Ramsundar. “Biblical Mistranslations to 'Euphrates' and the Impact on the Borders of Israel.” American Journal of Biblical Theology (2019).

### Textos
- Masoretic text and 1917 JPS translation
- Hear the parashah chanted
- Hear the parashah read in Hebrew

### Comentarios
- Academy for Jewish Religion, California
- Academy for Jewish Religion, New York
- Aish.com  (enlace roto disponible en este archivo).
- American Jewish University—Ziegler School of Rabbinic Studies
- Chabad.org
- Jewish Theological Seminary
- Mechon Hadar
- MyJewishLearning.com
- Orthodox Union
- Pardes from Jerusalem
- Reconstructing Judaism
- Sephardic Institute
- Union for Reform Judaism
- United Synagogue of Conservative Judaism
- Yeshiva University